# ザ・キング・オブ・ファイターズ
『ザ・キング・オブ・ファイターズ』（THE KING OF FIGHTERS）は、1994年にエス・エヌ・ケイ（旧社）がゲーム機「ネオジオ」で発売した対戦型格闘ゲームのシリーズ名、またその劇中で開催されている世界規模の格闘大会の名称。元々は同社の対戦格闘ゲーム作品『餓狼伝説』シリーズおよび『龍虎の拳2』の舞台である格闘大会。公式な略称は、頭文字を取った『KOF』（ケーオーエフ）。台湾では『格鬥天王』、香港と中国大陸では『拳皇』と訳される。
1994年から毎年新作がリリースされたが、2001年はエス・エヌ・ケイ（旧社）の倒産にともないサン・アミューズメントが、2002年以降はプレイモア、SNKプレイモア、SNK（新社）が販売している。

## ゲームシステム
本シリーズ作品では、基本的にプレイヤーは3人1組（作品によっては4人1組）のチームを選択し、他のチームと勝ち抜き戦を行うというシステムを採用している。
『餓狼伝説』シリーズで使われていた避け攻撃に加え、相手を遠くに吹っ飛ばす「ふっとばし攻撃」や相手の攻撃を完全にかわす「攻撃避け」などの要素が追加された。

### 基本ルール
ゲーム開始後、3人のプレイヤーキャラクター（作品によっては1チーム）を選択。お互いのプレイヤーにキャラクターが決定した後は3人を出す順番を決め、ゲームを開始する。キャラクターの順番は試合ごとに変えることができる。最初のラウンドではお互いに1人目のキャラクターが登場し、1人目を倒された側は次のラウンドで2人目のキャラクターが、2人目を倒された側は次のラウンドで3人目のキャラクターが登場し、先に3人目を倒したプレイヤーの勝ちという勝ち抜き方式。ラウンドを勝利したキャラクターは残り時間などに応じて一定量の体力が回復する。
家庭用のネオジオでは開始時にシングル戦仕様に変えることもできる。

### '94・'95でのゲームシステム
『餓狼伝説スペシャル』や『龍虎の拳』のゲームシステムを折衷した形のゲームシステム。『'97』『'98』では「EXTRA」という操作モードとして用意されている。
ダッシュ・バックステップ
一足飛びで素早く前進・後退する。
攻撃避け
その場で回避行動をとる。投げ技は回避ができない。これは『餓狼伝説』のライン移動がモデル。『'95』、『'98』のEXTRAモードでは避け動作中にボタンを押すと専用の攻撃（カウンター攻撃）ができる。『'96』では大門とクラークのみ、『2002』ではシェルミー（裏は不可）のみが固有の技として使用可能。
ふっとばし攻撃
名前の通り相手をふっ飛ばす攻撃（ヒットするとダウンする）を出す。他にも、判定が強い・キャンセルが可能という特徴がある。『餓狼伝説スペシャル』でのライン飛ばし攻撃が元になっている。ジャンプ中にも出すことができるが、この場合は立ち・しゃがみどちらでもガード可能になる。それぞれ「地上」・「空中」とつけて区別される。
挑発
パワーMAX状態の時を除き、相手のパワーゲージを減らすことが可能。
パワーゲージ
体力ゲージとは別のゲージ。「パワー溜め」動作を行うことで溜めることができるほか、相手の攻撃を食らうかガードすることでも溜まっていく。また、「挑発」することで相手のパワーゲージを減少させることができる。
最大まで溜まると「パワーMAX状態」になり、攻撃力が1.5倍に上昇し、超必殺技が1回だけ使用できるようになる。パワーMAX状態は超必殺技を使用するか時間経過で自然解除される。パワーMAX状態では、攻撃を当てた時に間合いが広く開くようになるため、連続技に繋げようとしても通常のリーチでは当たらなくなる欠点がある。
パワー溜めはシューティングゲームの溜め撃ちをヒントに考えたものであり、龍虎の拳の気力ゲージやサムライスピリッツの怒りゲージを参考に採用されたものではない。
超必殺技
特殊なコマンド入力で使用できる必殺技より強力な必殺技。体力ゲージが減少して赤く点滅している状態かパワーMAX状態の時に使用できる。後述のMAX超必殺技のある作品では、この両方の条件を満たすことで使用できるようになる。
システムを大幅に刷新した『'96』でもこのパワーゲージや超必殺技のシステムは継承されている。
ガードキャンセル
ガード中に必殺技を出して反撃する。『'94』では5回以上連続ガードしなければ使えないが、『'95』では6回以上連続ガードするかパワーMAX状態でのガード中に使用できる。
『'96』以降では、『'95』以前を再現したEXTRAでもこのガードキャンセルは再現されていない。
援護攻撃（ヘルプアタック）
『'98』まで存在したシステム。気絶している時か相手のつかみ技を受けている時に、背景の控え中のキャラクターが飛び込んできて相手の攻撃を阻止する。ヒットするとダウンさせることができるがダメージは無し。『'96』以降はキャラクター同士の相性によっては全く援護してくれない場合もある。背景に控え中のキャラクターがいない『'94 RE-BOUT』では、ストライカー同様に画面外から飛び込んでくる。下記の3つの条件（作品によっては2つ）を全て満たした時に使用できる。
1. 気絶している、または相手の掴み技を受けている。
2. 出場前のメンバーが画面内に見えている。
3. 体力ゲージが相手より少ない。

### '96以降のゲームシステム
従来のシステムは『'95』で完成していたものの、ゲームスピードが遅い、キャラクター性能が偏りすぎていることが待ちを助長することなどから、相手に向かって前進していく攻撃的なプレイができるようにゲームシステムを大幅に変更している。『'97』『'98』では「ADVANCED」という操作モードとして用意されているため、その2作における説明の場合は、本項ではそのモードの解説として記す。
ダッシュ
キャラクターが相手に向かって走っていく。急停止することができる。バックステップは従来同様。
緊急回避
打撃に対し無敵状態になりながら一定距離を移動する行動。通常は前方だが後方にも移動できる。
『'96』の「緊急回避」は避けの機能としては薄く（無敵状態の時間が短く）、相手との間合いを詰める（相手の裏へ移動する）、あるいは離す程度の機能しかない。『'97』以降では避け機能が強化された。
『2002』、『XI』ではパワーゲージを消費することで、自分の通常技をキャンセルして緊急回避を行うことができる（クイック緊急回避）。『'98 ULTIMATE MATCH』ではこれに加えて攻撃避けでキャンセルする「クイック攻撃避け」も可能。
のけぞり
攻撃をヒットさせた際の食らった相手の状態を指す。食らい硬直、食らいポーズとも呼ぶ。のけぞっている間は操作不能になるので更に追撃することができる。のけぞり状態は当てた攻撃の種類によってのけぞっている時間が異なる。のけぞり時間は弱攻撃を当てた時よりも強攻撃を当てた時の方が長いことが多い。
ふっとばし攻撃
『'95』までと同じ。
ジャンプのバリエーション
『KOF』の特徴の一つに「ジャンプにバリエーションがある」という点がある。ジャンプが普通のジャンプに加えて、高度も低く距離が短い「小ジャンプ」と、高度は低いが長い距離を移動できる「中ジャンプ」、通常より高く飛ぶ「大ジャンプ」（『'95』から存在）が用意され、4種類のジャンプを使い分けることができる。
パワーゲージ
『'96』のみゲージ周りのシステムは『'95』以前のものと変わらないが、『'97』以降はパワー溜め動作が廃止され、主に相手に攻撃を当てるかガードさせたり、必殺技を出すといった攻撃行動を行うことで溜める仕様に変更。加えて、ガードしたり、攻撃を喰らった場合でも微弱ながら一応溜まる。また、『'97』からは時間制限なしに複数本ストックできる形式のパワーゲージが登場した。
アドヴァンテージシステム
『'98』以降のタイトルで導入されているシステム。味方が1人敗北するごとに、パワーゲージの最大ストック上限が1本増加し、最大5本まで貯められるようになる。
ネスツ編3部作のみ、このシステムは採用されていない（『'99』『2000』では代わりにストライクボムの(最大)個数が1個増える）。
超必殺技
パワーゲージストックを1個消費して使用できる。また、パワーMAX状態ではMAX超必殺技という超必殺技の上位版が使用でき、通常の必殺技に比べて演出が派手になったりダメージが上昇するなどの効果を持つ。後年の作品ではパワーMAX状態にならずとも、コマンドをボタン同時押しすることでゲージを複数消費して使用できるなどの条件が追加されている（この場合、対応技が予め決まっていることもある）。
『'96』では使用時にキャラクターにエフェクトが出る。さらに『'97』からは使用時に背景が暗転して少し時間が止まる演出が出るようになり、これにより「パワーウェイブと見せかけてパワーゲイザー」などといった戦術は不可能になったが、逆に時間停止があることで連続技や対空などに使いやすくなるといったメリットも付与された。
『XIII』『XIV』ではゲージ3本消費のNEO MAX超必殺技やCLIMAX超必殺技が導入されている。これらはヒットすると全体力の半分程度を奪う強力なものとなっている。
ガードキャンセル
パワーゲージストックを1個消費して使用できる。ガードをすると即座に動けるようにはならないが、ガードの硬直をキャンセルしいきなり行動を起こす、特定の条件下で可能な行動。ガードキャンセルに使用できるのは前後への緊急回避とふっとばし攻撃。
ガードクラッシュ
相手の攻撃をガードし続けているとガードクラッシュが発生し、ガードモーションを崩しのけぞったようなモーションを見せる。このときガードができず、相手が攻撃を出していた場合はガードできずヒットしてしまう。また、一定時間内に連続攻撃からのガードを続け、許容量を超える最初の一撃を空中ガードの時に受けると空中でもガードクラッシュが発生する。
連続技
通常技からキャンセルして必殺技に繋げて連続技にするという流れは本作にも存在している。
本作独自の要素として、通常技をキャンセルして特殊技を出すことができ、このとき出した特殊技は性能が変化するようになっており、例えば通常しゃがみガード不能の特殊技なら、しゃがみガードされるようになる代わりに必殺技などでのキャンセルが可能になる（例外もあり）。これにより、このシリーズでは「通常技から特殊技、必殺技」という技の繋ぎが一般的なものとなっている。また空中判定になる特殊技を通常技キャンセルで出すことで、空中でのみ出せる必殺技へ移行できるキャラクターも一部存在する。
また、相手を投げる必殺技も通常技からキャンセルすることで連続技に組み込むことができる。当初このシステムはジャンプ攻撃ののけぞりからも繋がる仕様であったが、『'98』以降はその仕様は廃止されている。
打撃防御（ガードポイント）
『'96』以降、キャラクターの一部の技に備わっている。技動作の途中に相手の攻撃をガードできる部分が発生し、相手の攻撃を受け止めながら攻撃を行うことができる。無敵技に近いが、あくまでもガードなので削りダメージは受ける。ガード不能の打撃技も受け止められるが、ガードクラッシュはしてしまう可能性がある。投げには無力。

### ストライカー
ネスツ編で採用されたシステムで、援護攻撃の発展形として登場したもの。あらかじめ指定したキャラクターが画面外から登場し攻撃などを行う（キャラクターにより体力回復などの効果をもたらす場合もある）。ストライカーにしたキャラクターは対戦で戦わせることができなくなる。『2000』まではストライクボムを消費して使うが、『2001』ではパワーゲージストックを消費して使うシステムに変更されている。
アクティブストライカーシステム
『2000』のみ採用されたシステム。ストライクボムがある限り、食らい中でなければほぼどこでもいつでも呼び出せるようになっている。
タクティカルオーダー
『2001』のみ採用されたシステム。ストライカーを0 - 3人まで選択可能で、ストライカーの人数次第で、パワーゲージの長さや最大ストック数が決まる。ストライカーが0人の場合はパワーゲージ1本のみでゲージの長さが最も長く、パワーMAX超必殺技とスーパーキャンセルが使用不可。ストライカーが1人増えるごとにゲージの長さが短くなり最大ゲージストック数が1個ずつ増える。ストライカーが2人以上の場合は、指定したキャラクターを任意でストライカーとして使用することができる。

### マルチシフト
『2003』から『XI』までのシステム。対戦中に随時キャラクターを交代することができる。これに伴いラウンド制が廃止された。待機中でも体力が回復することはない。
リーダーシステム
3人のうちから1人を選ぶ（『2003』では選択画面で最初に選んだキャラクターに固定）。リーダーにしたキャラクターは超必殺技の上位版である「リーダー超必殺技」を使用可能なほか、『XI』では攻撃によるジャッジメントインジケーターの傾きがより大きくなる。
交代攻撃
専用の攻撃動作を出した後素早く交代する。『2003』のみ。
スキルゲージ
『XI』で設定された、パワーゲージとは別に存在するゲージ。最大2本で、時間が経つごとに上昇する。これを消費してスーパーキャンセルやクイックシフト（後述）などが可能。
クイックシフト
通常の攻撃をキャンセルして交代する。『XI』で追加。
ガードキャンセルシフト
ガードキャンセルして交代する。『XI』で追加。
セービングシフト
のけぞり中に交代する。『XI』で追加。

### ゲージ消費関連
カウンターモード
『'99』および『2000』にのみ存在するモード。パワーゲージを3本全て消費して発動する。
このモード中はキャラクターが赤く光り、通常版のみではあるが超必殺技を無制限に出せ、「スーパーキャンセル」が可能になるという攻撃に特化したモード。なお、この間に出した超必殺技は暗転と時間停止の演出がなくなるが、技によっては発生が遅くなるものがある。また、『2000』では弱攻撃とジャンプ強攻撃をヒットさせた時の相手ののけぞり時間が長くなり、弱攻撃でも強攻撃ぶんのけぞらせることができ、普段ではできない連続技が作り出せる。
アーマーモード
『'99』および『2000』にのみ存在するモード。パワーゲージを3本全て消費して発動する。こちらのモードも上記同様、『2000』では弱攻撃とジャンプ強攻撃をヒットさせた時の相手ののけぞり時間が長くなる。
このモード中はキャラクターが黄色く光り、相手の必殺技と超必殺技をガードしても体力ゲージを削られなくなるが、超必殺技は一切使用不可能。『'99』では一部の攻撃を除き相手の攻撃を食らってものけぞりもダウンもしないスーパーアーマー状態になるが、持続時間がカウンターモードに比べて短いうえ、攻撃を食らうと持続時間が減少する。『2000』では技の動作中に限り相手の攻撃を食らってものけぞりもダウンもせずに技がそのまま持続する性能に変更され、持続時間が『'99』よりも長くなったうえ、攻撃を食らっても持続時間が減少しなくなった。
スーパーキャンセル
特定の必殺技をキャンセルして超必殺技に連続させるシステム。『'99』『2000』ではカウンターモード中限定の行動であるが、『2001』以降ではキャンセル1回でパワーゲージを1本消費するようになった代わりに、いつでもできるようになった。『NEOWAVE』では超必殺技だけでなく必殺技を出すことも可能。『XI』ではパワーゲージの代わりにスキルゲージを1本消費するよう変更された。
『XI』以降は超必殺技から上位の超必殺技へキャンセルすることができるシステムも存在する。例えば『XIV』では超必殺技からMAX超必殺技へのキャンセルが可能なアドバンスドキャンセル、超必殺技からCLIMAX超必殺技へのキャンセルが可能なクライマックスキャンセルもある。

### 技の特性
打撃投げ
『'95』で初登場。他の格闘ゲームでは「打撃投げ」といえばヒットすると投げ技に移行する打撃技のことであるが、『KOF』では投げ技と同様の条件で出すことができる、初段がガード不能な（もしくはガードクラッシュを誘発する）コンビネーションの打撃技のことを指す。
『'98』以降はコマンド投げには投げ失敗時のポーズが出るようになったものの、こちらは『XI』まではそれが出ないためリスクは少なかった。
無条件追撃判定 / 特殊空中ヒット判定
『'99』から存在する、キャラクターの一部の技が持つ特性。この特性があると、通常追い打ちのできない吹っ飛び・ダウン状態にヒットさせることができる。『'99』や『2000』ではほぼストライカー攻撃にのみ存在する特性であったが、中でもジョー・ヒガシのストライカー攻撃が非常に使いやすく、なおかつダウン中に当てると強制的に立ち状態になっていたので、大半のプレイヤーがジョーをストライカーにしていた。『2001』以降はプレイヤーキャラクターの技にも多く見られ始めた。「なんでも判定」と呼ばれることが多い。

### KOF MAXIMUM IMPACT
サイドステップ
『MAXIMUM IMPACT』シリーズでは前方・後方の緊急回避に加えて縦軸移動して回避する「サイドステップ」が追加され、これも動作中にボタンで専用の攻撃が出せる。移動後にボタンを押しっぱなしで円を描くように移動する「サークルモーション」となる。
スタイリッシュアート
『MAXIMUM IMPACT』シリーズでのシステム。レバーとボタンを決められた順番で押していくことで連続攻撃を出すことができる。キャンセルが利くため連続技に使えるものから、中段・下段の二択を迫れるものなどバリエーションは多数。
さばき
『MAXIMUM IMPACT 2』以降のシステム。相手の攻撃に合わせることで少しの間無防備状態にすることができる。弾きと異なる点としてさばかれた側もさばきの入力を行えばさばき返すことができる。さばき返す代わりに、パワーゲージを消費することでキャンセルで緊急回避かふっとばし攻撃を行うことも可能。

## 設定
ゲーム中の設定では、『餓狼伝説』シリーズの登場人物、ギース・ハワードがサウスタウンにて開催していたストリートファイトにいつしかスポンサーがつくようになり、全世界にTV中継されるような大規模な格闘大会に発展していったものである。前述通り元々は『餓狼伝説』シリーズの登場人物、ギース・ハワードがサウスタウンで開催している格闘大会だが、『餓狼伝説』シリーズ同様大会主催者が毎回違うのが特徴。更に『XV』ではKOF公式マークも登場。
元々がストリートファイトであったための伝統から、試合はリングの上で行うようなことはほとんどなく、試合開始の合図とKOを宣言するレフェリーこそいるが基本的には野外などで行われている。ただし本シリーズにおける格闘大会「KOF」は『餓狼伝説』や『龍虎の拳2』での同大会とは一部の設定が異なる。
全世界が注目する格闘大会であるため、優勝チームには莫大な賞金と格闘家として最大級の栄誉が与えられる。しかし「平穏無事に終了したことは一度も無い」と言われるほど毎回決勝近くではトラブルが起こっている。これは大会主催者がルガール・バーンシュタインのような裏社会の権力者やオロチ一族のような存在だったり、ネスツといった秘密結社など後ろ暗い者たちが大会を利用したりするためである。そのため決勝近くもしくは決勝後は、大会主催者個人の空母や宇宙ステーションの秘密基地といった場所で、もはや格闘大会などではない殺し合いのような闘いが行われているが、世間には噂程度にしか伝わっていない。『餓狼伝説』シリーズでも大会主催者であるギースやクラウザーがテリーに敗北後、死亡するという問題が起こっており、『KOF』シリーズと違いこれは世間に知れ渡っている。対して『龍虎の拳2』では当時26歳の若いギースが第1回KOFを開催し、第1回KOF優勝者のリョウと殺し合いをするが、敗北した後は逃亡だけで済ませており、さらに莫大な賞金と格闘家として最大級の栄誉はリョウにしっかり与えたようで、大したトラブルとしては認知されなかったようである。
『XⅢ』までの『KOF』シリーズでの決勝近くもしくは決勝戦後のトラブルは噂程度しか伝わってなかったが、『XIV』ではそのトラブルが一部始終TVアナウンサーAMBCのクレメンス・ベラミーとTVカメラマンにより全て放送され、初めてKOFでのトラブルが世間に公表される事になった。更に毎回そのトラブルで『KOF』シリーズでは莫大な賞金と格闘家として最大級の栄誉が無かった事にされていたが、『XIV』のKOF大会主催者アントノフがKOF史上初の格闘ゲームでも稀に見る全く裏が無い主催者だった為に『KOF』シリーズ初の莫大な賞金と格闘家として最大級の栄誉を与えた上にチャンピオンベルトも与えられた。
出場する選手の中でも、大会の開催者が選んだ実力のある格闘家（『餓狼伝説』チームや『龍虎の拳』チームなど）には招待状が届き、シードとして各地域の決勝トーナメントからの参加となり、小説版によればそれ以外の参加チームに対しては予選が行われる。
もっとも大会主催者が悪意ある目的で特定の人間を参加させるために招待状を届けたり、自らの配下の人間を無条件に決勝トーナメントに進ませるために招待状を利用することもある。その為『餓狼伝説』シリーズの登場人物で指名手配犯の山崎竜二の様な悪党が普通に招待状でKOFに参加しているが、大会主催者の権限故か警察が殺到する事態にならず『XIV』から登場したクレメンス・ベラミーも『XV』公式サイトでそんな悪党に対しても普通にインタビューしている。
なお、招待状はチームでなく個人に届く（そもそも後述の通り、個人戦が存在する大会もある）ものであり、招待状を持つ格闘家はチームメイトを独自に指名して参加することが可能。指名されるチームメイトの招待状所持は特に問われないようである。これは一緒に住んでいる『龍虎の拳』のサカザキ一家には個人宛にそれぞれ招待状が届いていることや、女性格闘家チームや餓狼伝説チームのようにいつも組んでいたチームメイトが都合によって参加できないため、偶然出くわしたり通りかかった知り合いの格闘家に声をかけて出場したことが公式ストーリー中で書かれている。招待状を貰ったが欠場する場合や、参加チームを決めた場合の申込みなどはKOF運営委員に連絡を入れることになっている。
加えて、オロチチームが他人から奪い取った招待状で参戦していることや、ルイーゼ・マイリンクが他者から譲り受けた招待状で参戦していることから、招待状の本来の持ち主も特に考慮されない模様。『KOF MI2』においては、公式サイドストーリー「夜のガスパール」にて「世界最強を決めるというふれ込みである以上、乱入者にも機会を与えるのがこの大会の伝統」と語られている。
細かな大会のルールなどは判明していないが、刃物や銃火器の使用は反則であることが小説版などで解っている。ただし鞭や棍棒といった鈍器、超能力（手から炎や氷を出して攻撃したり、サイコパワーの使用や手刀を突き刺して体力を吸い取ったりする）は認められている。しかしイヤリングに爆弾を仕込んだり（レオナ）、炎が出るように細工してある棍棒（ビリー・カーン）、巨大な鉄球（チャン・コーハン）、鋭いツメのついた手甲（チョイ・ボンゲ）、クナイなどの暗器（まりん）、匕首（山崎竜二。小説版では使った瞬間に反則負けになった）、サーベルのような剣（フォクシー）、デザートイーグル（ウィップ。小説版では威嚇の空砲と言っている）を使用する者、さらには銃火器を全身に仕込んだサイボーグ（マキシマ）といった人物が参加している。
『KOF』シリーズでは基本的にチーム戦だが、『餓狼伝説』シリーズや『龍虎の拳2』では個人戦である。ただし『KOF』シリーズにも個人戦を行える場合が存在し、そのような作品によってはチーム戦と個人戦の両方が行われているという設定になっている。

## 登場人物
キャラクターは『餓狼伝説』や『龍虎の拳』を含めて描き起こしで調節がされている。だが、同じくSNKのヒット作である対戦型剣劇ゲーム『サムライスピリッツ』のキャラクターは「当時、KOFのゲームエンジンの基礎の部分に、武器やママハハといったキャラクターとは別のスプライトを被せる仕組みが組み込まれていなかった」という理由で本シリーズには参戦していなかったが、『THE KING OF FIGHTERS XIV』より同作のナコルルが正式参戦した。
また一方で、客演キャラクター以外にも、物語を動かす主要人物として生み出された、三種の神器の一族、オロチ一族、秘密結社ネスツなど『KOF』オリジナルキャラクターが登場する。新作の都度、チームの構成を変えるなど、時にはかつてのライバルや宿敵ともチームを組んで戦うことができ、これまで登場したキャラクターは100人以上に及ぶ。
そのほか『怒』『サイコソルジャー』などからも多くのキャラクターが客演する。

## ナンバリングタイトル
アーケード向けに開発・販売される、基本となるシリーズ。西暦表記の数字部分の正式な呼び方は英語であるが、日本語読みされる場合もしばしばある。

### THE KING OF FIGHTERS '94
シリーズ第1作目となる「開幕編」。
キャッチコピーは「夢のバトルにチームで挑め!!」（MVS、ネオジオ、ネオジオCD版）。
1994年8月25日にアーケードのMVS（業務用ネオジオ）で稼動後、同年10月1日に家庭用ネオジオでリリース。
2004年にPlayStation 2で『KOF』10周年記念作品として本作のリメイク版『THE KING OF FIGHTERS '94 RE-BOUT』が発売され、アーケードオリジナル版も同時収録されている。また、2009年にPlayStation Portableで発売された『SNK ARCADE CLASSICS Vol.1』にも16作品のうちの一つとして『'94』が収録されている。2007年にはWiiのバーチャルコンソールでも配信された。また、2010年6月24日に発売されたPSPソフト『THE KING OF FIGHTERS PORTABLE'94〜'98 Chapter of Orochi』内に収録。2011年4月19日にPC向けゲームソフト配信サービスプロジェクトEGGにてNEOGEOタイトル配信第一弾として『餓狼伝説』とともに配信された。レイティングは全てCERO：B（12才以上対象）。

#### ゲームシステム
国ごとの代表8チーム。チームメンバーは固定でエディットは無し。基本は3対3の勝ち抜き戦でKOかタイムアップで交代、仕切り直し。
対戦中にピンチのときに同チームのキャラが見える場所で一定条件とボタン入力でのもとで助けてくれることもある。
主催者はルガール・バーンシュタイン。『'94』優勝チームは日本最強チーム。
操作系は『餓狼伝説スペシャル』をベースに『龍虎の拳』シリーズなどの要素を取り入れたもの。必殺技コマンドは基本的に出場元のゲームのままで、また超必殺技がインストラクションカードに書かれていない。
| 出場キャラクター                     | 出場キャラクター           | 出場キャラクター           | 出場キャラクター           |
| チーム名（国）                       | メンバー                   | メンバー                   | メンバー                   |
| ------------------------------------ | -------------------------- | -------------------------- | -------------------------- |
| 日本最強チーム（日本）               | 草薙京                     | 二階堂紅丸                 | 大門五郎                   |
| 餓狼伝説チーム（イタリア）           | テリー・ボガード           | アンディ・ボガード         | ジョー・ヒガシ             |
| 龍虎の拳チーム（メキシコ）           | リョウ・サカザキ           | ロバート・ガルシア         | タクマ・サカザキ           |
| 女性格闘家チーム（イギリス）         | ユリ・サカザキ             | 不知火舞                   | キング                     |
| 怒チーム（ブラジル）                 | ハイデルン                 | ラルフ                     | クラーク                   |
| サイコソルジャーチーム（中国）       | 麻宮アテナ                 | 椎拳崇                     | 鎮元斎                     |
| アメリカンスポーツチーム（アメリカ） | ヘビィ・D!                 | ラッキー・グローバー       | ブライアン・バトラー       |
| キムの教育してやるチーム（韓国）     | キム・カッファン           | チャン・コーハン           | チョイ・ボンゲ             |
| ボスキャラクター                     | ルガール・バーンシュタイン | ルガール・バーンシュタイン | ルガール・バーンシュタイン |

#### 開発
本作オリジナルキャラクター3名で組まれた日本チーム（日本最強チーム）のリーダー「草薙京」が本作の主人公にあたるが、1P側の初期カーソルはイタリアチーム（餓狼伝説チーム）に、2P側の初期カーソルはメキシコチーム（龍虎の拳チーム）に合わせられている。またゲームスタート時に流れる基本操作の説明（HOW TO PLAY）もテリーとリョウが務めているが、開発スタッフからは「ぜひ京を出してくれ」と要望されたという（『'95』以降は一部を除いて、その作品の主人公及びライバル或いは主人公のチームメイトが務める）。加えて当時の販促ポスターでも、主人公の京属する日本チームと同列に並んでイタリアチーム（餓狼伝説チーム）が前面に出されて描かれていた。またストーリーが軽視されがちな対戦格闘ゲームにおいて、チームとしての参戦理由をそれぞれ紹介するなど、キャラクターの背景やストーリー進行に対する工夫も見られる。キャラクターイラストは本作から『2000』まで森気楼が担当した。なお、主人公チームのコンセプトは「地震（大門）、雷（紅丸）、火事（京）、親父（柴舟）」であった。

#### あらすじ
世界中の名立たる格闘家達に、「R」と名乗る者から世界規模の格闘大会「キング・オブ・ファイターズ」の招待状が届いた。
今回より「3人1組のチームを組んで参戦する」という新たなルールの下、テリー・ボガード、リョウ・サカザキといった様々な分野で名を轟かせた格闘技界のスーパースター達が、世界各国の代表として大会に参加するも、その中にはハイデルン率いる格闘家では無い傭兵達で構成された怒チームの様に、何やら「事情」のある者達もいた。そんな中、日本異種格闘技大会優勝の経験を持った炎を操る草薙流古武術の使い手草薙京は、同じく日本異種格闘技大会で決勝を争った二階堂紅丸、大門五郎の二人とチームを結成。日本代表として予選を突破しキング・オブ・ファイターズの本戦にエントリーする。
大会の優勝チームが決定した後、彼等を載せたヘリは海上の巨大船「ブラック・ノア」に到着。そこで待っていたのは大会の主催者でブラックマーケットを牛耳る闇の武器商人であり、かつてハイデルンの部下達や妻子を殺害した張本人でもあるルガール・バーンシュタインであった。実力でねじ伏せ倒した名立たる格闘家達を銅像に塗りこみコレクションして飾るという残虐非道さの持ち主であった彼は、KOFを勝ち上がってきた優勝者達もコレクションに加えようと戦いを強要するのだが、優勝者チームに敗れたルガールは船ごと自爆。野望は潰えたのであった。
だが、これはKOFを舞台にした格闘家達の長きに渡る熱く激しい戦いのほんの序章に過ぎなかった…。

#### 反響
『THE KING OF FIGHTERS XIV 』のディレクターを務めた小田泰之は、稼働当時ヒットしていた『餓狼伝説』や『龍虎の拳』などのネオジオ作品では劇画調のデザインが主流だったが、シャープ且つ耽美なデザインの同作はインパクトが大きかったとファミ通とのインタビューで語っている。

#### THE KING OF FIGHTERS '94 RE-BOUT
2004年12月28日にKOF10周年記念作品としてPS2で発売された『'94』のリメイク作品。アーケードゲームとしては稼動していない。
チームエディットが可能になるなど、『'94』からシステムの細部に手が加えられている。また、エディット専用キャラクターとして『'95』の性能をベースにした柴舟が登場し、さらに最終ボスのルガールも使用可能になった。『'94』とは違い、1P側のデフォルトカーソルが日本チーム（京）、2P側が韓国チーム（チョイ）になっている。
グラフィックを完全ハイレゾ化でリニューアルしている。背景も3Dで描かれた新規のものに一新されており、『'95』以降も含む歴代SNKキャラクターが多数登場する他、攻撃避けの際には画面全体の視点が一瞬ズレる演出が起こる。キャラクターイラストは、オリジナル版『'94』の森気楼に代わり、ヒロアキが担当した。
なお、本作はネオジオ版『'94』も「ネオジオモード」として同時収録している。ネオジオモードでは原作仕様のためチームエディットはできずルガールと柴舟も使用できないが、リメイク版同様にゲームセレクトの一部変更や基本操作の説明削除などの改訂が加えられている。本作以降、PS2版のリメイク作品では原作のネオジオ版も同時収録しているケースが多々ある。レイティングは全てCERO：B（12才以上対象）。
2015年1月21日にはPS3向け配信サービス「PlayStation 2 アーカイブス」の一環として配信された。
| 出場キャラクター                                | 出場キャラクター                                                   | 出場キャラクター                                                   | 出場キャラクター                                                   |
| チーム名（国）                                  | メンバー                                                           | メンバー                                                           | メンバー                                                           |
| ----------------------------------------------- | ------------------------------------------------------------------ | ------------------------------------------------------------------ | ------------------------------------------------------------------ |
| 日本最強チーム（日本）                          | 草薙京                                                             | 二階堂紅丸                                                         | 大門五郎                                                           |
| 餓狼伝説チーム（イタリア）                      | テリー・ボガード                                                   | アンディ・ボガード                                                 | ジョー・ヒガシ                                                     |
| 龍虎の拳チーム（メキシコ）                      | リョウ・サカザキ                                                   | ロバート・ガルシア                                                 | タクマ・サカザキ                                                   |
| 女性格闘家チーム（イギリス）                    | ユリ・サカザキ                                                     | 不知火舞                                                           | キング                                                             |
| 怒チーム（ブラジル）                            | ハイデルン                                                         | ラルフ                                                             | クラーク                                                           |
| サイコソルジャーチーム（中国）                  | 麻宮アテナ                                                         | 椎拳崇                                                             | 鎮元斎                                                             |
| アメリカンスポーツチーム（アメリカ）            | ヘビィ・D!                                                         | ラッキー・グローバー                                               | ブライアン・バトラー                                               |
| キムの教育してやるチーム（韓国）                | キム                                                               | チャン・コーハン                                                   | チョイ・ボンゲ                                                     |
| 追加キャラクター （エディット専用）             | 草薙柴舟                                                           | 草薙柴舟                                                           | 草薙柴舟                                                           |
| ボスキャラクター （エディット専用として使用可） | ルガール・バーンシュタイン （※使用できるのは上着を脱いだ状態のみ） | ルガール・バーンシュタイン （※使用できるのは上着を脱いだ状態のみ） | ルガール・バーンシュタイン （※使用できるのは上着を脱いだ状態のみ） |

#### 発売機種一覧
- 家庭用ネオジオROMカセット版（1994年10月1日発売）
- ネオジオCD版（1994年11月2日発売）
- NEOGEO Station版[10]（PlayStation Portable、PlayStation 3、PlayStation Vita） - ネオジオ版を配信。（2010年12月22日配信開始）
- バーチャルコンソール版（Wii） - ネオジオ版を配信。ザ・キング・オブ・ファイターズ'94 （2007年11月6日配信開始）
- プロジェクトEGG版（Windows）ザ・キング・オブ・ファイターズ'94（2011年4月19日配信開始）
- アケアカNEOGEO版（PlayStation 4） - MVS版を配信。ザ・キング・オブ・ファイターズ'94（2016年10月27日配信開始）
- アケアカNEOGEO版（Xbox One） - MVS版を配信。ザ・キング・オブ・ファイターズ'94（2017年3月9日配信開始）
- アケアカNEOGEO版（Nintendo Switch） - MVS版を配信。ザ・キング・オブ・ファイターズ'94（2017年3月16日配信開始）
- アケアカNEOGEO版（iOS、Android）ザ・キング・オブ・ファイターズ'94（2022年2月10日配信開始）
- アケアカNEOGEO セレクション Vol.1(Nintendo Switch) - 収録タイトルの一つ。内容はアケアカNEOGEO版と同等。（2024年12月12日発売）
- PlayStation 2版 - ザ・キング・オブ・ファイターズ'94 RE-BOUT （2004年12月28日発売 / スペシャル限定版あり）
- ゲームアーカイブス版（PlayStation Portable、PlayStation 3、PlayStation Vita）THE KING OF FIGHTERS'94 RE-BOUT（2015年1月21日配信開始・PS3のみ）

#### 関連作品
ザ・キング・オブ・ファイターズ '94
著者：真行寺たつや、『月刊少年エース』（角川書店、1994年12月号 - 1996年10月号）で連載された漫画。
ほとんどのチームに見せ場があるが、イタリアチーム（餓狼伝説チーム）と日本チームが中心となって物語は進行していく。ルガールの秘書としてマチュアも登場する（ゲームでも名前が公表されていないので名前は出てこない）が、オロチ関連の設定がこの時点では存在していないため、ルガールの愛人のような描写になっている。『龍虎の拳』のジャック・ターナー、『餓狼伝説2』の山田十平衛の弟子、チン・シンザン、アクセル・ホークも登場。また、オリジナルキャラクターとしてルガールの部下の女性であるバーバラ（第4巻でマチュアにより銃殺）の他、ワインの種類を間違え殺されるメイド（姓名不詳）が登場している。台詞はゲーム本編のものをそのまま使用している個所もある。単行本は角川コミックス・エースより全4巻。
ザ・キング・オブ・ファイターズ '94 外伝
著者：鷹岬諒、『コミックゲーメスト』（新声社）で連載された漫画。
イギリスチーム（女性格闘家チーム）を主軸としたストーリー展開。『餓狼伝説』のホア・ジャイ、『餓狼伝説2』の山田十平衛、チン・シンザン、龍虎の拳シリーズのミッキー・ロジャースも登場。また、ヴォルフガング・クラウザーは名前のみの登場。第6巻には八神庵が登場し、マチュアの名前も公表されている（ゲーム稼動開始に対して連載開始が遅かったこと、連載が長期に渡ったことなどから連載中に『'95』『'96』が発売したため）。単行本全6巻。
ザ・キング・オブ・ファイターズ'94（電撃CD文庫）
ドラマCD
脚本：あみやまさはる / 演出：鈴木久尋
この作品のみ声優のキャスティングがゲーム版とは異なる。キャストは以下の通り。
- 草薙京 - 置鮎龍太郎
- 二階堂紅丸 - 緑川光
- 大門五郎 - 大友龍三郎
- テリー・ボガード - 草尾毅
- アンディ・ボガード - 堀川亮
- ジョー・ヒガシ - 矢尾一樹
- リョウ・サカザキ - 神谷明
- ロバート・ガルシア - 石川英郎
- タクマ・サカザキ - 大塚芳忠
- 不知火舞 - 林原めぐみ
- ユリ・サカザキ - 丹下桜
- キング - 冬馬由美
- ルガール・バーンシュタイン - 銀河万丈

The King of Fighters'94
サウンドトラックCD
The King of Fighters'94 Arrange Sound Trax
サウンドトラックCD

### THE KING OF FIGHTERS '95
本作から『'97』まで続く「オロチ編」三部作の第1章。主人公・草薙京のライバルである八神庵がこの作品から登場。
キャッチコピーは「お楽しみはこれからだ。」（MVS、ネオジオ、ネオジオCD版）、「サイコーのファイターズは、この闘いでつくられる。」（ネオジオ、ネオジオCD版）、「サイコーのファイターズ、セガサターンに登場!」（セガサターン版）、「いよいよキングのお出ましだ。」（PlayStation版）。
1995年7月25日稼動。家庭用としてはネオジオ&ネオジオCDに加え、セガサターンとPlayStationでも発売され、セガサターン版でSNKは久しぶりにゲームボーイ用ソフトの『ファニーフィールド』から約6年振りにサードパーティー社となり、両名タイトルで同社の両ハード参入第1弾ソフトとなった。セガサターン版は本作専用の拡張ROMが同梱されており、これを使用しないとプレイできない。CD-ROMとROMカセットを併用する『Twin Advanced Rom System』が採用された。ゲームシステムや背景データを読み込みの早いROMカセットに収めることで、内蔵RAMに代わって素早い情報処理を行っている。セガサターン版はボタンの数が増えたことによりパワー溜め、援護攻撃、挑発、など操作方法がより扱いやすいように改良された。
PlayStation版では、同一キャラクター3人のチームも可能。後にPS2でも、NEOGEO オンラインコレクションVol.3の『THE KING OF FIGHTERS -オロチ編-』内の1タイトルとして収録された。また、2007年にはPS3・PSP・PSV向けのゲームアーカイブスでもPS版が配信された。2009年にはWiiのバーチャルコンソールでも配信されている。2010年にはPSP版『THE KING OF FIGHTERS PORTABLE'94〜'98 Chapter of Orochi』内にも収録。レイティングは全てCERO：B（12才以上対象）。

#### ゲームシステム
この作品より「チームエディット」が可能になった。なお、この作品のみキャラクター選択時に「チームエディットしますか?」と問われる。またこの作品から『'97』までは、CPUのチームもエディットされることがある。このため、前作にあった国籍によるチーム分けが無くなった。
対CPU戦ではこの作品以降、主人公チームや餓狼チームと言った固定チームでプレイした時のみ専用の中間デモとエンディングが見られる
『'94』同様対戦中にピンチのときに同チームのキャラが見える場所で一定条件とボタン入力でのもとで助けてくれることもある。
主催者は前年同様にルガール・バーンシュタイン（実際はオロチの力で復活、強化されたオメガ・ルガール）。ライバルチームと入れ替わる形でアメリカンスポーツチームが不参加となったが、設定上はライバルチームに地区予選で敗れたということになっている。『'95』優勝チームは主人公チーム。
設定で各キャラクターが「年を取った」のはこの作品のみで、以後年齢設定が固定された（出場を逃したアメリカンスポーツチームは復活した『'98』で1歳年を取っている）。
新たに、カウンター攻撃（攻撃避け中に出せる専用攻撃）が追加された。連続技に繋げられるため、強力な連続技が生まれた。バランス面では、パワーMAX時は攻撃力1.5倍・被ダメージ1.125倍になった。また、パワーMAX時はガードキャンセルを即座に使用できるなど、ハイリスクハイリターンのゲーム性となっている。『KOF』の中でも、各種の技の一発辺りの攻撃力が全体的に高めである。
前作では隠された存在であった超必殺技のコマンドがインストカードに記載されるようになった。
なお、アーケード版『KOF』の中では珍しく最終ボスが使用可能な作品でもある。アーケード版も家庭用ネオジオ版も共に、「チームエディットをしますか?」で「YES」を選択して、スタートボタンを押しながら↑+B →+C ←+A ↓+Dの入力が完了すると、草薙柴舟とオメガ・ルガールが現れ、プレイヤーキャラクターとして使用可能となる。
| 出場キャラクター                                    | 出場キャラクター                          | 出場キャラクター                          | 出場キャラクター                          |
| チーム名                                            | メンバー                                  | メンバー                                  | メンバー                                  |
| --------------------------------------------------- | ----------------------------------------- | ----------------------------------------- | ----------------------------------------- |
| 主人公チーム                                        | 草薙京                                    | 二階堂紅丸                                | 大門五郎                                  |
| 餓狼伝説チーム                                      | テリー・ボガード                          | アンディ・ボガード                        | ジョー・ヒガシ                            |
| 龍虎の拳チーム                                      | リョウ・サカザキ                          | ロバート・ガルシア                        | タクマ・サカザキ                          |
| 怒チーム                                            | ハイデルン                                | ラルフ                                    | クラーク                                  |
| サイコソルジャーチーム                              | 麻宮アテナ                                | 椎拳崇                                    | 鎮元斎                                    |
| 女性格闘家チーム                                    | ユリ・サカザキ                            | 不知火舞                                  | キング                                    |
| キムチーム                                          | キム・カッファン                          | チャン・コーハン                          | チョイ・ボンゲ                            |
| ライバルチーム                                      | 八神庵                                    | 如月影二                                  | ビリー・カーン                            |
| ボスキャラクター （隠しキャラクターとしても使用可） | ボス：草薙柴舟 最終ボス：オメガ・ルガール | ボス：草薙柴舟 最終ボス：オメガ・ルガール | ボス：草薙柴舟 最終ボス：オメガ・ルガール |

#### あらすじ
昨年の大会から1年、再び世界中の強豪たちの下に「キング・オブ・ファイターズ」の招待状が届いた。差出人の欄には、またもや「R」の1文字だけとなっており、昨年に参加したチームは不安を感じつつも、本大会でも次々とエントリーする事になった。
そんな中、今回は新たに京の宿敵である蒼い炎を操る八神流古武術の使い手八神庵が、ビリー・カーン、如月影二の二人と共にチームを組む形で、前回の「アメリカンスポーツチーム」を破り新たな本戦出場を果たしていた。それを知った京は、庵との決着をつける為にも、決意を新たにキング・オブ・ファイターズへの二度目の出場を決意するのだった。
一方、大会の主催者は、やはり前回大会の出場者達の予想通り、死んだと思われていたルガールであった、前回大会で敗れ去った復讐を遂げる為、ルガールは地球意思「オロチ」の力を手に入れて自らの身体に取り込み、オメガ・ルガールへとパワーアップしていた。そして、同じく前回大会の最中で自らが密かに回収した京の父・草薙柴舟に洗脳処置を施し、私兵となった彼を「余興」として優勝チームと激突させる。だが、柴舟は敗れ正気を取り戻す形で倒れる事となり、ルガールは自らの体内にあるオロチの力を解放。優勝チームへと襲い掛かり、死闘を展開する。
だが、その力をもってしても追い詰められたルガールは、更なるオロチの力を解放を試みるも、逆に暴走したエネルギーを制御出来ずに取り込まれ、消滅してしまう末路を迎えた。ルガールをもってしても、オロチの力は制御出来る物では無かったのだった。

#### 熱闘ザ・キング・オブ・ファイターズ'95
1996年4月26日にゲームボーイで熱闘シリーズとしてタカラより発売。開発はガイブレイン。
『'95』をベースにしているが、ライバルチームの3人を除いたキャラクターは原作のチームから抜粋された数名ずつがバラバラに出場しており、固定されたチームは存在しない。隠しキャラクターとして『サムライスピリッツ』シリーズからナコルルが登場するほか、同じキャラクター同士でチームを組めたり、常にパワーゲージがMAXになる隠しモードが存在する。
日本語版はタイトルロゴがカタカナ表記となっている。欧米版のタイトルは「熱闘」が省かれて原作と同じ『THE KING OF FIGHTERS '95』となっており、タイトルのデザインもネオジオ版『'95』と同じ英字表記となっているが、ゲーム内容自体は日本GB版とほとんど相違点はない。アメリカ版は任天堂、ヨーロッパ版は有限会社Laguna Video Gamesが販売元となっている。
| 出場キャラクター                                 | 出場キャラクター | 出場キャラクター |
| ------------------------------------------------ | ---------------- | ---------------- |
| 草薙京                                           | 二階堂紅丸       | ハイデルン       |
| 八神庵                                           | テリー・ボガード | ジョー・ヒガシ   |
| 不知火舞                                         | キム・カッファン | ビリー・カーン   |
| リョウ・サカザキ                                 | ユリ・サカザキ   | 如月影二         |
| 麻宮アテナ                                       | 椎拳崇           | ラルフ           |
| ボスキャラクター（隠しキャラクターとして使用可） |                  |                  |
| ボス：草薙柴舟 最終ボス：オメガ・ルガール        |                  |                  |
| 乱入キャラクター（隠しキャラクターとして使用可） |                  |                  |
| ナコルル                                         |                  |                  |

#### 発売機種一覧
- 家庭用ネオジオROMカセット版（1995年9月1日発売）
- ネオジオCD版（1995年9月29日発売）
- セガサターン版（1996年3月28日発売、専用ROMカセット同梱）
- PlayStation版（1996年6月28日発売）（廉:1997年3月28日発売）
- ゲームアーカイブス版（PlayStation Portable、PlayStation 3、PlayStation Vita）ザ・キング・オブ・ファイターズ'95（2007年5月31日配信開始）
- バーチャルコンソール版（Wii） - ネオジオ版を配信。ザ・キング・オブ・ファイターズ'95 （2009年12月1日配信開始）
- NEOGEO Station版[10]（PlayStation Portable、PlayStation 3、PlayStation Vita） - ネオジオ版を配信。ザ・キング・オブ・ファイターズ'95（2011年7月14日配信開始）
- アケアカNEOGEO版（Xbox One） - MVS版を配信。ザ・キング・オブ・ファイターズ'95（2017年3月30日配信開始）
- アケアカNEOGEO版（PlayStation 4） - MVS版を配信。ザ・キング・オブ・ファイターズ'95（2017年4月27日配信開始）
- アケアカNEOGEO版（Nintendo Switch） - MVS版を配信。ザ・キング・オブ・ファイターズ'95（2017年10月12日配信開始）
- アケアカNEOGEO版（iOS、Android）ザ・キング・オブ・ファイターズ'95（2022年6月2日配信開始）
- アケアカNEOGEO セレクション Vol.2(Nintendo Switch) - 収録タイトルの一つ。内容はアケアカNEOGEO版と同等。（2024年12月12日発売）

#### 関連作品
ザ・キング・オブ・ファイターズ'95
著者：いさき玲衣、挿絵は土屋杏子が担当。
ゲームの前日談を描いた小説。作者の趣味で庵の設定がかなり変更されている（ベーシストだったのが、ボーカルになっている）。ユキは高校を卒業してモデルをやっている。また、草薙柴舟の名前が「紫舟」になっている。
ザ・キング・オブ・ファイターズ'95
著者：細井雄二、『コミックボンボン増刊号』で連載された漫画。
草薙京とテリーボガードをメインに描き、最終話では両者が対決している。未単行本化。
The King of Fighters'95
サウンドトラックCD
The King of Fighters'95 Arrange Sound Trax
サウンドトラックCD

### THE KING OF FIGHTERS '96
オロチ編三部作の第2章。
キャッチコピーは、「燃えてるかい?」（MVS、ネオジオ、ネオジオCD版）、「俺を見たら、思い出せ。」（PlayStation版）。
1996年7月30日稼動。家庭用としては前作同様、ネオジオ、ネオジオCD、セガサターン、PlayStationで発売。セガサターン版は汎用の拡張ラムカートリッジ（1MB）専用となり、同梱版も発売された（『'95』専用の拡張ROMとは互換性がない。後に製造された拡張ラムカートリッジ4MBを使用した場合はキャラクターが正常に表示されない。）。またセガサターン版において『'95』とセットになった、『KOFダブルパック』も限定発売された。PlayStation版では、主人公の京を差し置いて、人気キャラクターの庵が単独でパッケージとしてデザインされている。後にPS2でも、NEOGEO オンラインコレクションVol.3の『THE KING OF FIGHTERS -オロチ編-』内の1タイトルとして収録された（家庭用ネオジオ版の移植。ただし、独自の要素として、元はCPU専用だったボスキャラクター2人が使用可能になっている）。また、2007年にはPS3・PSP・PS Vita向けのゲームアーカイブスでもPS版が配信された。2010年にはPSP版『THE KING OF FIGHTERS PORTABLE'94〜'98 Chapter of Orochi』内にも収録。レイティングは全てCERO：B（12才以上対象）。

#### ゲームシステム
キャラクター選択画面のカーソルは本作から個人単位の物のみとなったため、前作にあったモード選択ミスの危険が無くなっている。
主催者は神楽ちづる。なお、本作は前作までと異なり裏大会ではなく、各メディアへの報道も行われ、様々な企業もスポンサーとして協賛した公式大会という設定である（『'97』も同様）。『'96』優勝チームは主人公チーム。
大門とクラークを除くキャラクターの攻撃避けが廃止され、新たに緊急回避動作（前転後転）が導入。また、フロントステップがダッシュ（ラン）に変更された。ジャンプも小・中ジャンプが追加され、スピーディーなゲーム性になった。さらに、ガード耐久値とガードクラッシュ、投げ抜け、空中ガードなど新機能が追加された。バランス面でも修正がなされており、パワーMAX時における攻撃力は低下した。また、飛び道具が大幅に削除・変更され、接近戦での攻めを主体とする戦闘形態を意識させている。さらに、キャラクター間の相性システムが適用された。これは相性によって援護攻撃の可否が決まるしくみになっている。
本作から一部のキャラクターに複数の超必殺技が実装されるようにもなった。また、体力ゲージ点滅かつパワーMAXの状態で、高い威力と派手な演出に変化するパワーMAX超必殺技が使用できるようになった（MAX状態かつ点滅状態で超必殺技の威力が上昇するのはシリーズ過去作からの仕様だが、従来、技の見た目の演出は通常の超必殺技と同じで特に分けられてはいなかった）。
パワーMAX状態になるとパワーゲージが減少を始め、これが無くなるとMAX終了という形になった。それによって状態の残り時間が視認できるようになっている。
各キャラクターの必殺技コマンドが大幅に整理され、斜め上までの入力の廃止、コマンドの一部が被っていたキャラクターは入力向きやボタンを変更など、入力し易くなるよう変更が行われた。特に『餓狼伝説』や『龍虎の拳』のキャラクターの場合、原典のゲーム時そのままの「隠すこと、出しにくくすること」自体を目的とした超必殺技コマンドが変更され『KOF』のゲームスピードにあった使い方ができるようになった。ただしコマンドの入力判定に癖があり、技自体は若干出し辛くなってしまっていた。
本作からストーリーの分量が増え（ゲームの外で語られるチームストーリーも増加）、オロチ編のストーリーが本格化。オロチ編の鍵を握るゲーニッツや神楽ちづるといったキャラクターが登場し、ゲームコンセプトは「SNKゲームキャラクターの夢の対戦」から完全に『KOF』独自路線へと移行した。また、ラウンド前に特定のキャラクター同士での掛け合いが追加された。
本作は初めて既存のチームの編成に入れ替えが入り、怒チームにはハイデルンに替わり新キャラクターのレオナが加わった。龍虎の拳チームはタクマに替りユリが加わり、一方で女性格闘家チームにいたユリに替り「龍虎の拳外伝」に登場した藤堂香澄が加わった。
なお、ユリ、キングのサービスカット（脱衣KO）が本作から廃止された。ただしユリの場合、時間切れ引き分けの時に肩部分を露出させるという演出があった（下着は見えない）。
ボスキャラクター2人はネオジオCD版以降の家庭用移植版で使用可能。ネオジオCD版では隠しキャラクター扱いで、キャラクター選択画面で、スタートボタンを押しながら、「↑+B →+C  ←+A ↓+D」と入力したら、画面にちづる、ゲーニッツが現れ、使用可能になる。
| 出場キャラクター                                                | 出場キャラクター                      | 出場キャラクター                      | 出場キャラクター                      |
| チーム名                                                        | メンバー                              | メンバー                              | メンバー                              |
| --------------------------------------------------------------- | ------------------------------------- | ------------------------------------- | ------------------------------------- |
| 主人公チーム                                                    | 草薙京                                | 二階堂紅丸                            | 大門五郎                              |
| 餓狼伝説チーム                                                  | テリー・ボガード                      | アンディ・ボガード                    | ジョー・ヒガシ                        |
| 龍虎の拳チーム                                                  | リョウ・サカザキ                      | ロバート・ガルシア                    | ユリ・サカザキ                        |
| 新・怒チーム                                                    | レオナ                                | ラルフ                                | クラーク                              |
| サイコソルジャーチーム                                          | 麻宮アテナ                            | 椎拳崇                                | 鎮元斎                                |
| 新・女性格闘家チーム                                            | 藤堂香澄                              | 不知火舞                              | キング                                |
| キムチーム                                                      | キム・カッファン                      | チャン・コーハン                      | チョイ・ボンゲ                        |
| 八神チーム                                                      | 八神庵                                | マチュア                              | バイス                                |
| ボスチーム                                                      | ギース・ハワード                      | ヴォルフガング・クラウザー            | Mr.ビッグ                             |
| ボスキャラクター （一部家庭用のみ隠しキャラクターとして使用可） | ボス：神楽ちづる 最終ボス：ゲーニッツ | ボス：神楽ちづる 最終ボス：ゲーニッツ | ボス：神楽ちづる 最終ボス：ゲーニッツ |

#### あらすじ
前回大会でオロチの力に飲み込まれ消滅したルガールによって開催された2度の大会が終結して1年、新たに開催される事になった本大会は、巨大企業数社のスポンサードによる全世界的スケールのメジャー大会として開催された。
世界各地で予選が開催され、前2回のKOF常連チームが本戦に顔を並べる中、何とそれぞれが争い世界の覇権を握ろうと野望を抱いていたあのギース・ハワード、ヴォルフガング・クラウザー、Mr.ビッグの3人がチームを組む形でエントリーするという驚愕な事態となった。その一方で、前回の大会で京を倒し損ねた庵もまたルガールの秘書を務めていた2人の女性マチュアとバイスの二人と新たにチームを組む形で出場しており、怒チームでは指揮官のハイデルンが後方からの指揮を担当する形でチームを抜けた代わりに彼の養女でもある新妹隊員のレオナ・ハイデルンが加入していた。
実は今回の大会にも大きな裏が隠されており、大会の主催者である神楽ちづるは、「三種の神器」と呼ばれる能力を守る為に存在してきた三つの一族（草薙家、八神家、神楽家）のうちの一つ「神楽家」の末裔であった。彼女は人類の滅亡を望んでいる地球意思「オロチ」に対抗しうる力として、オロチの復活を目論む「オロチ四天王」と戦えるだけの実力を備える戦士を探し出そうとしていたのである。優勝チームの実力を自ら戦って確かめるちづるであったが、そこに「三種の神器」の末裔を滅ぼそうとするオロチ四天王の一角・吹き荒ぶ風のゲーニッツが突如乱入した。
自らの行使する暴風をもってして会場の全てを破壊しつくそうとするゲーニッツであったが、最後は「人間」としての本能によって発動させた庵の「紅い炎」と京の力によってゲーニッツは倒される末路を迎えた。しかし、大会の終結直後、庵は「血の暴走」によってゲーニッツと袂を分かったマチュアとバイスの二人を手に掛け、レオナもまた自身がオロチの血を引いていた上にゲーニッツの手引きにより自らの手で両親を殺害してしまった真実を知る事となった。

#### THE KING OF FIGHTERS '96 ネオジオコレクション
1997年2月14日にネオジオCDで発売されたデータベースソフト。『'96』関連のデータなどが収録されたファンディスクとなっている。

#### 熱闘ザ・キング・オブ・ファイターズ'96
1997年8月8日にゲームボーイで熱闘シリーズとしてタカラより発売。前作同様、開発はガイブレイン。
『'96』をベースとしているが、ボスチームの3人以外の出場メンバーは前作と同様に抜粋された数名ずつがバラバラに出場している。また、前作とは多少顔ぶれが変更されている。なお、本作では特定の組み合わせでチームを組むと「特殊イベント」が発生する。神楽ちづるが最初から選択可能になっており、隠しキャラクターとして『龍虎の拳』からMr.カラテや、『'97』のような暴走キャラクター、ボス性能版ちづるのKAGURAなどが登場する。また、隠しモードとして、超必殺技がいつでも出せるようになり、技の内容が強力なものに変化、パワーゲージが常に回復し続ける、といった内容の「熱闘モード」や、ボタンを同時押しするだけで必殺技が発動可能になるモードが存在する。スーパーゲームボーイ使用時は、攻撃などの効果音の一部がSFC音源に変わる。
ヨーロッパ版はタイトルが『The King of Fighters: Heat of Battle』に変更されており、前作と同じくLagunaが販売元となった。また、本作はアメリカでは発売されなかった。
| 出場キャラクター                                                                                     | 出場キャラクター           | 出場キャラクター |
| --- | -------------------------- | ---------------- |
| 草薙京                                                                                               | 大門五郎                   | レオナ           |
| 神楽ちづる                                                                                           | 八神庵                     | マチュア         |
| テリー・ボガード                                                                                     | アンディ・ボガード         | 不知火舞         |
| リョウ・サカザキ                                                                                     | ロバート・ガルシア         | 麻宮アテナ       |
| ギース・ハワード                                                                                     | ヴォルフガング・クラウザー | Mr.ビッグ        |
| ボスキャラクター（隠しキャラクターとして使用可）                                                     |                            |                  |
| ボス：KAGURA（ボス性能の神楽ちづる） 最終ボス：ゲーニッツ                                            |                            |                  |
| 乱入キャラクター（隠しキャラクターとして使用可）                                                     |                            |                  |
| IORI'（ツキノヨルオロチノチニクルフイオリ） LEONA'（ヤミノナカオロチノチニメザメルレオナ） Mr.カラテ |                            |                  |

- ゲーニッツを倒した後に「特殊イベント」が発生するチーム
  - 三種の神器チーム：草薙京、神楽ちづる、八神庵
    - 「草薙京&神楽ちづる VS IORI'（暴走化）」のバトル。ゲーニッツを倒したキャラクターがいるチームを操作。

  - 主人公チーム：草薙京、テリー・ボガード、リョウ・サカザキ
    - 「ゲーニッツを倒したキャラクター1名 VS 他2名」のバトル。ゲーニッツを倒したキャラクターを操作。

  - オロチチーム：八神庵、マチュア、レオナ
    - 「八神庵&マチュア VS LEONA'（暴走化）」のバトル。ゲーニッツを倒したキャラクターがいるチームを操作。

  - 餓狼伝説メインキャラクターチーム：テリー・ボガード、アンディ・ボガード、ギース・ハワード
    - 「ボガード兄弟 VS ギース・ハワード」のバトル。ゲーニッツを倒したキャラクターがいるチームを操作。

  - 龍虎の拳メインキャラクターチーム：リョウ・サカザキ、ロバート・ガルシア、Mr.ビッグ
    - 「極限流2名 VS Mr.ビッグ」のバトル。ゲーニッツを倒したキャラクターがいるチームを操作。

  - ボスチーム：ギース・ハワード、ヴォルフガング・クラウザー、Mr.ビッグ
    - 「ゲーニッツを倒したキャラクター1名 VS 他2名」のバトル。ゲーニッツを倒したキャラクターを操作。

#### 発売機種一覧
- 家庭用ネオジオROMカセット版 （1996年9月27日発売）
- ネオジオCD版（1996年10月25日発売）
- セガサターン版（1996年12月31日発売 / 拡張RAMカセット同梱版あり）
- PlayStation版（1997年7月4日発売）（廉:1998年7月23日発売）
- ゲームアーカイブス版（PlayStation Portable、PlayStation 3、PlayStation Vita）ザ・キング・オブ・ファイターズ'96（2007年5月31日配信開始）
- バーチャルコンソール版（Wii） - ネオジオ版を配信。ザ・キング・オブ・ファイターズ'96 （2011年2月15日配信開始）
- NEOGEO Station版[10]（PlayStation Portable、PlayStation 3、PlayStation Vita） - ネオジオ版を配信。（2011年9月29日配信開始）
- アケアカNEOGEO版（PlayStation 4） - MVS版を配信。ザ・キング・オブ・ファイターズ'96（2017年8月10日配信開始）
- アケアカNEOGEO版（Xbox One） - MVS版を配信。ザ・キング・オブ・ファイターズ'96（2017年8月10日配信開始）
- アケアカNEOGEO版（Nintendo Switch） - MVS版を配信。ザ・キング・オブ・ファイターズ'96（2017年12月28日配信開始）
- アケアカNEOGEO版（iOS、Android）ザ・キング・オブ・ファイターズ'96（2022年7月7日配信開始）
- アケアカNEOGEO セレクション Vol.3(Nintendo Switch) - 収録タイトルの一つ。内容はアケアカNEOGEO版と同等。（2025年4月10日発売）

#### 関連作品
ザ・キング・オブ・ファイターズ'96 〜Rumbling on the City〜
著者：嬉野秋彦）、挿絵は伊ノ上ゆかが担当。
ゲームの前日談を描いた小説。庵とレオナの対決が見られるが、『'97』よりも先駆けて覚醒レオナが登場している（庵も暴走した状態で覚醒レオナと交戦する）。サブタイトルは怒チームBGMの曲名。
ザ・キング・オブ・ファイターズ G（ギガ）
著者：鷹岬諒、『コミックゲーメスト』で連載された漫画。
麻宮アテナを中心としたエディットチームを主役にしている。前作（『'94外伝』）よりも短期間で終了した。単行本全3巻。
ザ・キング・オブ・ファイターズ'96
ドラマCD
大会2週間前のアメリカを舞台に、本編とは違うゲーニッツや神楽ちづるとの出会いを描く。
なお、『'96』 - 『2000』のドラマCDに収録されているドラマはラジオ番組『子安・氷上のゲムドラナイト』において放送されたもので、『'96』 - 『'99』については「各話ごとにA・Bの2種類の予告を流し、リスナーの投票でどちらか一方の本編を流す」という形式で放送が行われた（そのため、特に『'96』『'97 激闘編』では両パート共通のイベントが描写され、AパートとBパートの話が混ざっても違和感がないように構成されている）。CDでは、AパートとBパートが完全に独立している『2000』を除き、共通の第1話のあとにAパートの第2話 - 第4話、Bパートの第2話 - 第4話の順で両方のストーリーが収録されている。
The King of Fighters'96
サウンドトラックCD
The King of Fighters'96 Arrange Sound Trax
サウンドトラックCD

### THE KING OF FIGHTERS '97
オロチ編三部作の第3章（最終章）。
キャッチコピーは「KOF is just too HOT.」（MVS、ネオジオ版）、「呪われた宿命にピリオドを打て!」（セガサターン版）、「決着（ケリ）をつけようぜ。」（PlayStation版）。
1997年7月28日稼動。家庭用としては前作同様、ネオジオ、ネオジオCD、セガサターン、PlayStationで発売。セガサターン版は汎用の拡張ラムカートリッジ（1MB/4MB）専用で、新規発売としてはSNK最後のサターン用ソフトとなった。その後、オロチ編3本（『'95』『'96』『'97』）をセットにした「ザ・キング・オブ・ファイターズ ベストコレクション」も発売された。また、最終ボスのオロチもセガサターン版ではプラクティスモード、PS版ではVSモードとプラクティスモードで使用が可能。後にPS2でも、NEOGEO オンラインコレクションVol.3の『THE KING OF FIGHTERS -オロチ編-』内の1タイトルとして本作のネオジオ版が収録された。また、2007年にはPS3・PSP・PS Vita向けのゲームアーカイブスでもPS版が配信された。2010年にはPSP版『THE KING OF FIGHTERS PORTABLE'94〜'98 Chapter of Orochi』内にも収録。また、2013年にiOS/Android端末向けのネイティブアプリとして配信。2018年にはPS4・PS Vita・PC向けにオンラインに対応した『THE KING OF FIGHTERS'97 GLOBAL MATCH』が配信された。レイティングは全てCERO：B（12才以上対象）。

#### ゲームシステム
キャラクターの性質を「アドヴァンストモード」と「エキストラモード」の2種類から選べるようになった。CPU側キャラクターはアドヴァンストモードしか使用しない。
主催者は前年同様に神楽ちづる。また本大会は全世界にTV中継も行われている設定である（ゲーム本編にもその設定を活かした演出が様々な面に盛り込まれている）。『'97』優勝チームは主人公チーム。
アドヴァンストモードの特色は、半永久的に持続できるゲージストックである。必殺技を出す、攻撃を相手に当てることでゲージが溜まり、最大3つまでゲージをストックできる。ストックが一つでもあれば通常の超必殺技、ガードキャンセル緊急回避・同ふっとばし攻撃が使用できる。また、ストックを1つ消費することでパワーMAX発動、この状態でさらにストックがもう1つあれば、MAX超必殺技が出せる。このモードでは緊急回避動作（前転後転）が使用できる。なお、本作から緊急回避動作（前転後転）に避け機能が付加された。移動方法もダッシュ、大・中・小ジャンプと豊富である。
エキストラモードは、『'96』までと同様任意でパワーゲージを溜め、超必殺技およびパワーMAX超必殺技発動の条件も『'96』に準拠する。パワーゲージの溜まる速さは『'96』より速くなっている。ただし、ジャンプは通常のジャンプと大ジャンプのみ、ダッシュではなくフロントステップおよび攻撃避けが使用可能であり、守備的に戦いたい人向けの仕様となっている。体力ゲージ点滅は今作から1/8に変更された。パワーMAX時のガードキャンセル回避に制限が加わった。
先述通り、試合前演出やステージ間デモが世界規模の格闘大会のテレビ中継を意識した演出になっており、ほとんどのステージBGMも歓声などの環境音によってのみ構成されているなど、シリーズの中でも特殊な音響演出が行われている。音楽としてのステージBGMは京、アテナなど特定のキャラクターの登場時しか使用されない。
本作でオロチ編の黒幕「オロチ」が復活を果たす。また前作の最終ボスであるゲーニッツ以外の「オロチ四天王」の残り3人（社〈乾いた大地の社〉、シェルミー〈荒れ狂う稲光のシェルミー〉、クリス〈炎のさだめのクリス〉）も本作で登場する。開発者によるとこの3人は、主人公チーム3人の能力に対する上位互換のような能力を設定したという。
「'97スペシャルチーム」のメンバーは『ゲーメスト』・『ネオジオフリーク』・『ファミ通』の3誌での投票で決まった（なお、ビリーは前々作『'95』以来の登場となり、KOFシリーズにおける初の復活キャラクターとなった）。過去のSNK作品の（格闘ゲーム以外も含めた）キャラクターから選び出すというものだったが、『サムライスピリッツ』『キング・オブ・ザ・モンスターズ』シリーズのキャラクターは時代設定や世界観を理由に除外されていた。また、同じKOFシリーズでも、前作『'96』に参戦していたキャラクターも投票対象外となっていた。
本作では、必殺技・超必殺技のコマンド入力受け付けが緩く、簡易コマンドで出すことができる。ただし、キャラクターによっては、似たようなコマンドの必殺技があれば意図しない技が出てしまうことがある。これにより、次作『'98』での一部キャラクターのコマンド変更につながった。
超必殺技使用時、画面が暗転して一時停止するようになった。また、飛び道具系のMAX超必殺技は強力な貫通能力が付加され、飛び道具系の超必殺技を貫通できるようになった。
「個人出場」としてエディット専用キャラクターが初登場。彼らのエンディングを見るには特定のチーム編成を行う必要がある（八神庵であれば京・庵・ちづるの「三種の神器チーム」、矢吹真吾であれば草薙京を必ず入れて、もう1人は通常の庵・レオナ以外のキャラクターにする）。またこれ以外にも、特殊なチーム構成でクリアすると、エンディング後にそのチーム編成のテーマに応じた専用の一枚絵が表示される隠し要素があり、これは『'99』まで受け継がれた。
本作では隠しキャラクターが多く、ボスキャラクターである暴走庵・覚醒レオナ・オロチチーム（オロチ四天王の3人が所属するニューフェイスチームの正体）も使用できる。これらの各キャラクターは通常版と同一のキャラクターとして扱われるため、同じキャラクターの通常版と隠し版を一つのチームに入れることはできない。オロチチームのエンディングは通常チームと同一で、オロチと通常の混成チームにした場合でもエンディングを見ることができる。
なお、庵は主人公チームまたはシングルで京をプレイし、京でオロチを倒すと隠しボスとして登場する。この試合は勝敗に関係なくそのままエンディングに繋がっていく。
後の『KOF』に繋がるゲームシステムは本作でほとんど完成していたが、隠しキャラクターの暴走庵・覚醒レオナがプレイヤーキャラクターとしては極端に高い性能を有していることや簡単な永久コンボが存在する。
| 出場キャラクター                                       | 出場キャラクター                                                                                | 出場キャラクター                                                                                | 出場キャラクター                                                                                |
| チーム名                                               | メンバー                                                                                        | メンバー                                                                                        | メンバー                                                                                        |
| ------------------------------------------------------ | ----------------------------------------------------------------------------------------------- | ----------------------------------------------------------------------------------------------- | ----------------------------------------------------------------------------------------------- |
| 主人公チーム                                           | 草薙京                                                                                          | 二階堂紅丸                                                                                      | 大門五郎                                                                                        |
| 餓狼伝説チーム                                         | テリー・ボガード                                                                                | アンディ・ボガード                                                                              | ジョー・ヒガシ                                                                                  |
| 龍虎の拳チーム                                         | リョウ・サカザキ                                                                                | ロバート・ガルシア                                                                              | ユリ・サカザキ                                                                                  |
| 怒チーム                                               | レオナ                                                                                          | ラルフ                                                                                          | クラーク                                                                                        |
| サイコソルジャーチーム                                 | 麻宮アテナ                                                                                      | 椎拳崇                                                                                          | 鎮元斎                                                                                          |
| 女性格闘家チーム                                       | 神楽ちづる                                                                                      | 不知火舞                                                                                        | キング                                                                                          |
| キムチーム                                             | キム・カッファン                                                                                | チャン・コーハン                                                                                | チョイ・ボンゲ                                                                                  |
| ニューフェイスチーム                                   | 七枷社                                                                                          | シェルミー                                                                                      | クリス                                                                                          |
| '97スペシャルチーム                                    | 山崎竜二                                                                                        | ブルー・マリー                                                                                  | ビリー・カーン                                                                                  |
| エディット専用、隠しキャラクター                       | 八神庵                                                                                          | 矢吹真吾                                                                                        | '94草薙京                                                                                       |
| ボス1 （隠しキャラクターとして使用可）                 | ツキノヨルオロチノチニクルフイオリ（暴走庵） ヤミノナカオロチノチニメザメルレオナ（覚醒レオナ） | ツキノヨルオロチノチニクルフイオリ（暴走庵） ヤミノナカオロチノチニメザメルレオナ（覚醒レオナ） | ツキノヨルオロチノチニクルフイオリ（暴走庵） ヤミノナカオロチノチニメザメルレオナ（覚醒レオナ） |
| ボス2（オロチチーム） （隠しキャラクターとして使用可） | 乾いた大地の社                                                                                  | 荒れ狂う稲光のシェルミー                                                                        | 炎のさだめのクリス                                                                              |
| 最終ボス （SS・PS版のみ隠しキャラクターとして使用可）  | オロチ                                                                                          | オロチ                                                                                          | オロチ                                                                                          |

#### あらすじ
決勝戦直後にゲーニッツの乱入というハプニングをもって幕を閉じていった前回大会。この事件は何者かによるテロ活動とのみ発表され、その詳細は世間に公表されることはなかった。
しかし、このようなきな臭い事件があったにもかかわらず、前回大会は興業的には大成功を収めた。それに興味を示した巨大企業数社がスポンサーの名乗りを挙げ「KOF」の再開催を熱望。世界各地でも、同じような現象が起こり「KOF'97」大会は開催の運びとなる。
引き続きすさまじい盛り上がりを見せた今大会には、新規の大会参加者である「ニューフェイスチーム」（七枷社、シェルミー、クリス）の3人が出場。一方、京に憧れ強引に弟子入りした学生の少年矢吹真吾もまた、未熟な身でありながらもキング・オブ・ファイターズにエントリーしており、更には前回大会に出場していたギースの命令を受けたビリーもまた、ブルー・マリー、そして山崎竜二の二人が新規参戦する形で「'97スペシャルチーム」を結成。オロチの混血児である庵だけでなく山崎の事を気に掛けるギースの真意を掴みかねながらも、ビリーは命令に従う形でキング・オブ・ファイターズへ復帰する。
しかし、ニューフェイスチームの3人は「自分達と因縁のある庵を倒す事」を表の目的としていたが、実は彼等こそ、前回大会の終盤で乱入したゲーニッツと同じくオロチ四天王の残りであった。オロチ復活の為に必要となる莫大な精神力を求めていた彼等3人は、心身共に鍛え上げた強靭な格闘家達のぶつかり合いで生まれる莫大な精神力を集められる「場」として、キング・オブ・ファイターズその物を利用する事を画策し、自分達もオロチとしての素性を隠した上で大会参加者として暗躍していたのである。
大会の優勝チームが確定した直後、乾いた大地の社、荒れ狂う稲光のシェルミー、炎のさだめのクリスとしてオロチの本性を現した3人は、ゲーニッツが遺した暗示によってオロチの血を持つ八神庵とレオナを暴走させ、大会を混乱に陥れる。何とか庵とレオナを制した後、四天王の3人が現れ、今回の目的を明かす事になるが、同時に今大会に出場していた山崎が、自分達やゲーニッツ、マチュア、バイスと同じく「オロチ八傑集」の一人であった事実が判明。今大会の時期にて彼が見せた異様なまでの「狂気」も、オロチの影響による物だったのだが、「オロチ」としてよりも「人間」としての本能が勝っていた山崎は、呼びかける社達の言葉など意にも返さず反抗的な態度を通すのだった。オロチ復活の為により強力な精神エネルギーを得ようとした社達は、優勝チームとの激闘の末に撃退されるのだが、四天王の1人であったクリスの肉体を依り代に利用する事で、遂にオロチが復活を果たしてしまう。
自らの恋人であるユキがオロチの完全復活の為の要となっていた生贄である「クシナダ」の転生した姿であった真実を聞かされた京は、何が何でも彼女を守るべく、庵、ちづると共に三種の神器として集うも、死闘の末に追い詰められたオロチによって庵は再び暴走。しかし、強靭な意志によって逆に庵はオロチへと掴み掛かり、京は庵の「封じる者」としての力で抑え込まれていたオロチに向けて、「祓いし者」として究極のの力である「最終決戦奥義・無式」を発動。巨大な爆発に飲み込まれるのだった…。
かくして、「護りし者」としての力を発動させたちづるによって再びオロチが封印される形で戦いは終結したものの、京と庵の二人はその行方が分からなくなってしまった。

#### 発売機種一覧
- 家庭用ネオジオROMカセット版（1997年9月25日発売）
- ネオジオCD版（1997年10月30日発売）
- セガサターン版（1998年3月26日発売 / 4M拡張RAMカセット同梱版あり）
- PlayStation版（1998年5月28日発売）（廉:1999年6月24日発売）（廉:2003年3月27日発売）
- ゲームアーカイブス版（PlayStation Portable、PlayStation 3、PlayStation Vita）ザ・キング・オブ・ファイターズ'97（2007年5月31日配信開始）
- バーチャルコンソール版（Wii） - ネオジオ版を配信。ザ・キング・オブ・ファイターズ'97 （2011年9月6日配信開始）
- iOS版、Android版 - THE KING OF FIGHTERS’97（2013年11月14日配信開始）
- アケアカNEOGEO版（PlayStation 4） - MVS版を配信。ザ・キング・オブ・ファイターズ'97（2017年11月2日配信開始）
- アケアカNEOGEO版（Xbox One） - MVS版を配信。ザ・キング・オブ・ファイターズ'97（2017年11月2日配信開始）
- Steam版（Windows）THE KING OF FIGHTERS '97 GLOBAL MATCH（2018年4月4日配信開始）
- PlayStation 4版 THE KING OF FIGHTERS '97 GLOBAL MATCH（2018年4月5日配信開始）
- PlayStation Vita版 THE KING OF FIGHTERS '97 GLOBAL MATCH（2018年4月5日配信開始）
- アケアカNEOGEO版（Nintendo Switch） - MVS版を配信。ザ・キング・オブ・ファイターズ'97（2018年7月26日配信開始）
- アケアカNEOGEO版（iOS、Android）ザ・キング・オブ・ファイターズ'97（2023年12月7日配信開始）

#### 関連作品
ザ・キング・オブ・ファイターズ'97 上巻 〜終わりなき夏の最期に〜 、下巻 〜660年目のふたり〜
著者：嬉野秋彦、挿絵は柴崎泪が担当。
前後編合わせて京と庵の因縁の対決と、オロチとの決着を主眼に置いた小説。ゲームとはエピローグが多少異なる（京と庵がオロチを封印した後、そのまま対決に移る）。
京と庵 炎を統べるもの
MOVICより出版された小説。著者：新井諒、挿絵：ルーガル・ガメ夫
ザ・キング・オブ・ファイターズ'97激闘編
ドラマCD
八神庵の力を狙い山崎竜二に彼の拉致を依頼した何者か（『宿命編』でその正体が明らかになる）とオロチ四天王がそれぞれ暗躍する、大会前の日本を舞台にしたパラレルストーリー。
ザ・キング・オブ・ファイターズ'97宿命編
ドラマCD
脚本：滝本正至
『激闘編』の続編。『'96』と同じく、本編とは違う形でオロチと邂逅する。オロチのみゲーム版と声優が異なり、くまいもとこが演じている。
- 草薙京 - 野中政宏
- 八神庵 - 安井邦彦
- 神楽ちづる - 斉藤亜紀子
- 二階堂紅丸 - 前塚あつし（旧・モンスター前塚）
- 不知火舞 - 曽木亜古弥
- 麻宮アテナ - 栗栖ゆきな
- ユキ - 小島明子
- 山崎竜二 - 石井康嗣
- 七枷社 - 粟根まこと
- クリス - 緒方りお
- シェルミー - 西川葉月
- オロチ - くまいもとこ
- ナレーション - 大塚明夫
- アナウンサー - 松田健浩
- 男A - 船戸健行
- ナンパ男 - 飛鳥紅一
- 女の子 - 綾瀬なつき
- 女子高生 - 伊藤麻衣

The King of Fighters'97
サウンドトラックCD
The King of Fighters'97 Arrange Sound Trax
サウンドトラックCD

### THE KING OF FIGHTERS '98
1998年7月23日稼動。フルタイトルは『THE KING OF FIGHTERS '98 -DREAM MATCH NEVER ENDS-』で、シリーズで初めてサブタイトルを冠した作品となる。
キャッチコピーは「ゴージャスに行こうぜ。」（MVS、ネオジオ、ネオジオCD版）。
本作はネオジオ&ネオジオCDといった自社ハードだけでなく、PlayStationなどの他社ハードにも移植されてきたほか、2008年には『THE KING OF FIGHTERS '98 ULTIMATE MATCH』としてリメイク版が発売された。
国内最大規模の対戦格闘ゲーム大会である「闘劇」の2007年度大会「闘劇'07」の競技タイトルの1つに選ばれている。

#### ゲームシステム
一応本作KOF大会主催者は本作で復活を果たしたオメガ・ルガールになっているが、前作『'97』で「オロチ編」が完結したため本作では特にストーリーは設けられておらず、これまでのシリーズ（『'94』〜『'97』）をゲームとして総括した集大成的作品となる。代わりに各キャラクターへのインタビューが存在する。そのため、本シリーズ本来のコンセプトである「SNKのゲームキャラクターの夢の祭典」としての傾向が強くなっている。
システムは『'97』を踏襲し、主に細かい変更・修正がなされた。主なシステムの変更点は、EXTRAでは小・中ジャンプおよびカウンター攻撃が追加され、「ADVANCED」ではMAX超必殺技を使用した場合にパワーMAXが解除されるようになった。ゲージシステムも改良され、「ADVANCED」は一人倒されるごとにアドバンテージとしてゲージのストック数が1つずつ増え（最大で5つ）、「EXTRA」はゲージが短くなる。
本作より投げ系必殺技・超必殺技の仕様が変更され、コマンド入力時点で技が発動し、相手が投げ間合いにいない場合には空振りモーションが発生するようになった。また、キャラクター選択時にランダムでキャラクターを選択し、その後もそのゲーム中は1試合毎に再度ランダムで選択してくれる「ルーレットチームエディット」（本作は「?」アイコンにカーソルを合わせることで選択できる）と、CPU戦で負けてコンティニューした際に、プレイヤーが有利になる特典を得られるサービスである「コンティニューサービス」も本作より導入された。
この作品から『XI』までは、CPUは特別な場合を除き必ずデフォルトのチームで出てくるようになった。またこの作品以降、対戦中の名前表記が、苗字か名前の片方だけになった（顔アイコンのみの『2001』と『XI』を除く）。
前作同様に本作でも隠しキャラクターが多い。前作に登場した裏オロチチームに加えて、一部のキャラクターには、『95』に近い技性能を持った裏キャラクターが登場している。しかし、オリジナルの新キャラクターはいない。
| 出場キャラクター                                | 出場キャラクター | 出場キャラクター | 出場キャラクター |
| チーム名                                        | メンバー | メンバー | メンバー |
| ----------------------------------------------- | --- | --- | --- |
| 主人公チーム                                    | 草薙京 | 二階堂紅丸 | 大門五郎 |
| 餓狼伝説チーム                                  | テリー・ボガード | アンディ・ボガード | ジョー・ヒガシ |
| 龍虎の拳チーム                                  | リョウ・サカザキ | ロバート・ガルシア | ユリ・サカザキ |
| 怒チーム                                        | レオナ | ラルフ | クラーク |
| サイコソルジャーチーム                          | 麻宮アテナ | 椎拳崇 | 鎮元斎 |
| 女性格闘家チーム                                | 神楽ちづる | 不知火舞 | キング |
| キムチーム                                      | キム・カッファン | チャン・コーハン | チョイ・ボンゲ |
| オロチチーム                                    | 七枷社 | シェルミー | クリス |
| '97スペシャルチーム                             | 山崎竜二 | ブルー・マリー | ビリー・カーン |
| 八神チーム                                      | 八神庵 | マチュア | バイス |
| おやじチーム                                    | ハイデルン | タクマ・サカザキ | 草薙柴舟 |
| アメリカンスポーツチーム                        | ヘビィ・D! | ラッキー・グローバー | ブライアン・バトラー |
| 裏オロチチーム （隠しキャラクターとして使用可） | 乾いた大地の社 | 荒れ狂う稲光のシェルミー | 炎のさだめのクリス |
| エディット専用                                  | ルガール・バーンシュタイン 矢吹真吾（※乱入キャラクターとしても登場）                                                                                           | ルガール・バーンシュタイン 矢吹真吾（※乱入キャラクターとしても登場）                                                                                           | ルガール・バーンシュタイン 矢吹真吾（※乱入キャラクターとしても登場）                                                                                           |
| 隠しキャラクター                                | '95草薙京、裏テリー・ボガード、裏アンディ・ボガード、裏ジョー・ヒガシ 裏リョウ・サカザキ、裏ロバート・ガルシア、裏ユリ・サカザキ、裏不知火舞、裏ビリー・カーン | '95草薙京、裏テリー・ボガード、裏アンディ・ボガード、裏ジョー・ヒガシ 裏リョウ・サカザキ、裏ロバート・ガルシア、裏ユリ・サカザキ、裏不知火舞、裏ビリー・カーン | '95草薙京、裏テリー・ボガード、裏アンディ・ボガード、裏ジョー・ヒガシ 裏リョウ・サカザキ、裏ロバート・ガルシア、裏ユリ・サカザキ、裏不知火舞、裏ビリー・カーン |
| ボスキャラクター （家庭用でのみ使用可）         | オメガ・ルガール | オメガ・ルガール | オメガ・ルガール |

#### 移植版（'98）
家庭用としてはネオジオ&ネオジオCDのほか、PlayStation（PS）版と、ドリームキャスト（DC）版が発売されている。PS版には草薙京の目が開いている方と閉じている方の2種類があった。DC版はSNKの参入第1弾ソフトで、正式タイトルは西暦表記が1つずれた『THE KING OF FIGHTERS DREAM MATCH 1999』となっている。各ステージの背景をポリゴンにすることで、従来の2D格闘アクションにはない空間的な広がりを見せている。さらに後に、PS2で、NEOGEO オンラインコレクション第10弾として2008年6月26日に発売されたリメイク版『THE KING OF FIGHTERS '98 ULTIMATE MATCH』にオリジナル版『'98』がネオジオモードとして同時収録された。また、2007年にはPS3・PSP・PS Vita向けのゲームアーカイブスでもPS版が配信された。2010年にはPSP版『THE KING OF FIGHTERS PORTABLE'94〜'98 Chapter of Orochi』内にも収録。2014年にiOS / Android端末向けのネイティブアプリとしても配信。2009年のXBLA版『'98 UM』、2014年のSteam版『'98 UM FINAL EDITION』にもPS2版と同様にネオジオ版『'98』が同時収録されている。
そして、2017年3月3日にはハムスターの「アケアカNEOGEO」の一環としてNintendo Switchへの移植版が配信され、2018年1月11日にはPS4/Xbox Oneへの移植版が配信された。

#### 反響（'98）
全国大会「Duelling the KOF」の発起人・DUNEはファミ通とのインタビューの中で、1990年代後半～2000年代初期のKOFのシーンはピーク時より落ち着いたとはいえ、まだ対戦人口が多く、その具体例として全国どこへ行っても本作を遊べたことを挙げている。また、DUNEは2000年の時点で対戦人口が大幅に減ったものの、2001年に個人主催の『KOF ’98』の全国大会が開かれて驚き、これが「Duelling the KOF」の開催のきっかけとなったとも振り返っている。さらに、DUNEは2006年に上海で開かれた「The Great Battle」という大会の『KOF '98』部門への参加を通じて中国のプレイヤーの水準の高さを知ったと話している。

#### 評価（'98）
電撃オンラインのophionは、キャラクターの多さとゲームバランスの良さを評価している。
音楽に対する評価
ライター・風のイオナは、4Gamer.netに寄せた記事の中で、『'98』版「ESAKA?」（主人公チーム）について「サンプリングギターを前面に出したロック色の強いアレンジになっています。」と評している。また、風のイオナは、餓狼伝説チームのテーマ曲である「クリキントン ～ごまめギターVer～」については、陽気でファンキーな雰囲気がさらに強くなったとした一方、スタッフロール曲の「ZERO」については「カラッと爽快に仕上がったフュージョン風の曲。中盤にあるドラムの見せ場など，全体をとおして各パートの演奏を楽しめます。」と評価している。

#### THE KING OF FIGHTERS '98 ULTIMATE MATCH
2008年3月18日稼動。『'98』のリメイク作品。略称は『'98UM』。『'98』を稼動してから約10年振りにアーケード版として再登場（基板にはTaito Type Xを使用）。
キャッチコピーは「ドリームバトル、究極進化。」。
春に稼動するのはシリーズ初であり、これで『KOF』シリーズは春夏秋冬すべてで稼動したこととなった。『'98』をベースとしゲームバランスの再調整、新システム「アルティメットモード」が追加されている。その後、アジア圏向けにPGM2システム基板対応作品として、さらに再調整された『THE KING OF FIGHTERS '98 ULTIMATE MATCH 英雄』がリリースされた。また、NESiCAxLiveでも再調整版となる『THE KING OF FIGHTERS '98 ULTIMATE MATCH FINAL EDITION』が2011年1月24日に配信されている。
本作では、『'98』までの全キャラクターが登場することに伴い、一部の対戦前の演出などが追加、変更された。『'98UM』の追加キャラクターの公式イラストは森気楼の画風に似せているが、これはイラスト担当のおぐらえいすけが当時の絵を参考に作画したものである。
アルティメットモードでは、アドヴァンストモードとエキストラモードからそれぞれ、移動方法・回避方法・パワーゲージを自由に組み合わせられ、よりプレイヤー自身の好みのシステムが選択可能となった。これにより、例えば「ダッシュ・緊急回避・エキストラゲージ」という『'96』のシステムでのプレイが可能である。従来のアドヴァンストモードとエキストラモードも改良されており、パワーMAXではない通常の状態からパワーMAX超必殺技を発動したり、攻撃中やガードしている状態からパワーMAXを発動するクイックMAX発動などが可能となっている。
CPU戦では、プレイ内容による乱入キャラクターや最終ボスの分岐が多種多様に設けられているのが特徴。
今作ではコマンドの斜め入力を省略した、例えば「←↓→+A」といった簡易コマンドが受け付けられるようになっている。連続技の内容によっては、この簡易コマンドを使用しなければ間に合わないことがある。
PS2版は2008年6月26日に発売。NEOGEOオンラインコレクションシリーズの第10弾である。アーケードモードに加え、チャレンジモード、エンドレスモード、プラクティスモードの他、3D背景、アレンジBGM、カラーエディット、ギャラリーモード等が収録されている。ある条件をクリアすることにより、ボスキャラクターの使用、および3人全員同じキャラクターでチームを組むことが可能になる。また、オリジナルの『'98』のネオジオ版も収録されている。ネットワーク対戦は『'98UM』（ボスあり・なし）、ネオジオ版『'98』のどちらにも対応していた。
2009年7月1日にXbox 360にてXBLA版が配信。PS2版に存在したチャレンジモード、エンドレスモード、プラクティスモード、ネオジオ版『'98』は収録されているが、その他の特典要素の多くが削られており、3D背景、アレンジBGM、カラーエディット、ギャラリーなどは収録されていない。また、ネットワーク対戦は『'98UM』のみ対応し、ネオジオ版には非対応。
2014年12月16日にSteam版『THE KING OF FIGHTERS '98 ULTIMATE MATCH FINAL EDITION』が配信開始。こちらは2011年稼働のNESiCAxLive版『FINAL EDITION』のゲームバランスをベースにした上で、XBLA版と同様の内容を収録している。ネオジオ版『'98』も同時収録されているが、XBLA版同様にPS2版での追加要素は一部省かれている。こちらはボスキャラクターと同キャラクターチームが最初から使用可能になっている。レイティングは全てCERO：B（12才以上対象）。2022年6月21日にPS4版が配信され、2022年10月27日にはパッケージ版が発売。
なお、2016年8月25日にはスマホアプリ（Android・iOS）版『THE KING OF FIGHTERS '98 ULTIMATE MATCH Online』が配信されているが、本作とは全く異なるゲームとなっている（後述）。
| 出場キャラクター                                                        | 出場キャラクター | 出場キャラクター | 出場キャラクター |
| チーム名                                                                | メンバー | メンバー | メンバー |
| ----------------------------------------------------------------------- | --- | --- | --- |
| 主人公チーム                                                            | 草薙京 | 二階堂紅丸 | 大門五郎 |
| 餓狼伝説チーム                                                          | テリー・ボガード | アンディ・ボガード | ジョー・ヒガシ |
| 龍虎の拳チーム                                                          | リョウ・サカザキ | ロバート・ガルシア | ユリ・サカザキ |
| 怒チーム                                                                | レオナ | ラルフ | クラーク |
| サイコソルジャーチーム                                                  | 麻宮アテナ | 椎拳崇 | 鎮元斎 |
| 女性格闘家チーム                                                        | 神楽ちづる | 不知火舞 | キング |
| キムチーム                                                              | キム | チャン・コーハン | チョイ・ボンゲ |
| オロチチーム                                                            | 七枷社 | シェルミー | クリス |
| '97スペシャルチーム                                                     | 山崎竜二 | ブルー・マリー | ビリー・カーン |
| 八神チーム                                                              | 八神庵 | マチュア | バイス |
| おやじチーム                                                            | ハイデルン | タクマ・サカザキ | 草薙柴舟 |
| アメリカンスポーツチーム                                                | ヘビィ・D! | ラッキー・グローバー | ブライアン・バトラー |
| '96ボスチーム（ゲーニッツルート限定ボス）                               | ギース・ハワード | ヴォルフガング・クラウザー | Mr.ビッグ |
| 裏オロチチーム（オロチルート限定ボス） （隠しキャラクターとして使用可） | 乾いた大地の社 | 荒れ狂う稲光のシェルミー | 炎のさだめのクリス |
| エディット専用 （乱入キャラクターとしても登場）                         | 矢吹真吾、如月影二、藤堂香澄、ルガール・バーンシュタイン | 矢吹真吾、如月影二、藤堂香澄、ルガール・バーンシュタイン | 矢吹真吾、如月影二、藤堂香澄、ルガール・バーンシュタイン |
| 最終ボス（'98UMボスチーム） （家庭用のみ隠しキャラクターとして使用可）  | オメガ・ルガール | ゲーニッツ | オロチ |
| 隠しキャラクター                                                        | '95草薙京、裏テリー・ボガード、裏アンディ・ボガード、裏ジョー・ヒガシ、裏リョウ・サカザキ、裏ロバート・ガルシア、裏ユリ・サカザキ 裏不知火舞、裏キング、裏山崎竜二、裏ブルー・マリー、裏ビリー・カーン、裏ギース・ハワード | '95草薙京、裏テリー・ボガード、裏アンディ・ボガード、裏ジョー・ヒガシ、裏リョウ・サカザキ、裏ロバート・ガルシア、裏ユリ・サカザキ 裏不知火舞、裏キング、裏山崎竜二、裏ブルー・マリー、裏ビリー・カーン、裏ギース・ハワード | '95草薙京、裏テリー・ボガード、裏アンディ・ボガード、裏ジョー・ヒガシ、裏リョウ・サカザキ、裏ロバート・ガルシア、裏ユリ・サカザキ 裏不知火舞、裏キング、裏山崎竜二、裏ブルー・マリー、裏ビリー・カーン、裏ギース・ハワード |
| 乱入キャラクター （家庭用のみ隠しキャラクターとして使用可）             | ツキノヨルオロチノチニクルフイオリ ヤミノナカオロチノチニメザメルレオナ | ツキノヨルオロチノチニクルフイオリ ヤミノナカオロチノチニメザメルレオナ | ツキノヨルオロチノチニクルフイオリ ヤミノナカオロチノチニメザメルレオナ |

#### 開発（98'UM）
SNKのネオジオ博士が『'98UM』公式ホームページに寄せたコラムによると複数のステージが追加されたという。このうち、『'96』のボスチームステージは同作のボスチーム3人の参戦に合わせて追加されており、同ステージの観客席にいたビリー・カーンは別のキャラクターに置き換えられている。一方お蔵入りとなったステージもあり、たとえばサウジアラビアのステージでは時間の経過に合わせて背景のラクダがどんどん増える予定だった。
キャラクターや技の中にもお蔵入りとなったケースがあり、前者の例としては『リアルバウト餓狼伝説』シリーズ仕様の裏キムら複数の追加裏キャラクターが時間の都合で導入を見送られた。後者の例としては、『龍虎の拳 外伝』のリョウの技の一つである虎煌撃の動きが遅く、ダウン時間の短い『KOF』シリーズには不向きであるため、裏リョウの「空中虎煌拳」にダウン追撃判定を入れるという代替措置が取られた。また、クラウザーは割り当てられた技の数が多く、これ以上コマンドを割り振ることができないため「カイザークロー」や「カイザーインフェルノ」がお蔵入りとなった。

#### 発売機種一覧
- 家庭用ネオジオROMカセット版（1998年9月23日発売）
- ネオジオCD版（1998年12月23日発売 / 初回限定版あり）
- PlayStation版（1999年3月25日発売）（廉:2003年3月27日発売）
- ドリームキャスト版 ザ・キング・オブ・ファイターズ DREAM MATCH 1999 （1999年6月24日発売）（廉:2000年12月21日発売）
- PlayStation 2版 NEOGEO オンラインコレクション ザ・キング・オブ・ファイターズ'98 ULTIMATE MATCH （2008年6月26日発売）（廉:2009年6月18日発売）
- ゲームアーカイブス版（PlayStation Portable、PlayStation 3、PlayStation Vita）ザ・キング・オブ・ファイターズ'98（2007年6月28日配信開始）
- Xbox LIVE アーケード版（Xbox 360）ザ・キング・オブ・ファイターズ'98 ULTIMATE MATCH（2009年7月1日配信開始）
- バーチャルコンソール版（Wii） - ネオジオ版を配信。ザ・キング・オブ・ファイターズ'98 （2012年10月23日配信開始）
- iOS版、Android版 THE KING OF FIGHTERS’98（2014年7月24日配信開始）
- ゲームアーカイブス版（PlayStation Portable、PlayStation 3、PlayStation Vita）THE KING OF FIGHTERS’98 ULTIMATE MATCH（2014年11月19日配信開始・PS3のみ）
- Steam版（Windows）THE KING OF FIGHTERS '98 ULTIMATE MATCH FINAL EDITION（2014年12月16日配信開始）
- アケアカNEOGEO版（Nintendo Switch） - MVS版を配信。ザ・キング・オブ・ファイターズ'98（2017年3月3日配信開始）
- アケアカNEOGEO版（PlayStation 4） - MVS版を配信。ザ・キング・オブ・ファイターズ'98（2018年1月11日配信開始）
- アケアカNEOGEO版（Xbox One） - MVS版を配信。ザ・キング・オブ・ファイターズ'98（2018年1月11日配信開始）
- アケアカNEOGEO版（iOS、Android）ザ・キング・オブ・ファイターズ'98（2023年10月5日配信開始）
- アケアカ2NEOGEO版（PlayStation 5、Xbox Series X/S） - MVS版を配信。ザ・キング・オブ・ファイターズ'98（2025年2月27日配信開始）
- アケアカNEOGEO セレクション Vol.6(Nintendo Switch) - 収録タイトルの一つ。内容はアケアカNEOGEO版と同等。（2025年8月7日発売）

#### 関連作品
ザ・キング・オブ・ファイターズ'98 〜遺された者たち〜
著者：嬉野秋彦、挿絵は戸橋ことみが担当
前作「660年目のふたり」の直系の続編を描いた小説。前作のラストで京と庵が行方不明になったため2人は登場しない（京は回想場面で登場）。真吾と紅丸を主役とした作品で、真吾・紅丸・ちづるの、“草薙京に置いて行かれた者たち”のそれぞれが秘める京に対する思いに決着を付ける物語（チームを組むのもこの3人）。この時点では『'99』で紅丸と真吾が同じチームを組むとは思っていなかったことを著者は次々作『BEYOND THE "K"』の後書きで語っている。
ザ・キング・オブ・ファイターズ'98 〜最大多数の最大幸福〜 （著者：嬉野秋彦）
コメディを描いた小説。『遺された者たち』（話は繋がっていない）とは逆に京と庵も登場、京の（ご都合主義による）1年ぶりの帰還から始まる。登場キャラクター全員を（多少強引にだが）出している。
ザ・キング・オブ・ファイターズ'98
ドラマCD
The King of Fighters'98
サウンドトラックCD
The King of Fighters'98 Arrange Sound Trax
サウンドトラックCD
The King of Fighters'98 Ultimate Match
サウンドトラックCD

### THE KING OF FIGHTERS '99
本作から『2001』まで続く「ネスツ編」三部作の第1章。
キャッチコピーは「Kを超えるもの、その名はK'。」（MVS、ネオジオ版）。
1999年7月22日稼動。家庭用はネオジオ&ネオジオCDのほか、PlayStation（PS）、ドリームキャスト（DC）、Microsoft Windowsでも発売。DC版はタイトルが『THE KING OF FIGHTERS '99 EVOLUTION』となっており、ネオジオポケットカラー専用ソフト『THE KING OF FIGHTERS バトルDEパラダイス』との連動によりパワーアップするエキストラストライカーが追加された。後にPS2でも、NEOGEO オンラインコレクションVol.7の『THE KING OF FIGHTERS -ネスツ編-』内の収録タイトルとして、ネオジオ版とDC版がともに移植された。また、2007年にはPS3・PSP・PS Vita向けのゲームアーカイブスでもPS版が配信された。レイティングは全てCERO：B（12才以上対象）。
なお、本作がネオジオCDで最後に発売された作品となった。また、PSで発売された最後の『KOF』でもある。

#### ゲームシステム
シリーズで主人公の交代が初めて行われた作品で、ストーリーとしては新たな主人公・K'（ケイダッシュ）を主軸としたネスツ編（以降『2001』まで続く）の幕開けとなった作品。
主催者は不明とされるが後に秘密結社ネスツのゼロ（クローン）の命令で動いたクリザリッドである事が明かされる。また『'95』までと同様に裏大会に戻っている（後年の『2000』も同様）。『'99』優勝チームは主人公チーム。
新たなシステムとして、援護攻撃の発展形ともいえるストライカーシステムが導入され、4人チーム制となる。また、スーパーキャンセルが可能になる「カウンターモード」とスーパーアーマー状態になる「アーマーモード」といったシステムが導入された（3ゲージ使うことで発動できる。『2000』まで採用された）。また、緊急回避動作が「かわし移動」となったが、この作品のみの採用となっている。動作としては、前方へのかわし移動は前に移動しながら『'95』以前の攻撃避けを行う感じになっており、この際は「かわし移動攻撃」を出すことができる。後方へのかわし移動はバックステップをした後、即座にステップインするというものになっており、バックステップ着地時は必殺技か超必殺技でキャンセルができる。なお、この作品ではスコアではなく「バトルアビリティ」と呼ばれるバトルポイント制となっている（『2000』まで採用）。グラフィックは技術の向上により、雰囲気は『'97』までとは一線を画している。この作品以降『2003』『XII』を除きCPU戦には戦闘画面にステージ数が表記されるようになった。
MVS版では京と庵は隠しキャラクターである。ストーリーモードではバトルポイント280以上で京、それ以下（200以上280未満）なら庵が、隠しボスとして乱入してくる。一定条件を満たせば使用可能になる。家庭用では最初から使用可能。
| 出場キャラクター                                                                                                | 出場キャラクター | 出場キャラクター | 出場キャラクター | 出場キャラクター |
| チーム名 | メンバー | メンバー | メンバー | メンバー |
| --- | --- | --- | --- | --- |
| 主人公チーム | K' | マキシマ | 二階堂紅丸 | 矢吹真吾 |
| 餓狼伝説チーム                                                                                                  | テリー・ボガード | アンディ・ボガード | ジョー・ヒガシ | 不知火舞 |
| 龍虎の拳チーム                                                                                                  | リョウ・サカザキ | ロバート・ガルシア | ユリ・サカザキ | タクマ・サカザキ |
| 怒チーム | レオナ | ラルフ | クラーク | ウィップ |
| サイコソルジャーチーム                                                                                          | 麻宮アテナ | 椎拳崇 | 鎮元斎 | 包 |
| 女性格闘家チーム                                                                                                | キング | ブルー・マリー | 藤堂香澄 | 李香緋 |
| 韓国チーム | キム・カッファン | チャン・コーハン | チョイ・ボンゲ | ジョン・フーン |
| エディット専用                                                                                                  | 草薙京-1 | 草薙京-1 | 草薙京-2 | 草薙京-2 |
| ボスキャラクター （PS版ではVS・プラクティス限定隠しキャラクターとして使用可） （DC版・PS2版では最初から使用可） | クリザリッド（※家庭用で使用できるのは第2形態のみ）                                                                           | クリザリッド（※家庭用で使用できるのは第2形態のみ）                                                                           | クリザリッド（※家庭用で使用できるのは第2形態のみ）                                                                           | クリザリッド（※家庭用で使用できるのは第2形態のみ）                                                                           |
| 隠しボス （業務用では隠しキャラクターとして使用可） （家庭用では最初から使用可）                                | 草薙京 | 草薙京 | 八神庵 | 八神庵 |
| エキストラストライカー （『'99EVOLUTION』のみ）                                                                 | セス、ヴァネッサ、大門五郎、ビリー・カーン 山崎竜二、草薙京SP、神楽ちづる、麻宮アテナSP アルフレッド、フィオ、天童凱、霧島翔 | セス、ヴァネッサ、大門五郎、ビリー・カーン 山崎竜二、草薙京SP、神楽ちづる、麻宮アテナSP アルフレッド、フィオ、天童凱、霧島翔 | セス、ヴァネッサ、大門五郎、ビリー・カーン 山崎竜二、草薙京SP、神楽ちづる、麻宮アテナSP アルフレッド、フィオ、天童凱、霧島翔 | セス、ヴァネッサ、大門五郎、ビリー・カーン 山崎竜二、草薙京SP、神楽ちづる、麻宮アテナSP アルフレッド、フィオ、天童凱、霧島翔 |

#### あらすじ
オロチが封印されてから2年の時が過ぎ、また世界各地の格闘家達へ「キング・オブ・ファイターズ」の開催を宣言した招待状が届けられる。だが今回は、以前の様な世界規模の盛り上がりを見せる気配が一向に無く、これまでの大会と様子が違っており、更には対戦形式にも「ストライカーマッチ」という新しいルール規定が盛り込まれ、チーム構成は3対3から実質的に4対4への変更となっていた。何やら裏があるかの様な前兆に対し格闘家達は不審に思い、怒チームの指揮官であるハイデルンもまた、今大会が裏大会形式で開催された可能性を推察。新妹の少女隊員であるウィップを4人目として加える形で怒チームに出場を命令する。
一方、不穏な気配の中、前回大会以降より京と連絡の取れなくなっていた二階堂紅丸は、招待選手で結成されたスペシャルチームの一員として大会に招かれるも、予め記されたチームメイトは K' とマキシマという全く聞きなれない名で、不信感を覚えつつも自身と共に京の行方を求めていた真吾と共にチームを組む形で出場する。
大会が決勝戦にまで進む中、不審な車両や戦闘ヘリが世界各地の主要都市へと移動していたのだが、彼等の輸送していた「中身」とは、行方不明になった草薙京と同じ顔をした者達であった。一際不穏な動きを見せていた今回の大会は、謎の秘密組織「ネスツ」によって仕組まれた物で、決勝戦の対戦相手として待ち構えていた組織の幹部・クリザリッドは、KOFで人類最高レベルの戦闘データを収集し、そのデータを世界各地の要所に配置された京のクローン戦士軍団に転送。「最強の兵器」として利用して、世界中の要所を制圧しネスツが新世界を築くという、凶悪な世界同時テロを計画していたのである。そして紅丸達がチームを組まされたK’とマキシマの二人もまた、ネスツによって生み出された改造人間であり、マキシマは全身を機械化したサイボーグで、K’はネスツに捕らわれていた京の操る炎の能力を移植された存在であった。
計画の最終段階を始動する為の最後の仕上げとして、世界中のクローン京を一斉稼動させるための「トリガーデータ」、すなわち「人を殺す」という概念を覚えさせるデータを完成させて転送するべく、自らも改造人間であったクリザリッドは優勝チームへと襲い掛かる。だが、改造人間にすると同時に記憶を奪ったネスツに不満を持っていたK'らや、オロチ戦で消耗していた隙を狙って拉致され勝手に大量のクローンを造られた借りを返そうとネスツから脱走していた京や彼の行方を追っていた庵等により、クリザリッドは敗北。世界各地に配置されていたクローンの京達もまた、抑えられてしまう事になった。そしてクリザリッドは、彼の上司から用済みとして口封じも兼ねる形で始末されてしまう。
その後、瀕死の重傷を負ったクリザリッドの前に彼が「姉さん」と呼んでいたウィップが姿を現す。彼女もまたネスツの一員であったのだが、真実を知った事でネスツと決別した彼女から、自身とクリザリッドが本当の姉弟ではなく、更にはK’のオリジナルと信じて居た自身こそが彼のクローンとして生み出された存在だったという驚愕の真実を聞かされ、最後はその介錯を受ける形で生涯を終える事になった。一方、K'とマキシマの二人はネスツを裏切る事を決意。K'が自身の能力を暴走させながらも、基地を脱出する事になるのだった。
未だかつて無い波乱に満ちた今回の大会は、世界の支配を目論む組織「ネスツ」の存在が明らかになる形で、幕を閉じる事になるのだった。

#### 発売機種一覧
- 家庭用ネオジオROMカセット版（1999年9月23日発売）
- ネオジオCD版（1999年12月2日発売）
- ドリームキャスト版 ザ・キング・オブ・ファイターズ'99 EVOLUTION （2000年3月30日発売）（廉:2001年10月25日発売。当初は9月27日に発売予定だったが、製造ミスにより誤って前作『'98』の移植である『DREAM MATCH 1999』をプレスしたことが判明したため、一旦回収されて発売延期された[30]。）
- PlayStation版（2000年3月23日発売）（廉:2001年3月29日発売）
- Windows版 ザ・キング・オブ・ファイターズ'99 EVOLUTION （Windows 98、サイバーフロント、2000年12月22日発売）、低価格版（サイバーフロント、2002年11月7日発売）、スリムパッケージ版 （ソースネクスト/サイバーフロント、2005年9月22日発売）
- ゲームアーカイブス版（PlayStation Portable、PlayStation 3、PlayStation Vita）ザ・キング・オブ・ファイターズ'99（2007年6月28日配信開始）
- バーチャルコンソール版（Wii） - ネオジオ版を配信。ザ・キング・オブ・ファイターズ'99 （2012年12月18日配信開始）
- アケアカNEOGEO版（Nintendo Switch） - MVS版を配信。ザ・キング・オブ・ファイターズ'99（2017年5月25日配信開始）
- アケアカNEOGEO版（PlayStation 4） - MVS版を配信。ザ・キング・オブ・ファイターズ'99（2018年4月5日配信開始）
- アケアカNEOGEO版（Xbox One） - MVS版を配信。ザ・キング・オブ・ファイターズ'99（2018年4月5日配信開始）
- アケアカNEOGEO版（iOS、Android）ザ・キング・オブ・ファイターズ'99（2022年8月18日配信開始）

#### 関連作品
ザ・キング・オブ・ファイターズ'99 〜BEYOND THE "K"〜
著者：嬉野秋彦、挿絵は戸橋ことみが担当
主人公チームをメインに描いた小説。明言されてはいないが『遺された者たち』の続編と思しき描写がある（紅丸がチームを組む際にちづるを挙げている）。
ザ・キング・オブ・ファイターズ'99
ドラマCD
The King of Fighters'99
サウンドトラックCD
The King of Fighters'99 Arrange Sound Trax
サウンドトラックCD

### THE KING OF FIGHTERS 2000
ネスツ編三部作の第2章。
キャッチコピーは「それは、宿命の邂逅。」（MVS、ネオジオ版）。
2000年7月26日稼動。本作がSNK（旧社）がアーケードとネオジオ向けに開発した最後の（過去作からの移植ではない）新規開発作品となった。
家庭用はネオジオ、ドリームキャスト（DC）、PlayStation 2（PS2）で発売。ネオジオ版以外はSNK（旧社）倒産後に版権を受け継いだプレイモアからの発売で、PS2版はプレイモア（現：SNK（2代目））の参入第1弾ソフトである。後に、再びPS2でNEOGEO オンラインコレクションVol.7の『THE KING OF FIGHTERS -ネスツ編-』内の収録タイトルとして、ネオジオ版とDC版を移植したバージョンが登場した。レイティングは全てCERO：B（12才以上対象）。

#### ゲームシステム
ネスツ編のヒロインで、K'と対になる存在のクーラ・ダイアモンドがこの作品から初登場。
主催者は（ゼロ（クローン）に裏から掌握された）リング機関と、ハイデルン率いる傭兵部隊による共同主催。『2000』優勝チームは主人公チーム。
システムは『'99』を継承しているが、本作では「アクティブストライカーシステム」の採用により、ストライカーの使用が容易になったことで連続技の自由度が非常に上がった。しかし、それらのシステムの駆使による、一部キャラクターとストライカーの組み合わせによる簡単な「ハメ技」や「即死コンボ」が発見されてしまい、逆にゲームバランスにおいて弊害が生じる結果になった。
それまでのSNKのゲームに登場したキャラクターの多くを、各キャラクターに用意されたもう一人のストライカーであるアナザーストライカー（一部キャラクターは3人目であるマニアックストライカーもいる。また、PS2版ではさらに隠しマニアックストライカーが追加されている）として登場させている。
| 出場キャラクター                                                                         | 出場キャラクター                                                                                 | 出場キャラクター                                                                                 | 出場キャラクター                                                                                 | 出場キャラクター                                                                                 |
| チーム名                                                                                 | メンバー                                                                                         | メンバー                                                                                         | メンバー                                                                                         | メンバー                                                                                         |
| チーム名                                                                                 | アナザーストライカー （下段はマニアックストライカー、カッコ内のキャラクターはPS2単体版のみ登場） | アナザーストライカー （下段はマニアックストライカー、カッコ内のキャラクターはPS2単体版のみ登場） | アナザーストライカー （下段はマニアックストライカー、カッコ内のキャラクターはPS2単体版のみ登場） | アナザーストライカー （下段はマニアックストライカー、カッコ内のキャラクターはPS2単体版のみ登場） |
| ---------------------------------------------------------------------------------------- | ------------------------------------------------------------------------------------------------ | ------------------------------------------------------------------------------------------------ | ------------------------------------------------------------------------------------------------ | ------------------------------------------------------------------------------------------------ |
| 主人公チーム                                                                             | K'                                                                                               | マキシマ                                                                                         | ラモン                                                                                           | ヴァネッサ                                                                                       |
| 主人公チーム                                                                             | アナザーK' （クリザリッド）                                                                      | ロッキー                                                                                         | デューク・エドワーズ ネオ&ジオ                                                                   | フィオ                                                                                           |
| 紅丸チーム                                                                               | 二階堂紅丸                                                                                       | 矢吹真吾                                                                                         | 麟                                                                                               | セス                                                                                             |
| 紅丸チーム                                                                               | アナザー紅丸 （暴走庵）                                                                          | コスプレイヤー京子                                                                               | 如月影二                                                                                         | 大門五郎                                                                                         |
| 餓狼伝説チーム                                                                           | テリー・ボガード                                                                                 | アンディ・ボガード                                                                               | ジョー・ヒガシ                                                                                   | ブルー・マリー                                                                                   |
| 餓狼伝説チーム                                                                           | ギース・ハワード （ブライアン・バトラー）                                                        | ビリー・カーン （ラッキー・グローバー）                                                          | ダック・キング （ヘビィ・D!）                                                                    | 山崎竜二                                                                                         |
| 龍虎の拳チーム                                                                           | リョウ・サカザキ                                                                                 | ロバート・ガルシア                                                                               | キング                                                                                           | タクマ・サカザキ                                                                                 |
| 龍虎の拳チーム                                                                           | 楓 ゲーマント                                                                                    | アナザーロバート                                                                                 | 獅子王                                                                                           | 天童凱 （Mr.ビッグ）                                                                             |
| 怒チーム                                                                                 | レオナ                                                                                           | ラルフ                                                                                           | クラーク                                                                                         | ウィップ                                                                                         |
| 怒チーム                                                                                 | ゲーニッツ （オロチ）                                                                            | 七枷社 （暴走レオナ）                                                                            | シェルミー                                                                                       | クリス （ハイデルン）                                                                            |
| サイコソルジャーチーム                                                                   | 麻宮アテナ                                                                                       | 椎拳崇                                                                                           | 鎮元斎                                                                                           | 包                                                                                               |
| サイコソルジャーチーム                                                                   | 初代アテナ                                                                                       | PSケンスウ                                                                                       | 白湯                                                                                             | 渡部薫                                                                                           |
| 女性格闘家チーム                                                                         | 不知火舞                                                                                         | ユリ・サカザキ                                                                                   | 藤堂香澄                                                                                         | 四条雛子                                                                                         |
| 女性格闘家チーム                                                                         | 神楽ちづる （ヴォルフガング・クラウザー）                                                        | ナコルル                                                                                         | 李香緋 アンノウン                                                                                | リリィ・カーン                                                                                   |
| 韓国チーム                                                                               | キム・カッファン                                                                                 | チャン・コーハン                                                                                 | チョイ・ボンゲ                                                                                   | ジョン・フーン                                                                                   |
| 韓国チーム                                                                               | キム・スイル                                                                                     | キム・ドンファン スマートチャン                                                                  | キム・ジェイフン クールチョイ                                                                    | カン・ベダル                                                                                     |
| エディット専用                                                                           | 草薙京                                                                                           | 草薙京                                                                                           | 八神庵                                                                                           | 八神庵                                                                                           |
| エディット専用                                                                           | 霧島翔 草薙柴舟                                                                                  | 霧島翔 草薙柴舟                                                                                  | マチュア&バイス アナザー庵                                                                       | マチュア&バイス アナザー庵                                                                       |
| 乱入キャラクター （業務用では隠しキャラクターとして使用可） （家庭用では最初から使用可） | クーラ・ダイアモンド                                                                             | クーラ・ダイアモンド                                                                             | クーラ・ダイアモンド                                                                             | クーラ・ダイアモンド                                                                             |
| 乱入キャラクター （業務用では隠しキャラクターとして使用可） （家庭用では最初から使用可） | キャンディー・ダイアモンド（※ノーマルストライカー） フォクシー ルガール・バーンシュタイン        |                                                                                                  |                                                                                                  |                                                                                                  |
| ボスキャラクター （家庭用のみ隠しキャラクターとして使用可）                              | ゼロ（クローン）（※ストライカーとしての選択不可）                                                | ゼロ（クローン）（※ストライカーとしての選択不可）                                                | ゼロ（クローン）（※ストライカーとしての選択不可）                                                | ゼロ（クローン）（※ストライカーとしての選択不可）                                                |

#### あらすじ
前回大会で秘密結社「ネスツ」の存在が明るみに出るも、それ以来ネスツは特に活動を起こす事なく、その情報は途絶えてしまう。
その一方、ネスツとは別に、世界各地ではテロ活動が頻発しており、ハイデルン指揮下の特殊部隊はそれが、元ネスツであるK'とマキシマの2人によるものであるということを掴んでいた。2人を捜索するハイデルンだったが、それと同時期に「キング・オブ・ファイターズ」開催の知らせが世界の実力者達に届く。
今回の大会も裏でネスツが関わっている事を確信していたハイデルンは、ヴァネッサやセスといった優秀なエージェントを擁する特殊機関「リング機関」の司令官であるリングと協力体制を取り、共同で作戦を行う事を決定。ハイデルンが前回大会と同様に怒チームの面々に出場を言い渡す一方、リング機関側ではヴァネッサがネスツに抵抗し続けていたK'とマキシマに接触し、彼等にルチャ・リブレの使い手であるラモンが加わる形で、今大会に特別招待チームとして出場する事になり、ネスツの本拠地を探るべく、大会の中でK'とマキシマの捕獲作戦を実行に移す事を決定する。その頃、ネスツに追われ続ける京の行方を捜索していた紅丸と真吾の二人は、紅丸と旧知の仲であるセスの誘いを受ける形でキング・オブ・ファイターズにエントリーする事になるのだが、彼が中国から連れてきた不気味な容姿をした謎の男・麟（リン）と一悶着を起こしつつも、紅丸チームを結成する。彼は中国の河北省を中心に活動する暗殺集団「飛賊」の長であり、先代の長であり一族を裏切って壊滅的被害をもたらした龍（ロン）の行方を追っており、その手掛かりを求めて出場を決意したのである。また一方では、オロチとの決戦後にてネスツに捕らわれて受けた屈辱を晴らすべく、追っ手を返り討ちにしながらも追い続けていた京と、その京を探し求め続けていた庵の二人もまた、今大会にネスツが関わっている事を確信し、乗り込もうとしていた。
世界各地でトーナメントが開始される中、突如冷気を操る謎の美少女クーラ・ダイアモンドが乱入する事態となり、彼女との戦いが終わった直後、リングは映像記録に残っていた彼女の姿を見て「アンチK'」と評していた。そして、大会の途中でアクシデントが発生しつつ、何とか「サウスタウン」を舞台とした決勝戦にまで進む事になるも、ハイデルンとリングの双方が指揮を執る作戦司令部で異変が起こる事になる。突如ハイデルンを裏切り取り押さえる事を命令したリングは、ネスツによって送り込まれた替え玉のクローンであり、本物のリングを殺害して彼に成り済ましていた人物の正体はネスツの上級幹部の1人・ゼロだったのである。彼こそが前大会でクリザリッドを用済みと始末した張本人でもあり、テロ行為としてメディアでは報じられたK'とマキシマの行動は、ネスツおよびゼロの不穏な動向を調査しての物であったのが明らかとなる。
ゼロがリングに成り済ましていた理由は、対ネスツ用の衛星兵器として開発された「ゼロ・キャノン」を奪う事で、これはかつてのオロチを巡る戦いでオロチ一族が格闘家達の精神エネルギーを集めてオロチの復活に利用していたのを軍事兵器として転用した物であった。そして、今大会の開催を仕向けて格闘家達を集めたのも、ゼロ・キャノンの発動に必要となる精神エネルギーを収集する為であったのだが、ゼロの真の目的は更にその先にあり、最終的にはネスツをも出し抜く形で自らが新世界の頂点に君臨せんと企んでいたのである。
ゼロ・キャノン発射の為に最高峰の格闘家の力をゼロ・キャノンに転送させようと試みるゼロだったが、それに抵抗した大会優勝チームによって敗北。最後の悪あがきとしてゼロ・キャノンを強引に発射させようとするも、何故か自分自身がゼロ・キャノンの標的となってしまう。実は、今回のゼロの目的はネスツの上層部からも予め把握されてしまっており、クーラが送り込まれたのもゼロの反抗計画を失敗に追い込む為で、クーラを擁するネスツの幹部であるダイアナとフォクシーの二人から「ペナルティを受け取れ」と宣告されたゼロは、ゼロ・キャノンの直撃を受けて消滅。作戦司令部を制圧していたリングのクローンもまた、ハイデルンによって倒された。その後、ヴァネッサ、ラモンの二人と別れたK'とマキシマの二人は、怒チームの面々と離別したウィップと三人で行動を共にする事になった。一方、紅丸達は麟が探し続けていた龍と遭遇。ネスツに降る形で力を手に入れた彼から自分に協力するよう要求された麟はそれを断固として拒否。その隙を突かれる形で、龍は背後から紅丸のエレクトリッガーを受ける事になり変わり身の術で逃走するも、あまりにも驚異的な速度を見せた龍の姿にセスは戦慄し、このまま放置すれば取り返しがつかなくなると確信する。そして、ゼロに借りを返した京は、自分を探し続けていた庵と再会。帰りを待ち続けるユキへ想いを馳せつつ、京は庵と激突する。
サウスタウンでの事件から一週間後、ゼロの拠点であった寺院等で調査を続けていたハイデルンは、ゼロが軌道上に存在していた20機のゼロ・キャノンで攻撃を行おうとしていたのはネスツの拠点ではないかと推測。いずれにせよ今回はネスツに完全敗北してしまった事を痛感するも、ハイデルンはまだネスツの打倒を諦めてはいなかった…。

#### 発売機種一覧
- 家庭用ネオジオROMカセット版（2000年12月21日発売）
- ドリームキャスト版（2002年8月8日発売）（廉:2003年9月11日発売）
- PlayStation 2版（2002年11月28日発売）（廉:2004年11月18日発売）
- ゲームアーカイブス版（PlayStation Portable、PlayStation 3、PlayStation Vita）THE KING OF FIGHTERS 2000（2015年3月18日配信開始・PS3のみ）
- アケアカNEOGEO版（Nintendo Switch） - MVS版を配信。ザ・キング・オブ・ファイターズ2000（2017年8月10日配信開始）
- アケアカNEOGEO版（PlayStation 4） - MVS版を配信。ザ・キング・オブ・ファイターズ2000（2018年6月21日配信開始）
- アケアカNEOGEO版（Xbox One） - MVS版を配信。ザ・キング・オブ・ファイターズ2000（2018年6月21日配信開始）
- アケアカNEOGEO版（iOS、Android）ザ・キング・オブ・ファイターズ2000（2022年9月8日配信開始）
- アケアカNEOGEO セレクション Vol.4(Nintendo Switch) - 収録タイトルの一つ。内容はアケアカNEOGEO版と同等。（2025年4月10日発売）

#### 関連作品
ザ・キング・オブ・ファイターズ2000 ICICLE DOLL
著者：嬉野秋彦、挿絵は戸橋ことみが担当
主人公チームをメインに描いた小説。クーラが主人公チームの敵として登場する。
ザ・キング・オブ・ファイターズ2000 STRIKERS STRIKE BACK
著者：嬉野秋彦、挿絵は戸橋ことみが担当
5つの短編で構成されたコメディを描いた小説。『最大多数の最大幸福』同様、今回もストライカーを含めた全キャラクター登場に挑戦しているが、設定の接合を付けるために幼い姿で登場したキャラクター（『MOW』のキム兄弟）や、中には名前が挙げられただけのキャラクターがいる（セスなど、名前すら挙げられず「モヒカン野郎」とだけ言われたキャラクターも）。どうしても作中に登場できなかったキャラクターは後書きに登場する。『ICICLE DOLL』と『STRIKERS STRIKE BACK』の2冊での全キャラクター登場を目標にしていたため、『ICICLE DOLL』に登場した一部のキャラクターは登場しない。
ザ・キング・オブ・ファイターズ2000
ドラマCD
この作品のみ、AパートとBパートが完全に独立している（前述の『ゲムドラナイト』ではAパートのみ放送された）。
Aパート：とある島を舞台に、故障した制御グローブの修理を目的にネスツ基地を狙うK'たちと、街中で偶然クーラと出会い親しくなった紅丸の再会を描く。
Bパート：アイドルとしての仕事が長引きKOFへの出発が遅れてしまったアテナの珍道中を描く、ギャグストーリー。
夕陽と月 〜プロローグ〜
草薙京と対面する前の八神庵と、谷間菊理という病弱な少女とその姉を中心とした物語。声優のキャスティングがゲーム版同じ。キャストは以下の通り。ナレーションは根本央紀。
- 八神庵 - 安井邦彦
- 谷間このえ - RUMI
- 谷間菊理 - かかずゆみ
- 桑原 - 中村大樹
- 姫宮、医師 - 宇垣秀成
- オーナー - 根本央紀

K.O.F.THE BEST 〜Selected by Characters〜
ラジオ番組風ベストCD。厳密に言うとCDドラマの名場面集＋α。
The King of Fighters'2000
サウンドトラックCD
The King of Fighters'2000 Arrange Sound Trax
サウンドトラックCD

### THE KING OF FIGHTERS 2001
ネスツ編三部作の第3章（最終章）。
2001年11月15日稼動。旧SNK倒産後初のKOFで、プレイモア（後のSNKプレイモア、現SNK）系列としては初の作品となる。また、本作は初めて秋に稼働開始した作品で、夏以外の季節に稼働開始するのも本作が初となった。以降は発売・稼動開始する時期が特に決まっておらず、作品ごとに異なるようになる。
家庭用はネオジオ、DC、PS2で発売。後に、再びPS2でNEOGEO オンラインコレクションVol.7の『THE KING OF FIGHTERS -ネスツ編-』内の収録タイトルとして、ネオジオ版とDC版を移植したバージョンが登場した。レイティングは全てCERO：B（12才以上対象）。

#### ゲームシステム
主催者は秘密結社ネスツことイグニス。『2001』優勝チームは主人公チーム。
システム面では、4人のうち0 - 3人をストライカーにできるタクティカルオーダーが導入された（ライフはストライカー以外で分配。なお、CPUはラストの2ステージのボス戦を除いて、ストライカーが1人に固定されている）。このため、ROUND6、ROUND7がアナウンスされる唯一のKOF作品となる。また、相手が画面端まで吹き飛んで跳ね返るワイヤーダメージが導入されたのはこの作品からである。
| 出場キャラクター                      | 出場キャラクター     | 出場キャラクター             | 出場キャラクター             | 出場キャラクター             |
| チーム名                              | メンバー             | メンバー                     | メンバー                     | メンバー                     |
| ------------------------------------- | -------------------- | ---------------------------- | ---------------------------- | ---------------------------- |
| 主人公チーム                          | K'                   | マキシマ                     | ウィップ                     | 麟                           |
| 日本チーム                            | 草薙京               | 二階堂紅丸                   | 大門五郎                     | 矢吹真吾                     |
| 庵チーム                              | 八神庵               | ヴァネッサ                   | セス                         | ラモン                       |
| 怒チーム                              | レオナ               | ラルフ                       | クラーク                     | ハイデルン                   |
| 餓狼伝説チーム                        | テリー・ボガード     | アンディ・ボガード           | ジョー・ヒガシ               | ブルー・マリー               |
| 龍虎の拳チーム                        | リョウ・サカザキ     | ロバート・ガルシア           | ユリ・サカザキ               | タクマ・サカザキ             |
| 女性格闘家チーム                      | キング               | 不知火舞                     | 四条雛子                     | 李香緋                       |
| ネスツチーム                          | クーラ・ダイアモンド | フォクシー                   | K9999                        | アンヘル                     |
| サイコソルジャーチーム                | 麻宮アテナ           | 椎拳崇                       | 鎮元斎                       | 包                           |
| 韓国チーム                            | キム・カッファン     | チャン・コーハン             | チョイ・ボンゲ               | メイ・リー                   |
| ボスキャラクター （家庭用のみ使用可） | ゼロ（オリジナル）   | グルガン、 龍、クリザリッド※ | グルガン、 龍、クリザリッド※ | グルガン、 龍、クリザリッド※ |
| 最終ボス （家庭用のみ使用可）         | イグニス             | イグニス                     | イグニス                     | イグニス                     |

※グルガン・龍・クリザリッドの3名はゼロ（オリジナル）の専属ストライカーとして設定され、本来はゼロの特殊技扱いとして技の一部に設定されているが、PS2単体版で通常キャラクターを選択した場合はストライカー専用キャラクターとして個別に使用可能。

#### あらすじ
前回大会の終盤、ネスツの幹部であったゼロがクーデター起こした際に行ったゼロ・キャノンでの砲撃により、サウスタウンの一角1が消失。しかし、それは「人工衛星の落下事故」として報じられ、真相は世間には伝えられていなかった。常々何らかのアクシデントがついて回る「キング・オブ・ファイターズ」に中止の声は少なからずあったが、皮肉にも、いわく付きながらもこの人類最高峰の格闘大会は、97年の大会と同等かそれ以上に過熱していった。
そんな中、今大会では開催前より異常事態が巻き起こっていた。何と秘密組織であるはずのネスツが堂々と表舞台に進出し、更には前回大会で乱入してきた改造人間「アンチK'」の美少女であるクーラの他に、同じくネスツの改造人間であるアンへルやK9999（ケイ・フォーナイン）といったメンバーで構成された「ネスツチーム」がエントリーしており、K9999は同じ改造人間であるK'やクーラに対し、激しい憎悪を抱いていた。何故、これまで「秘密組織」で通し続けていた彼等が突然自分達の存在を公にする様な真似に出たのか、その真意が分からず不可解に思いながらも、ネスツの手掛かりが掴めなくなっていたK’、マキシマ、ウィップの三人は、龍の行方を突き止めるべく自分達をつけていた麟を加えた4人でキング・オブ・ファイターズへの出場を決意。同じくネスツとの決着を望んでいた京も、かつての仲間である紅丸や大門、そして真吾を加えた4人で「日本チーム」を復活させ、京を追い続ける庵もまた、前回大会で失態を犯してしまったヴァネッサ、セス、ラモンの三人と「庵チーム」を結成。これまでの二度の戦いでネスツに辛酸を嘗めさせられてきた格闘家達は、全ての決着をつけるべく、それぞれの決意と共にキング・オブ・ファイターズへと乗り込む。
大会が終盤へと進む中、飛行船の中で優勝記念式典が行われる事になるのだが、実は飛行船はロケットを偽装した物であり、ロケットが宇宙に向けて飛び立つ中、優勝チームの前に前回大会で死んだはずのゼロが現れた。前回大会でネスツを裏切って死亡したゼロはクローンに過ぎず、目の前にいる彼こそがオリジナルのゼロで、ネスツに忠実な最高幹部であった。そしてオリジナルのゼロは、優勝チームが地上最強のチームであるかを自ら確かめるべく、ペットである黒獅子のグルガン、元「飛賊」の長である龍（ロン）、そして前々回大会でクローンのゼロに始末されかけた所を密かに救出したクリザリッドを従えて、優勝チームに戦いを挑む。ゼロはクローンを遥か凌ぐ実力を持っていたが、何とか勝利した優勝チームは、地球に向けて落下するロケットから脱出。宇宙要塞へと乗り込み進んだその先に、ネスツの上級幹部の一人であるミスティー、そして組織の頂点に君臨する存在・イグニスが遂に現れる事になった。一方、宇宙で最終計画が進められるのを地上から見届けていたネスツチームであったのだが、突然K9999とアンヘルの二人が裏切る形でフォクシーに重傷を負わせる。優勝チームが決定した時点で、イグニスはネスツチームをもはや用済みと見なしており、互いに殺し合う形で自滅させようとK9999とアンヘルの二人に、ダイアナとフォクシー、そしてクーラの三人を抹殺するよう予め命令していたのである。
実は組織の本来の長は、当の昔に息子のイグニスによって抹殺されており、ネスツはいつからか組織を乗っ取った彼の個人的な願望を満たす為だけの道具となり果ててしまっていた。秘密組織であるはずのネスツが表舞台に進出するという組織の自滅に繋がりかねない方針に出たのも、その時にはイグニスにとってネスツは用済みとなっていたからであり、ネスツを切り捨てた彼の最終目的は、地球意思のオロチすら倒した京や庵、およびその因子を移植したネスツの改造人間の傑作であるK'とクーラ、そしてKOFで勝ち上がった格闘家達といった地球最高峰の実力者達を自身の圧倒的な力でまとめて一掃する事で、「自身が『神』を超えた存在である事を世界に証明する」という極めて個人的かつ身勝手な物であった。そして、K'は自らが「神」となる為の極上の生贄となるべく最初から選ばれていた存在で、共に戦ってきたマキシマやウィップ、敵対したクリザリッドやクーラ、K9999、アンヘルですらもK'の成長を促す為に用意されたモルモットでしかなく、何も知らず無意識に戦い続けていたK'は、イグニスから全力で戦える様にと記憶を返された直後、他者の人生を弄ぶイグニスに怒り、最終決戦を挑む。
戦いは熾烈を極めたが、最終的に人間の力をデータでしか推し量れなかったイグニスの敗北という形で決着がつき、自暴自棄になったイグニスは宇宙要塞の自爆装置を作動。地球に向けて大気圏突入を開始してしまう。宇宙要塞が海へと落下していく中、自分と同じ力を持つ「トモダチ」がいる事を感じ取ったクーラは、自らの冷気の力でイグニスや宇宙要塞と運命を共にしようとしていた格闘家達を助ける。
秘密組織として世界中に混乱を撒き散らしたネスツは、組織として終焉を迎えた。だが、イグニスのエゴの産物として翻弄されてきたK’達自身の戦いはまだ終わっていなかった。龍がまだ死んでいない事を確信していた麟は姿を消し、亡き親友の仇を討ったマキシマもまた彼の墓参りへと向かうと告げて去り、残されたK'は自身がこれから何をすべきか思案していた所、ウィップから「命の恩人に恩を返さなくちゃ」と言われ、自身達を救いダイアナと共にいたクーラの手を取るのだった。一方、今大会の参加チームの中でもネスツと深い因縁を持ち決着をつけた京達日本チームは別れてそれぞれの帰るべき場所へと向かい、残された真吾は目の前に現れた京の父・柴舟に弟子入りをする。
かくして、秘密組織ネスツを巡るキング・オブ・ファイターズを舞台とした一連の戦いは、終焉を迎えた。

#### 開発
これまでキャラクターイラストを担当していた森気楼の移籍により、後任としてノナを起用した。
SNK（旧社）の倒産に伴い、開発はブレッツァソフトと韓国のゲームメーカーイオリス（同時期に業務提携を結んでいたメガ・エンタープライズと共に金銭面でのスポンサーでもあった）が、販売はサン・アミューズメントとプレイモアがそれぞれ担当した。このためオープニングにはSNKのロゴが表示されるが、SNKの開発スタッフはゲームサウンドを除いてゲーム自体には一切制作に関わっていない。韓国資本の流入により、出場キャラクターなどにその影響が見られる。
従来までゲームサウンドを担当していたSNK新世界楽曲雑技団は会社の倒産により、事実上解散しているが、今作はSNKグループに残った一部のメンバーによってBGMが製作されている。

#### 反響（2001）
『KOF』全国大会”Duelling the KOF”の発起人DUNEは、ファミ通とのインタビューの中で、就職や進学でプレイヤーの世代交代が進んでいたことに加え、本作でゲーム性が変わったため、少しずつ対戦人口が減っていったと話している。
一方、本作は日韓戦が行われており、DUNEによると、日本ではフォクシーが禁止級のキャラクターとして認知されていたのに対し、韓国ではメイ・リーが禁止級扱いされており、イベント参加者からも同様の話があったという。

#### 発売機種一覧
- 家庭用ネオジオROMカセット版（2002年3月14日発売）
- ドリームキャスト版（2002年12月26日発売）（廉:2004年1月22日発売）
- PlayStation 2版（2003年10月23日発売）（廉:2005年2月17日発売）
- ゲームアーカイブス版（PlayStation Portable、PlayStation 3、PlayStation Vita）THE KING OF FIGHTERS 2001（2015年7月15日配信開始・PS3のみ）
- アケアカNEOGEO版（PlayStation 4） - MVS版を配信。ザ・キング・オブ・ファイターズ2001（2018年9月27日配信開始）
- アケアカNEOGEO版（Xbox One） - MVS版を配信。ザ・キング・オブ・ファイターズ2001（2018年9月27日配信開始）
- アケアカNEOGEO版（Nintendo Switch） - MVS版を配信。ザ・キング・オブ・ファイターズ2001（2018年9月27日配信開始）
- アケアカNEOGEO版（iOS、Android）ザ・キング・オブ・ファイターズ2001（2022年10月13日配信開始）

#### 関連作品
ザ・キング・オブ・ファイターズ2001 MORE THAN HUMAN 、THE GODS THEMSELVES
著者：嬉野秋彦、前後編とも挿絵はゲームのイラストを描いたハシモトヒロアキ（ヒロアキ）が担当している。
主人公チームをメインに描いた小説。ゲーム中明かされなかった設定の数々が明かされている。
The King of Fighters'2001
サウンドトラックCD

### THE KING OF FIGHTERS 2002
2002年10月10日稼動。フルタイトルは『THE KING OF FIGHTERS 2002 -Challenge to Ultimate Battle-』。一応本作KOF大会主催者は本作で二度目の復活を果たしたオメガ・ルガールだが、ネスツ編が完結したことで、オロチ編完結後の『'98』同様、ストーリーのないネスツ編の集大成的作品となった。
キャッチコピーは「BE THE FIGHTER!!」（MVS、ネオジオ、ドリームキャスト、Playstation 2版）。
家庭用はネオジオ、DC、PS2、Xboxで発売。DC版はSNK系列のセガ製ハード最後のソフトとなった。後にPS2で発売された『2002』のリメイク版である『THE KING OF FIGHTERS 2002 UNLIMITED MATCH』にも、オリジナルである本作のネオジオ版が収録されている（ただし同作のアーケード版、XBLA版、Steam版にはいずれも未収録）。レイティングは全てCERO：B（12才以上対象）。
この作品を最後に開発元であるイオリスはプレイモアとの業務提携およびスポンサー契約を解消した。

#### ゲームシステム
ストライカーの廃止により、バトル形式は完全な3vs3に戻った。開発は『2001』同様イオリスと、販売はプレイモアがそれぞれ担当。今作はCPU戦でキャラクター曲なのは最後の1チーム・乱入してくる『2001』のネスツチームの内の1人（スコアで誰が乱入するか決まる）・ボスであるオメガ・ルガールのみで、あとは背景曲となる。ネスツ編の集大成であるが、ネスツ編のキャラクターが数人削除され、オロチ編のキャラクターも数人参戦している。
基本的なシステムは『'98』の「ADVANCED」を継承。大きく異なる点としては、MAX発動中にのみ、通常技の普段キャンセルできないポイントや、必殺技をキャンセルして別の必殺技を出すことができる「どこでもキャンセル」が使用できる。使うとMAX状態の残り時間が少し減る。また、このシステムのためMAX発動中は攻撃力が逆に減少する。(超必殺技を除く。)また、隠し超必殺技として「MAX2」が存在。通常のMAX超必殺技の条件に加え、体力ゲージが一定量まで減ると使用できる。
| 出場キャラクター                                                                | 出場キャラクター                                                                                 | 出場キャラクター                                                                                 | 出場キャラクター                                                                                 |
| チーム名                                                                        | メンバー                                                                                         | メンバー                                                                                         | メンバー                                                                                         |
| ------------------------------------------------------------------------------- | ------------------------------------------------------------------------------------------------ | ------------------------------------------------------------------------------------------------ | ------------------------------------------------------------------------------------------------ |
| 日本チーム                                                                      | 草薙京                                                                                           | 二階堂紅丸                                                                                       | 大門五郎                                                                                         |
| 餓狼伝説チーム                                                                  | テリー・ボガード                                                                                 | アンディ・ボガード                                                                               | ジョー・ヒガシ                                                                                   |
| 韓国チーム                                                                      | キム・カッファン                                                                                 | チャン・コーハン                                                                                 | チョイ・ボンゲ                                                                                   |
| サイコソルジャーチーム                                                          | 麻宮アテナ                                                                                       | 椎拳崇                                                                                           | 鎮元斎                                                                                           |
| 怒チーム                                                                        | レオナ                                                                                           | ラルフ                                                                                           | クラーク                                                                                         |
| 龍虎の拳チーム                                                                  | リョウ・サカザキ                                                                                 | ロバート・ガルシア                                                                               | タクマ・サカザキ                                                                                 |
| 女性格闘家チーム                                                                | 不知火舞                                                                                         | ユリ・サカザキ                                                                                   | メイ・リー                                                                                       |
| KOF'96チーム                                                                    | 八神庵                                                                                           | マチュア                                                                                         | バイス                                                                                           |
| KOF'97チーム                                                                    | 山崎竜二                                                                                         | ブルー・マリー                                                                                   | ビリー・カーン                                                                                   |
| KOF'98チーム                                                                    | 七枷社                                                                                           | シェルミー                                                                                       | クリス                                                                                           |
| KOF'99チーム                                                                    | K'                                                                                               | マキシマ                                                                                         | ウィップ                                                                                         |
| KOF2000チーム                                                                   | ヴァネッサ                                                                                       | セス                                                                                             | ラモン                                                                                           |
| KOF2001チーム （乱入キャラクターとしても登場）                                  | クーラ・ダイアモンド                                                                             | K9999                                                                                            | アンヘル                                                                                         |
| ボスキャラクター （家庭用のみ使用可）                                           | オメガ・ルガール                                                                                 | オメガ・ルガール                                                                                 | オメガ・ルガール                                                                                 |
| オロチチーム （隠しキャラクターとして使用可）                                   | 乾いた大地の社                                                                                   | 荒れ狂う稲光のシェルミー                                                                         | 炎のさだめのクリス                                                                               |
| 隠しキャラクター                                                                | KUSANAGI                                                                                         | KUSANAGI                                                                                         | KUSANAGI                                                                                         |
| 家庭用追加キャラクター （DC版・PS2版・Xbox版） （乱入キャラクターとしても登場） | 矢吹真吾 キング（ネオジオ版では背景に登場）                                                      | 矢吹真吾 キング（ネオジオ版では背景に登場）                                                      | 矢吹真吾 キング（ネオジオ版では背景に登場）                                                      |
| 家庭用追加キャラクター （PS2版・Xbox版） （乱入キャラクターとしても登場）       | ツキノヨルオロチノチニクルフイオリ ゲーニッツ ギース・ハワード（ネオジオ版・DC版では背景に登場） | ツキノヨルオロチノチニクルフイオリ ゲーニッツ ギース・ハワード（ネオジオ版・DC版では背景に登場） | ツキノヨルオロチノチニクルフイオリ ゲーニッツ ギース・ハワード（ネオジオ版・DC版では背景に登場） |

#### THE KING OF FIGHTERS 2002 UNLIMITED MATCH
『KOF98UM』と同様の趣旨で登場した『2002』のリメイク作品。略称は『2002UM』。登場総キャラクター数が66人も及ぶ大幅なキャラクター追加や、ゲームバランスの再調整、新技の追加、BGM・アナウンスの一新、デザイン・背景を中心としたグラフィックの変更などが施されている。イラストはヒロアキが担当。
システム的には『2002』を継承しているが、MAX発動中でなくともゲージ3本を消費することでMAX版超必殺技やMAX2を使用可能になるなどの変更がされている。また、デザイン面では大幅に一新され、インターフェイス周りやステージ等は総入れ替えとなり、MAX2使用時にカットインが入ったり、一部のキャラクターは特定の技で相手を倒すと勝利画面のイラストが変わるなど演出面も強化されている。
『'98UM』同様、本作のCPU戦にも、プレイ内容による乱入キャラクター、最終ボスの分岐が多種多様に設けられている。
ネオジオ版『2002』の出場キャラクターの内、K9999のみが登場せず、代わりに似たような設定・性能を持つ新キャラクター、ネームレスが新登場。PS2版にはオリジナルであるネオジオ版準拠の無印『2002』も同時収録されており、こちらは原作仕様であるためK9999も使用可能（ただし取扱説明書のキャラクター紹介欄からは除外されている）。
また、PS2・Xbox版『2002』に追加キャラクターとして出場していたギースとゲーニッツもPS2・XBLA版の今作に登場するが、同じく『2002』では出場していたツキノヨルオロチノチニクルフイオリは今作では登場していない。
PS2版の後に稼働されたアーケード版は更なるバランス調整が施されている他、背景が2Dに変更された代わりに新ステージが一部追加されている。また、基本的にPS2版のキャラクターはアーケード版にほぼ全て出場しているが、ボスキャラクターは全員CPU専用で使用できず、さらにギース（ナイトメア含む）とゲーニッツのみ登場していない。
後にアーケード版のゲームバランス準拠のものが『闘劇ver.』としてPS2版に逆輸入されている。これらでは対戦バランスや技の性能はアーケード版準拠だが、メニューやモードなどはPS2版無印準拠で同じく家庭用専用隠しキャラクターが使用可能になっている。なお、PS2版2作品ともにネオジオオンラインコレクションではないため、ネットワーク対戦には対応していない。
その後に配信されたXBLA版・Steam版のゲームバランスもアーケード版および『闘劇ver.』に準拠した上で、モード類はPS2版の要素を継承した移植となっているが、PS2版2作品には存在したネオジオ版『2002』、ギャラリー、カラーエディットなどが未収録となっている代わりに、ネットワーク対戦と実績機能に対応している。背景はPS2版の3Dではなく、アーケード版と同じ追加ステージありの2Dを採用している。Steam版はボスキャラクターと裏キャラクターが最初から全て無条件で選択可能になっている。
ボスキャラクターはプレイヤー仕様だと、CPUに比べて攻撃力が大幅低下、防御力が通常キャラクターと同じになる調整を施される。
2009年2月26日にPS2版が発売。同年7月9日にアーケード版が稼動開始（システム基板はSYSTEM BOARD Y2）され、本作はKOFシリーズ全体で初の、家庭用からアーケードへの逆移植タイトルとなった。さらに、2010年6月24日にアーケード版と同等のバランス調整が行われた『闘劇ver.』がPS2で発売され、特に『闘劇ver.』はSNKプレイモア最後のPS2用ソフトとなった。2010年11月3日にXbox 360のXbox LIVE アーケード版が配信された（詳細は上述）。2011年1月24日からはNESiCAxLiveでアーケード版準拠のものが配信されている。2015年2月27日にはSteamでXBLA版準拠のものが配信され、2020年11月には大型アップデートが行われネットワーク対戦のネットコードにロールバック方式が実装された。2021年2月9日にはPlayStation 4でSteamアップデート版準拠のもの配信され、同年4月15日にはパッケージ版も発売。レイティングは全てCERO：B（12才以上対象）。
| 出場キャラクター                                       | 出場キャラクター                                                                        | 出場キャラクター                                                                        | 出場キャラクター                                                                        |
| チーム名                                               | メンバー                                                                                | メンバー                                                                                | メンバー                                                                                |
| ------------------------------------------------------ | --------------------------------------------------------------------------------------- | --------------------------------------------------------------------------------------- | --------------------------------------------------------------------------------------- |
| 京チーム                                               | 草薙京                                                                                  | 二階堂紅丸                                                                              | 大門五郎                                                                                |
| 餓狼伝説チーム                                         | テリー・ボガード                                                                        | アンディ・ボガード                                                                      | ジョー・ヒガシ                                                                          |
| 龍虎の拳チーム                                         | リョウ・サカザキ                                                                        | ロバート・ガルシア                                                                      | ユリ・サカザキ                                                                          |
| 怒チーム                                               | レオナ                                                                                  | ラルフ                                                                                  | クラーク                                                                                |
| サイコソルジャーチーム                                 | 麻宮アテナ                                                                              | 椎拳崇                                                                                  | 包                                                                                      |
| 女性格闘家チーム                                       | キング                                                                                  | 不知火舞                                                                                | 藤堂香澄                                                                                |
| キムチーム                                             | キム                                                                                    | チャン・コーハン                                                                        | チョイ・ボンゲ                                                                          |
| オロチチーム                                           | 七枷社                                                                                  | シェルミー                                                                              | クリス                                                                                  |
| K'チーム                                               | K'                                                                                      | マキシマ                                                                                | ウィップ                                                                                |
| '97スペシャルチーム                                    | 山崎竜二                                                                                | ブルー・マリー                                                                          | ビリー・カーン                                                                          |
| 八神チーム                                             | 八神庵                                                                                  | マチュア                                                                                | バイス                                                                                  |
| ネスツチーム （乱入キャラクターとしても登場）          | クーラ・ダイアモンド                                                                    | フォクシー                                                                              | アンヘル                                                                                |
| エージェントチーム                                     | ヴァネッサ                                                                              | セス                                                                                    | ラモン                                                                                  |
| 美少女格闘家チーム                                     | メイ・リー                                                                              | 四条雛子                                                                                | 李香緋                                                                                  |
| マスターチーム                                         | ハイデルン                                                                              | タクマ・サカザキ                                                                        | 鎮元斎                                                                                  |
| ジョンチーム                                           | ジョン・フーン                                                                          | 麟                                                                                      | 矢吹真吾                                                                                |
| クローンチーム （乱入キャラクターとしても登場）        | KUSANAGI                                                                                | 草薙京-1                                                                                | 草薙京-2                                                                                |
| 裏オロチチーム （隠しキャラクターとして使用可）        | 乾いた大地の社                                                                          | 荒れ狂う稲光のシェルミー                                                                | 炎のさだめのクリス                                                                      |
| エディット専用 （乱入キャラクターとしても登場）        | ネームレス                                                                              | ネームレス                                                                              | ネームレス                                                                              |
| 隠しキャラクター （PS2版・XBLA版では使用に解禁が必要） | ロバート・ガルシア（KOF2000Ver.） 椎拳崇（KOF2000Ver.） タクマ・サカザキ（KOF2000Ver.） | ロバート・ガルシア（KOF2000Ver.） 椎拳崇（KOF2000Ver.） タクマ・サカザキ（KOF2000Ver.） | ロバート・ガルシア（KOF2000Ver.） 椎拳崇（KOF2000Ver.） タクマ・サカザキ（KOF2000Ver.） |
| 家庭用追加隠しキャラクター （アーケード版には未登場）  | ゲーニッツ ギース・ハワード ナイトメアギース                                            | ゲーニッツ ギース・ハワード ナイトメアギース                                            | ゲーニッツ ギース・ハワード ナイトメアギース                                            |
| 最終ボス（ネスツボスチーム） （家庭用のみ使用可）      | クリザリッド ゼロ（クローン） ゼロ（オリジナル） イグニス                               | クリザリッド ゼロ（クローン） ゼロ（オリジナル） イグニス                               | クリザリッド ゼロ（クローン） ゼロ（オリジナル） イグニス                               |
| 隠しボス （家庭用のみ使用可）                          | オメガ・ルガール                                                                        | オメガ・ルガール                                                                        | オメガ・ルガール                                                                        |

#### 発売機種一覧
- 家庭用ネオジオROMカセット版（2002年12月19日発売）
- ドリームキャスト版（2003年6月19日発売）（廉:2004年11月11日発売）
- PlayStation 2版（2004年3月25日発売）（廉:2005年11月23日発売）
- Xbox版（2005年3月24日発売 / 初回版あり）
- PlayStation 2版 ザ・キング・オブ・ファイターズ2002 UNLIMITED MATCH （2009年2月26日発売）、闘劇ver.（2010年6月24日発売）
- Xbox LIVE アーケード版（Xbox 360）ザ・キング・オブ・ファイターズ2002 UNLIMITED MATCH（2010年11月3日配信開始）
- Steam版（Windows）THE KING OF FIGHTERS 2002 UNLIMITED MATCH（2015年2月27日配信開始）
- ゲームアーカイブス版（PlayStation Portable、PlayStation 3、PlayStation Vita）THE KING OF FIGHTERS 2002（2015年5月20日配信開始・PS3のみ）
- アケアカNEOGEO版（PlayStation 4） - MVS版を配信。ザ・キング・オブ・ファイターズ2002（2018年12月27日配信開始）
- アケアカNEOGEO版（Xbox One） - MVS版を配信。ザ・キング・オブ・ファイターズ2002（2018年12月27日配信開始）
- アケアカNEOGEO版（Nintendo Switch） - MVS版を配信。ザ・キング・オブ・ファイターズ2002（2018年12月27日配信開始）
- PlayStation 4版 THE KING OF FIGHTERS 2002 UNLIMITED MATCH（2021年2月9日配信開始）（2021年4月15日パッケージ版発売）
- アケアカNEOGEO版（iOS、Android）ザ・キング・オブ・ファイターズ2002（2022年1月27日配信開始）
- アケアカNEOGEO セレクション Vol.5(Nintendo Switch) - 収録タイトルの一つ。内容はアケアカNEOGEO版と同等。（2025年8月7日発売）

#### 関連作品
The King of Fighters'2002
サウンドトラックCD
The King of Fighters'2002 Unlimited Match
サウンドトラックCD

### THE KING OF FIGHTERS 2003
本作品・『XI』・『XIII』と続く「アッシュ編」三部作の第1章。
キャッチコピーは「今、新たな闘いの扉が開く。」（MVS、ネオジオ版）、「新たな炎が燃え上がる。」（PlayStation 2版）。
2003年12月12日稼動。冬に稼働開始するのは本作がシリーズ初である。MVSでリリースされた『KOF』シリーズのうち、日本国内では唯一単体基板（MV-0）で発売されたタイトルで、MV-6などの複数スロット基板に入れて稼動することができない（なお、日本国外向けの後期出荷のみだが、通常のROMカートリッジ版も存在する）。
家庭用はネオジオ、PS2、Xboxで発売。本作はネオジオ最後のKOFとなった。ネオジオ版の『KOF』では唯一、最初の操作説明画面に説明役のキャラクターが存在しない。PS2版では主人公チーム3人のさらなる設定が収録されていたり、システム面を調整した「アレンジモード」が追加されている。レイティングはCERO：B（12才以上対象）。
2019年2月21日には、アケアカNEOGEOの一環として、PlayStation 4/Nintendo Switch/Xbox One向けの移植版が発売された。 

#### ゲームシステム
新主人公・アッシュ・クリムゾンを主軸に、オロチ編を伏線に利用した新たな展開が描かれる。
主催者は（牡丹に操られた）神楽ちづる。『2003』優勝チームは主人公チーム。
新たなシステムとして、ラウンド制が廃止され、全員KOされるまで試合が続行される途中交代可能なマルチシフト制が導入された。これによりPERFECTは3人全員がライフ満タンでなければならない。また、MAX超必殺技がリーダーのみが出せるリーダー超必殺技に変更された。なお従来よりも戦闘に時間がかかるため、制限時間は1カウント約2秒×60カウント=120秒である。
キャラクター選出にも過去作から大幅な変更も入り、アンディ・ボガードや椎 拳崇、鎮 元斎、チョイ・ボンゲといった前作まで皆勤だったキャラクターが初めて欠場した一方で、餓狼伝説シリーズのキャラクターの世代交代が行われた作品であり現時点で最終作の『餓狼 MARK OF THE WOLVES』より、テリー・ボガード以外のキャラクターが今作で初めて出場した（本作ではグリフォンマスクと牙刀が初参戦）。
| 出場キャラクター                                                                              | 出場キャラクター                          | 出場キャラクター                          | 出場キャラクター                          |
| チーム名                                                                                      | メンバー                                  | メンバー                                  | メンバー                                  |
| --------------------------------------------------------------------------------------------- | ----------------------------------------- | ----------------------------------------- | ----------------------------------------- |
| 主人公チーム                                                                                  | アッシュ・クリムゾン                      | デュオロン                                | シェン・ウー                              |
| 餓狼チーム                                                                                    | テリー・ボガード                          | ジョー・ヒガシ                            | グリフォンマスク                          |
| 極限流チーム                                                                                  | リョウ・サカザキ                          | ロバート・ガルシア                        | ユリ・サカザキ                            |
| 韓国チーム                                                                                    | キム                                      | チャン・コーハン                          | ジョン・フーン                            |
| 怒チーム                                                                                      | レオナ                                    | ラルフ                                    | クラーク                                  |
| アウトローチーム                                                                              | 牙刀                                      | ビリー・カーン                            | 山崎竜二                                  |
| 女性格闘家チーム                                                                              | キング                                    | 不知火舞                                  | ブルー・マリー                            |
| 紅丸チーム                                                                                    | 二階堂紅丸                                | 矢吹真吾                                  | 大門五郎                                  |
| 女子高生チーム                                                                                | 麻宮アテナ                                | 四条雛子                                  | まりん                                    |
| K'チーム                                                                                      | K'                                        | マキシマ                                  | ウィップ                                  |
| 三種の神器チーム （ちづるのみ業務用では隠しキャラクター） （PS2版・Xbox版では最初から使用可） | 草薙京                                    | 八神庵                                    | 神楽ちづる                                |
| 乱入キャラクター（隠しキャラクターとして使用可） （PS2版・Xbox版では最初から使用可）          | KUSANAGI                                  | KUSANAGI                                  | KUSANAGI                                  |
| ボスキャラクター（アーデルハイドルート） （PS2版・Xbox版のみ使用可）                          | アーデルハイド・バーンシュタイン          | アーデルハイド・バーンシュタイン          | アーデルハイド・バーンシュタイン          |
| ボスキャラクター（無界ルート） （マキと無界はPS2版・Xbox版のみ使用可）                        | ボス：神楽ちづる＆神楽マキ 最終ボス：無界 | ボス：神楽ちづる＆神楽マキ 最終ボス：無界 | ボス：神楽ちづる＆神楽マキ 最終ボス：無界 |

#### あらすじ
ネスツの壊滅から2年後、またもや世界各地の格闘家達へ「キング・オブ・ファイターズ」の招待状が届けられた。本大会の主催者もやはり謎の存在であり、その正体について憶測が流れていたにもかかわらず、歴戦の格闘家達は次々と参戦を表明する。知名度の高い参加者が多数いることを確かめると、それまで慎重だった各メディアも、一斉に「キング・オブ・ファイターズ」を取り上げ始める事になった。
今大会から「ストライカーシステム」に代わって新ルール「マルチシフト」が採用され、それは社会現象にまで発展し、世界中の話題を独占してゆく。新ルール以外でも、名を知られつつキング・オブ・ファイターズに未参戦であった格闘家であるグリフォンマスクや牙刀等が新規参戦し、更には謎の組織に所属する女子高生の暗器使いであるまりん、飛賊の生き残りの一人であるデュオロン、上海を拠点に活動する無頼漢のシェン・ウー、そして正体不明の謎の男アッシュ・クリムゾン。今まで表舞台で名の挙がる事の無かった未知数の実力者が次第に出場する事になり、新たなる盛り上がりを見せ始めていた。
やがて大会が中盤に差し掛かる中、謎の主催者によって草薙京と瓜二つの姿をした謎の存在であるKUSANAGIが出没し、出場チームに襲い掛かる事態となる。更には、一部の出場チームが主催者と思われる女性によってとある場所へと転送されてしまい、そこにはかつてオロチの力に手を出して身を滅ぼしたあのルガールと同じく「バーンシュタイン」の苗字を持つ謎の美少女・ローズ・バーンシュタインがいた。主催者の女性によって飛ばされた場所は、彼女の拠点である巨大飛行艇「スカイ・ノア」の中であり、ローズによって彼女の兄で同じく「バーンシュタイン」の名を持った青年であるアーデルハイド・バーンシュタインと戦わされる事態となってしまう。そして優勝チームが決まった直後、主催者の正体がオロチを巡る事件の後に消息が掴めなくなっていたちづるであった事実が判明。しかし、彼女は八咫の力を狙った謎の組織「遥けし彼の地より出づる者」によって洗脳され操られていただけに過ぎず、組織の1人で石化する異形の能力を操る無界（ムカイ）との戦いの後、オロチの封印を解除する事に成功した彼等は「遥けし彼の地より出づる者」を名乗り、その場を去っていくのだった。
しかし、無界との死闘を演じたその直後、突如姿を現したアッシュはその場に居合わせた京と庵二人の目の前で、消耗し動けなくなっていたちづるの身体から「三種の神器」の一角である「八咫の鏡」の力を奪い取る。そして次は庵の持つ「八尺瓊の勾玉」の力を狙う事を宣言したアッシュに対し、庵が攻撃を仕掛けるが、難無くかわして見せたアッシュは、そのまま姿を消してしまうのだった。
相次いで不可解な混乱が巻き起こる中で今大会は幕を降ろす事になり、近い未来の内に新たなる波乱が起きようとしていた。

#### 開発
開発が韓国から日本主導に戻る。開発はSNKネオジオ（旧：サン・アミューズメント）が、販売はSNKプレイモア（旧：プレイモア）がそれぞれ担当した。
キャラクターイラストは新たにFALCOONが担当（後の家庭用版KOFプロデューサー）。

#### 反響（2003）
対戦型格闘ゲーム大会「闘劇」第1回『KOF 2002』部門の優勝者であるごしょはファミ通とのインタビューの中で、本作でゲーム性が変わってしまったため、プレイヤー総数が若干減ってしまったと感じたものの、自分の地元である柏では闘劇出場を目標にしていた者はいたと話している。

#### 発売機種一覧
- 家庭用ネオジオROMカセット版（2004年3月18日発売）
- PlayStation 2版（2004年10月28日発売）（廉:2006年3月9日発売）
- Xbox版（2005年8月25日発売）
- ゲームアーカイブス版（PlayStation Portable、PlayStation 3、PlayStation Vita）THE KING OF FIGHTERS 2003（2015年4月15日配信開始・PS3のみ）
- アケアカNEOGEO版（PlayStation 4） - MVS版を配信。ザ・キング・オブ・ファイターズ2003（2019年2月21日配信開始）
- アケアカNEOGEO版（Xbox One） - MVS版を配信。ザ・キング・オブ・ファイターズ2003（2019年2月21日配信開始）
- アケアカNEOGEO版（Nintendo Switch） - MVS版を配信。ザ・キング・オブ・ファイターズ2003（2019年2月21日配信開始）
- アケアカNEOGEO版（iOS、Android）ザ・キング・オブ・ファイターズ2003（2022年11月17日配信開始）

#### 関連作品
The King of Fighters'2003 Arrange Trax Consumer Version
サウンドトラックCD

### THE KING OF FIGHTERS XI
アッシュ編三部作の第2章。
2005年10月26日稼働。PS2版は2006年6月22日に発売。レイティングはCERO：B（12才以上対象）。ATOMISWAVEで発売された『KOF』シリーズ本編。SNKネオジオを吸収合併したSNKプレイモア単独による開発・販売となる。シリーズ本編としては前作『2003』より2年弱の間があり（前年の『NEOWAVE』は『2002』をベースとした番外編）、今作よりタイトルの西暦表記が廃止され、ナンバリング表記になった。前作『2003』のシステムを正統進化させたものを採用。
この作品がATOMISWAVEでの最後の『KOF』となった。なおATOMISWAVE版はROMカセットを採用しているにもかかわらず、試合開始までの読み込み時間がメディアがDVD-ROMであるPS2版よりも長い。これはATOMISWAVE基板の「処理中のロードが非常に困難」という特殊な構成によるものである。

#### ゲームシステム
主催者は当初は不明だが、後に遥けし彼の地より出ずる者の裏切り者の禍忌だと判明。『XI』優勝チームは主人公チーム。
タイムアップ時による判定が、攻撃を当てることでバランスが傾く「ジャッジメントインジケーター」に変化し、体力に依存するものではなくなった。なお、ジャッジメントインジケーターを採用したのはシリーズ中で本作が唯一である。タイムカウントは150秒で、1カウント1.5秒×99カウントとなっている。
PS2版ではシステム面やキャラクターを調整した「アレンジモード」、『ネオジオバトルコロシアム』からの追加キャラクター（その中でタンとほたるがKOFシリーズ初参戦、ビッグは『'96』以来、ロバートは中年の姿）、オリジナルアレンジBGMなどが追加されている。
| 出場キャラクター                            | 出場キャラクター                                                                                                   | 出場キャラクター                                                                                                   | 出場キャラクター                                                                                                   |
| チーム名                                    | メンバー | メンバー | メンバー |
| ------------------------------------------- | --- | --- | --- |
| 主人公チーム                                | アッシュ・クリムゾン                                                                                               | オズワルド | シェン・ウー |
| ライバルチーム                              | エリザベート・ブラントルシュ                                                                                       | デュオロン | 二階堂紅丸 |
| 餓狼チーム                                  | テリー・ボガード                                                                                                   | キム | ダック・キング |
| 龍虎チーム                                  | リョウ・サカザキ                                                                                                   | ユリ・サカザキ | キング |
| 餓狼MOWチーム                               | B.ジェニー | 牙刀 | グリフォンマスク                                                                                                   |
| 怒チーム                                    | ラルフ・ジョーンズ                                                                                                 | クラーク・スティル                                                                                                 | ウィップ |
| サイコソルジャーチーム                      | 麻宮アテナ | 椎拳崇 | 桃子 |
| エージェントチーム                          | ヴァネッサ | ブルー・マリー | ラモン |
| アンチ極限流チーム                          | まりん | 藤堂香澄 | 如月影二 |
| K'チーム                                    | K' | クーラ・ダイアモンド                                                                                               | マキシマ |
| 京&庵チーム                                 | 草薙京 | 八神庵 | 矢吹真吾 |
| 乱入キャラクター （タイムリリースで使用可） | アーデルハイド・バーンシュタイン、天童凱、ショー・疾風 ズィルバー、邪頭                                            | アーデルハイド・バーンシュタイン、天童凱、ショー・疾風 ズィルバー、邪頭                                            | アーデルハイド・バーンシュタイン、天童凱、ショー・疾風 ズィルバー、邪頭                                            |
| ボスキャラクター （PS2版のみ使用可）        | ボス：紫苑 最終ボス：禍忌                                                                                          | ボス：紫苑 最終ボス：禍忌                                                                                          | ボス：紫苑 最終ボス：禍忌                                                                                          |
| PS2版追加キャラクター                       | 双葉ほたる、不知火舞、ロバート・ガルシア タン・フー・ルー、EX草薙京（ネスツスタイル）、Mr.ビッグ、ギース・ハワード | 双葉ほたる、不知火舞、ロバート・ガルシア タン・フー・ルー、EX草薙京（ネスツスタイル）、Mr.ビッグ、ギース・ハワード | 双葉ほたる、不知火舞、ロバート・ガルシア タン・フー・ルー、EX草薙京（ネスツスタイル）、Mr.ビッグ、ギース・ハワード |

#### あらすじ
「遥けし彼の地より出づる者」を名乗る謎の異形の集団により洗脳されて表向きの大会主催者を務めていた神楽ちづるの負傷に加え、彼女から「八咫の鏡」の力をアッシュが奪っていったいう相次ぐ混乱を以って幕を下ろした前大会から、1年以上の時を隔て、新たな「KOF」の開催が宣言された。
前回大会で暗躍を行っていたアッシュは、今大会でも参加を決めており、前回大会でチームを組んだシェン・ウーの他に「カーネフェル」というカードを駆使したの使い手である老紳士オズワルドをメンバーに加える。一方、アッシュと関わりを持ったとある人物に招待されていた紅丸とデュオロンの二人はフランスの南部へと訪れており、二人を呼び出したフランスの田舎の名家ブラントルシュ家の現当主を務める女性エリザベート・ブラントルシュとチームを組んでキング・オブ・ファイターズに出場する事になった。他にも新参加者としてB.ジェニー、ダック・キング、桃子といった面々が新規参戦し、更には以前の大会に出場した如月影二や藤堂香澄も復帰。極限流打倒の信念を変わらず持っていた影二は、自分と同じ志を持つ者達とチームを組もうと考えた結果、同じ極限流の打倒を目指す香澄の他に、ユリ・サカザキに個人的な恨みを抱く前回大会の出場者であるまりんとチームを組むに至ったのである。また、一方では前回大会の終盤で「三種の神器」の力を奪われたちづるの代わりを自分から引き受けた真吾が、自分と京と庵の三人でチームを組み参加する事を提案。当然、二人は対等な立場でも無い彼の主張など相手にしなかったのだが、あまりにしつこくせがまれた上、「遥けし彼の地より出づる者」と名乗る謎の集団の動向、封印を解かれたオロチの力の行末、そしてアッシュの真の目的。それらの気配を感じ取り、渋々とチームを組んで出場する事になった。
だが、華やかな格闘大会というKOFの表向きの顔とは別に、今大会の裏側でも数々の思惑が交錯していた。大会が終盤に差し掛かった時、決勝会場を「遥けし彼の地より出づる者」の一人である紫苑（シオン）が襲撃。彼はオロチを完全に覚醒させる為に決勝戦にまで勝ち上がったチームに戦いを挑むも、結局オロチは覚醒しないままとなり、そこへ今大会の主催者である紫苑と同じ「遥けし彼の地より出づる者」の一人である禍忌（マガキ）が現れて失敗した紫苑を粛正される。そして、禍忌は異形の姿に変身して紫苑を破った者達に襲い掛かるも敗北してしまう事態となり、それでも余裕な態度を見せながらも焦りを覚えて異空間へと逃亡を図ろうとする。だが、オロチの覚醒に気付いて油断していた隙を突かれる形で、自らに復讐しようとした紫苑が投擲したと思われる槍が禍忌の心臓を貫き、紫色の血飛沫を上げながら禍忌はそのまま絶命する末路を迎えた。
その後、禍忌の遺体はハイデルンの部隊に回収され、怒チームやエージェントチーム、K’チームを作戦本部に招き入れたハイデルンは今後の「遥けし彼の地より出づる者」への対策会議を行う。今回の事件から、禍忌や前回大会で戦った無界といった「遥けし彼の地より出づる者」に所属する者達は人間と異なる種族である可能性が出始める中、「遥けし彼の地より出づる者」の一員であるシュルームとリメロの二人が、禍忌の肉体からデータを取られる事を阻止する為、ハイデルンの部隊の艦隊を構成していた一隻の戦艦を撃沈。禍忌の遺体は回収されてしまう。一方、オロチ覚醒の影響で庵は「血の暴走」を起こしており、疲労していた京は打ちのめされ、真吾もまた暴走した庵によって重傷を負わされるも、そこへアッシュが姿を見せる。その後、決着がついていたその場では、京、真吾、庵の三人が倒れており、そこへ駆けつけたエリザベートに呼び止められたアッシュは、彼女の事を「ベティ」と親しそうな名で呼ぶ。実は、アッシュとエリザベートの二人は、共に古の時代より「遥けし彼の地より出づる者」と敵対し彼等の野望を阻止すべく戦う「使命」を背負っていた一族の末裔であったのだが、同じ宿命を持っていたはずのアッシュは不可解な動向を繰り返す様になり、彼の行方を捜していたエリザベートは真意を訪ねようとするが、「使命なんて忘れた」とはぐらかすアッシュは前大会での宣告通りに庵の持つ「八尺瓊の勾玉」の力を奪い取っていた。更には「八咫の鏡」の力も使いこなしていたアッシュはそのまま姿を消してしまい、またしても不穏な空気のまま、大会は幕を閉じる。また一方では、前回大会にて介入を行ったルガール・バーンシュタインの娘であるローズ・バーンシュタインが兄であるアーデルハイド・バーンシュタインと衝突。その心の隙を突く形で、「遥けし彼の地より出づる者」の一人である牡丹（ボタン）が、自らの術によってローズを操り人形にするのだった。

#### 開発
イラストはヒロアキが担当。ゲーム中のデモグラフィックなどはノナが担当。

#### 発売機種一覧
- PlayStation 2版（2006年6月22日発売）（廉:2007年6月28日発売）
- ゲームアーカイブス版（PlayStation Portable、PlayStation 3、PlayStation Vita）THE KING OF FIGHTERS XI（2014年12月17日配信開始・PS3のみ）

#### 関連作品
The King of Fighters'XI Sound Collection
サウンドトラックCD

### THE KING OF FIGHTERS XII
2009年4月10日にアーケードゲームとして稼動開始し、PlayStation 3、Xbox 360版が同年7月30日に発売（オンライン専売ソフトの配信を除いてSNKプレイモアの両ハード初のゲームディスクソフトとなった）。レイティングはCERO：B（12才以上対象）。
間にリメイク作品がリリースされたものの、正規のKOFシリーズでは約3年半振りの新作となった。本作では「KOF RE-BIRTH」を謳っており、新システム基板「Taito Type X2」での稼動に伴い、グラフィックを全てHDで新規に描き下ろしている。
キャッチコピーは「ライバルなど、いない。」。
本作には『KOF MAXIMUM IMPACT REGULATION "A"』と同様に特定の固定チームが存在しない。一部のキャラクターは声優が変更されている。
本作ではマルチシフト制を廃止し通常の3on3制に回帰した一方、クリティカルカウンターゲージMAX時に相手の攻撃を近距離強攻撃で潰す（カウンターを取る）と一定時間オリジナルのコンボを決められる「クリティカルカウンター」をはじめとする新システムが導入された。
当初はこの作品でアッシュ編の決着をつける予定だったが、紆余曲折の末に「本作はゲームストーリー展開は無し」という帰結点が採られ、アッシュ編の完結は次回作である『XIII』に持ち越された。

### THE KING OF FIGHTERS XIII
2010年7月14日にアーケードゲームとして稼動を開始したのち、同年12月1日にはPS3/Xbox 360への移植版が発売された。
その後、2012年4月26日には、家庭用版の内容を元にしたアーケードゲーム『THE KING OF FIGHTERS XIII CLIMAX』（以下：『CLIMAX』）が稼働開始した。
それから半年後の2013年9月12日にはNESiCAxLive対応版である『THE KING OF FIGHTERS XIII CLIMAX for NESiCAxLive』が稼働開始した。
そして、2013年9月14日にはWindows向けの移植版である『THE KING OF FIGHTERS XIII STEAM EDITION』がSteamを通じて、『THE KING OF FIGHTERS XIII GALAXY EDITION』がGOG.comを通じてそれぞれ配信された。これは家庭用のDLCとして配信されていた3人を含めた36人のキャラクターが最初から使用可能で、グラフィックオプションの実装やネットワークコードの最適化など、PC向けの改良もなされている。
同作はアッシュ編三部作の最終章と位置付けられており、彼の行動の真意が明かされている。

#### あらすじ
「遥けし彼の地より出づる者」を名乗る謎の異形の集団による暗躍が起きていた2度に渡る大会より2年の年月が過ぎた。
「八咫の鏡」が破れたのに次ぎ「八尺瓊の勾玉」までもが堕ちてしまい、残された「三種の神器」は最早「草薙の剣」ただ一つとなってしまった。あまりにアクシデントが起きるキング・オブ・ファイターズは最早いわく付きの祭典として開催が危惧される事になっていたが、ある政財界の実力者による強引な推進により、むしろこれまで以上の空前絶後の勢いで開催される事態となった。これまでキング・オブ・ファイターズに参加してきた実力者達に次々と招待状が行き渡り、差出人の頭文字は『R』…かつてチーム戦形式となる最初のキング・オブ・ファイターズを開催したルガール・バーンシュタインの娘、ローズ・バーンシュタインであった。
世界中において、キング・オブ・ファイターズの開催で話題が盛り上がる中、前回大会の終盤でアッシュ・クリムゾンを取り逃がしたエリザベートは、南フランスの廃墟にて、過去の日々に想いを馳せていた。幼い頃、アッシュと共にお互いの一族を火災で喪ったエリザベートは、彼だけが背負った「使命」を共感出来る者となり、実の姉弟の様に暮らしていた。だが、次第に自らを避ける様になった彼は遂にその姿を晦ましてしまい、宿敵である「遥けし彼の地より出づる者」が活動を開始し、再会した時には「『使命』なんて忘れた」と明確な拒絶を受けてしまう。それでも、自らの「使命」を全うする事だけに固執するエリザベートは、アッシュを手に掛けてでも成し遂げようと決意を胸に秘め、かつてアッシュとチームを組んだ二人であるデュオロン、シェン・ウーの二人とチームを結成して参戦する。一方、傷が癒え世界を巡り旅していた京の元に「遥けし彼の地より出づる者」の一員であるシュルームとリメロの二人が現れ、シュルームからの襲撃を受けた京は難無くあしらい、彼から『R』の封蝋が刻まれた招待状を手渡される。大会にアッシュが出てくる事を仄めかされた上で彼等は去っていき、二度も辛酸を嘗めさせられたアッシュに借りを返すべく、京は日本へと戻り、紅丸、大門の二人と「日本チーム」を復活させて参戦するのだった。また一方では、前回大会で自らの力の源でオロチの呪縛の証にもなっていた「八尺瓊の勾玉」の力を奪われた庵であったが、それでもその実力は色褪せる事のない物となっていた。しかし、庵に対し、ちづるはオロチの呪縛から逃れられると説得しようとするが、オロチや八神家の因縁になどまるで興味無いと言わんばかりに庵は一蹴。そんな彼の前に、かつてチームを組み「血の暴走」によって手に掛けてしまったあのマチュアとバイスの二人が現れ、「遥けし彼の地より出づる者」がオロチの力を横取りしようとしている事実が気に食わなかった彼女達は、八神が炎の力を取り戻す為の手助けも兼ねて再度のチームの結成を提案。庵はアッシュへの借りを返し、そして京を倒すべく「八神チーム」の再結成を受け入れる。
ローズによって開催されるキング・オブ・ファイターズの準備が進む中、常識を超えた力を持つ「遥けし彼の地より出づる者」によって二度も出し抜かれる事態となったハイデルンは、様々な手を尽くす形で「遥けし彼の地より出づる者」の能力や目的を炙り出そうとしていた。そんな彼に協力を依頼されたK'、クーラ、マキシマの三人は、サウジアラビアの南部に突如現れたとされる石造建築の遺跡の元へ訪れ、調査を開始。マキシマのデータ収集能力によって、その遺跡は約千年以上前より存在していた物とされ、通路を真っ直ぐ進んでいく中で三人は、強大な力を持つ「何者」かによって大勢の人間達が無残にも殺されていくかの様な光景を想起させる壁画を目の当たりにし、更にその先の部屋には「扉」にも見える巨大な石碑が鎮座していた。その頃、「遥けし彼の地より出づる者」の種族や能力について解析を続けさせていたハイデルンは、「遥けし彼の地より出づる者」に所属する者達には時空間を操る得意な能力がある事を突き止め、それによって生じる空間の歪みを〈ギャップ〉と命名。やはり今大会の裏にも「遥けし彼の地より出づる者」の暗躍がある事、そしてそれにアッシュが大きく関与している事を想定し、ラルフ、クラーク、レオナ達が選手として大会に参加する中、ブルー・マリー、ヴァネッサ、セス、ラモンのエージェント達に、会場内に潜入しての調査を行い、人類の脅威となり得る「遥けし彼の地より出づる者」の目的を未然に防ぐよう命令する。一方、ローズの豹変ぶりに困惑を隠せないでいたアーデルハイドは、突然キング・オブ・ファイターズの開催を宣言した彼女の真意を問い質そうとするも、彼女はまるで上の空の状態であり、アーデルハイドの言葉を意に返さないまま彼女によってキング・オブ・ファイターズの開会式が行われ、いよいよトーナメントが始まる事になった。どうすれば良いのか独り悩むアーデルハイドであったが、そこへアッシュが姿を現し、ローズの身に起きた真相を知らされ激昂。しかし、彼等の目的を問い質した時に「友達に聞けば？」と返されたアーデルハイドは、急遽かつてポーランドで知り合ったハイデルンと連絡を取り、事の経緯について説明する事になった。
その頃、「遥けし彼の地より出づる者」側でも計画が着々と進みつつあったかに見えたが、計画は上手く進行していない状況にあった。前々回大会における無界の行動によってオロチの封印は解かれ、前回大会では紫苑と禍忌によってオロチの「気」の発見に成功。そして、今大会の開催中にて、牡丹に操られたローズによってオロチの氣の直上にスタジアムを建設させる事に成功し、「扉」を開く為の宴の準備は何とか整おうとしていた。しかし、ここまで来るのに時間が掛かり過ぎた以前に、未だにオロチは目覚める気配を見せず、更に計画実行のチャンスがたったの一度きりしかないという事実に、アッシュと瓜二つの姿をした「遥けし彼の地より出づる者」のリーダーである斎祀（サイキ）は苛立ちを隠せない様子を見せていた。一方、スカイノアのコンピュータ制御室で今大会の決勝戦が行われるスタジアムの「本来」の設計図を発見したアーデルハイドは、スタジアムの地下室に巨大な地下施設にエネルギー集積装置らしき物が設けられていた事実を突き止め、それがオロチに関連する物だと推測した上でハイデルンに報告する。ハイデルンからの指示を受けてエージェントチームが地下施設に辿り着いたその時、巨大な時空震が発生。スタジアム地表の<ギャップ>が急増する中、グラフパターンを過去の物と照合した結果、それが「オロチ」による物である事が発覚し、ハイデルンは部隊をスタジアムに向かわせる事を命令。ターゲットにアッシュ・クリムゾンを指定する。そして優勝チームが決定する中、斎祀は苛立ちを爆発させる寸前ながらも、どうにかオロチが覚醒した事で気を静め、計画を最終段階へと移行させる事になった。
彼等の真の目的…それはかつてのオロチの復活を巡る事件と同様、スタジアムで格闘家同士による熾烈な戦いをさせる事でオロチの覚醒を促し、その直後に自分達が保有するエネルギー集積装置に取り込ませる事で、「扉」を開く為の宴を起こす事にああった。そして、彼等の名乗った「遥けし彼の地」というのは「過去」を意味しており、扉は過去へ向かう為の所謂タイムマシンだったのである。三年前、「遥けし彼の地」から時空を超えて現代に跳んできた斎祀は、全ての人類が自分達の同族の奴隷と化し、世界の頂点に君臨する為の玉座が待っていると信じて疑わずにいたが、実際は自らが思い描いていた願望からは程遠く、人類を見くびっていた同胞達は失敗を重ねた末に、人類から隠れて生きていかなければならないまでに落ちぶれ、滅亡寸前にまで至っていた。この事態に強い不満を覚えた斎祀は、再び過去に戻って歴史を自分達の支配する世界へと正さなければならないと考え、ここ三度に渡るキング・オブ・ファイターズにおいて暗躍を重ねていたのだった。
主催者のローズが優勝チームを称える中、突如時間が停止した直後に「遥けし彼の地より出づる者」が総勢で姿を現し、その中央には斎祀の姿もあった。「時間が無いからとっとと配置に付け」と尊大な態度を見せる彼の指示を受け、部下達は次々と「宴」を始める為の配置へつこうとするのだが、武人として優勝チームとの決着を望んでいた無界は自分が戦うと主張。それに苛立った斎祀は無界を殺害してしまう。そして自らの真の姿を露にした斎祀は、彼等の憎悪や憤怒、最高級の闘気を励起させて目覚めつつあるオロチに捧げる為に襲い掛かり、死闘を演じる。だが、戦いの中で突如「扉」が閉まり始める事態となり、配置についていた牡丹は扉の時球の幾つかか消えている事実に気付き、それを聞いた斎祀が動揺する中、一人の人間の拳が彼の心臓を貫く。その正体は行方の分からなかったアッシュであり、最初から「草薙剣」を奪う意志は無く反抗の機会をずっと窺っていた彼は、この瞬間をずっと待ち続けていたのだった。しかし、斎祀の醜悪な執念はまだ死んでおらず、その魂に身体を乗っ取られてしまったアッシュは「血の螺旋に狂うアッシュ」として優勝チームに襲い掛かる。
だが、アッシュの身体を乗っ取り人類の力を終始見くびり続けていた斎祀は敗北。そこへ駆けつけたエリザベートがアッシュに呼びかけ、斎祀は最後の手段としてアッシュにまだ完全に閉まる前の扉の中へと飛び込むよう促すが、アッシュはそれを拒否。自分の全てを理解していると傲慢な態度を見せた斎祀に対し、「ボクは、この世界の事が結構気に入っているんだ」という嘘偽りのない返答を出す。この結果、過去と未来の矛盾が発生してしまった斎祀はタイムパラドックスによって消滅を迎える事になり、情けなく悲鳴を挙げ続けながら、斎祀は消滅。しかし、それは同時に斎祀の子孫であるアッシュ自身の消滅を意味しており、エリザベートに無邪気な笑顔を見せたアッシュは「自分がこの世界に『存在しなかった』事になる」と告げ、必死にアッシュに呼びかける彼女に詫びを入れるのと同時に、アッシュもまた消滅した。その頃、ハイデルンの元には「フレイム・オブ・ノヴァ」と名乗る送信者から未確認のアドレスからのメッセージが届き、中身となる音声ファイルを自らの専用回線で再生させたハイデルンは、彼の全ての真意を知る事になった。だが、斎祀やアッシュがタイムパラドックスで消滅した事で、彼に関する記憶を全ての人間が失う事となり、それが起こる前にハイデルンは部隊の引き上げ準備を命令。牡丹によって操り続けられたローズもまた、傀儡の糸から解放される事になり、それを抱きとめたアーデルハイドは、自分の中の「何か」に関する記憶が薄れていく違和感を感じ取っていたが、妹であるローズを守りきったという事実だけを確信する事にする。
アッシュの消滅によって、ちづるは「八咫の鏡」の力を取り戻し、庵もまた「八尺瓊の勾玉」の力を取り戻そうとしていた。だが、勾玉がひび割れているのは「660年という長い年月により八尺瓊とオロチの契約を不可分としていた証」であり、これを手中に収める事で庵は炎を取り戻すが、同時にまた「オロチの呪縛」に縛られ続ける事も意味していた。マチュアとバイスの二人は、本当に勾玉を取り戻してしまっても良いのかと庵の身を案じるが、庵は迷う事無く勾玉を手中に収め、高笑いと共に紫炎の力を取り戻す。そしてそのままの勢いで、庵はキング・オブ・ファイターズの会場にいる京を襲撃。何か重大な事を忘れて思い出せない事に違和感と苛立ちを覚えるも、目の前にいる庵にぶつけて解消する事を決意。京と庵…二人がぶつかる形で今回のキング・オブ・ファイターズは幕を閉じるのだった。「なべて世は事もなし……」。何処かからその言葉が笑い声と共に響いていた。
その後、大会が完全に終わりを迎える中、他の者達と同様にアッシュの事を忘れ去ってしまったデュオロンとシェン・ウーの二人であったが、エリザベートと別れた後、何故か会場に留まり続けていた。二人は「誰か」と何かの約束をしていた気がするのだが、それが消滅したアッシュの事だった為に思い出す事は出来ず、ただ一人、アッシュの事が記憶に残っていたエリザベートは、彼の形見となったカチューシャを手に涙を流すのだった。
かくして、斎祀の消滅によって自分達「遥けし彼の地より出づる者」の運命が決定付けられた彼等は、生き延びた牡丹を始め再び人々の集団の中へと還っていき、彼等を巡る人類の未来を賭けたキング・オブ・ファイターズを舞台とした一連の戦いは、終焉を迎えた。ただ一人、運命に抗い続けたアッシュ・クリムゾンの消滅と共に…。

### THE KING OF FIGHTERS XIV
『THE KING OF FIGHTERS XIV』は、2016年8月25日にPlayStation 4用ソフトとして発売された後、2017年6月16日にSteamでMicrosoft Windows 7 版『THE KING OF FIGHTERS XIV STEAM EDITION』が配信され、DLCキャラクター・衣装に加え「デジタル・アートブック」「デジタル・サウンドトラック」も収録した『DELUXE PACK』も同時発売された。さらに2017年6月29日には家庭用からの逆輸入という形で、NESiCAxLive2に対応したアーケード版『THE KING OF FIGHTERS XIV Arcade Ver.』が稼働開始。家庭用でのDLC要素は最初から搭載され、DLCキャラクター4人とボスキャラクターのアントノフとバースが最初から使用可能になっている。
2021年1月7日に全てのDLCキャラクター＆コスチュームを収録した、PS4版『THE KING OF FIGHTERS XIV ULTIMATE EDITION』のダウンロード版を配信し、後にパッケージ版を2021年3月11日発売した。
ナンバリング作品第14弾である同作はKOF新編と銘打たれており、新キャラクターのシュンエイを中心として新たな物語が展開される。
物語の時系列はアッシュ編のその後であり、プレイキャラクターではないものの前シリーズヒロインのエリザベートが大会の裏で暗躍していたり、シュンエイが本作の最終ボス・バースと何らかの繋がりがあることなどが示唆されている。また、過去シリーズのオロチ編やネスツ編などの要素も盛り込まれている。
グラフィック面の特徴としては、本編シリーズとして初めて3Dポリゴングラフィックスが採用されている。システム面の特徴としては、従来の3on3チームバトルのほかに、オンライン上での3人1組のチームによるバトルが楽しめる「パーティバトル」が加えられている。

### THE KING OF FIGHTERS XV
2022年2月17日にPlayStation 4、PlayStation 5、Xbox Series X/S、PC（Windows 10・Epic Games・Steam）で発売。
『XIV』から引き続き3Dグラフィックとなっており、各種演出はブラッシュアップされている。

## スピンオフ作品

### THE KING OF FIGHTERS NEOWAVE
2004年7月27日稼動。シリーズ初のATOMISWAVEでの作品。開発はナンバリングタイトルとは異なりノイズファクトリーが担当。内容は『2002』をベースにして制作されたマイナーアップバージョンのような作品であるが、本シリーズには含まれない。『2002』と同じくストーリー設定はなしだが、一部参戦キャラクターや最終ボスなどは変更されている。
3種類のモードを選択可能。A - Eの5ボタン。Eは、体力を徐々に減少させる代わりに体力が1/4以下になるか、相手の攻撃を受けるまで攻撃力を2割ほどアップさせる「ヒートモード」を発動するためのボタンである。AW-NETに対応しており、同ハード共通カード使用による特典あり（いわゆるエントリーカードが使用できるのはこの作品のみ）。
操作モードを必殺技を必殺技でキャンセルできる「スーパーキャンセル」、専用攻撃で相手のガードを崩す「ガードブレイク」、MAX2が使用できる「MAX2」から選択できる。一部のモードではガードキャンセルふっとばしが使えないなどの変化はあるが、基本的なシステムは変わらない。
ATOMISWAVE筺体では新作の『XI』に変わり、ネオジオでは引き続き『2002』が長期間稼働したこともあり、稼働期間は短かった。また、本作の最終ボスは『'96』でボスチームとして登場したギース・ハワードが『龍虎の拳2』に登場した頃の若い姿で務めている。イラストは中野友和が担当。
家庭用ではPS2およびXboxで発売されている。Xbox版は日本のXbox最後の新作ソフトである。PS2版ではK9999を除くAC版『2002』の出場キャラクターが全員登場することになった。レイティングは全てCERO：B（12才以上対象）。
| 出場キャラクター                                                       | 出場キャラクター                      | 出場キャラクター                      | 出場キャラクター                      |
| チーム名                                                               | メンバー                              | メンバー                              | メンバー                              |
| ---------------------------------------------------------------------- | ------------------------------------- | ------------------------------------- | ------------------------------------- |
| 日本チーム                                                             | 草薙京                                | 二階堂紅丸                            | 大門五郎                              |
| 餓狼伝説チーム                                                         | テリー・ボガード                      | アンディ・ボガード                    | ジョー・ヒガシ                        |
| 韓国チーム                                                             | ジョン・フーン                        | チャン・コーハン                      | チョイ・ボンゲ                        |
| サイコソルジャーチーム                                                 | 麻宮アテナ                            | 椎拳崇                                | 鎮元斎                                |
| 怒チーム                                                               | レオナ                                | ラルフ・ジョーンズ                    | クラーク・スティル                    |
| 龍虎の拳チーム                                                         | リョウ・サカザキ                      | ロバート・ガルシア                    | タクマ・サカザキ                      |
| 女性格闘家チーム                                                       | 不知火舞                              | ユリ・サカザキ                        | キング                                |
| '96チーム                                                              | 八神庵                                | マチュア                              | バイス                                |
| '97チーム                                                              | 山崎竜二                              | ブルー・マリー                        | ビリー・カーン                        |
| '98チーム                                                              | 七枷社                                | シェルミー                            | クリス                                |
| '99チーム                                                              | K'                                    | マキシマ                              | ウィップ                              |
| 混合チーム                                                             | クーラ・ダイアモンド                  | 矢吹真吾                              | 草薙柴舟                              |
| オロチチーム （隠しキャラクターとして使用可）                          | 乾いた大地の社                        | 荒れ狂う稲光のシェルミー              | 炎のさだめのクリス                    |
| 隠しキャラクター                                                       | キム、ヴァネッサ、ラモン              | キム、ヴァネッサ、ラモン              | キム、ヴァネッサ、ラモン              |
| ボスキャラクター （隠しキャラクターとして使用可）                      | ギース・ハワード（『龍虎の拳2』Ver.） | ギース・ハワード（『龍虎の拳2』Ver.） | ギース・ハワード（『龍虎の拳2』Ver.） |
| 家庭用追加キャラクター （PS2・Xbox版のみ隠しキャラクターとして使用可） | セス、KUSANAGI、オメガ・ルガール      | セス、KUSANAGI、オメガ・ルガール      | セス、KUSANAGI、オメガ・ルガール      |
| PS2版追加キャラクター （PS2版のみ隠しキャラクターとして使用可）        | アンヘル、メイ・リー                  | アンヘル、メイ・リー                  | アンヘル、メイ・リー                  |

#### 関連作品
The King of Fighters Neo Wave
サウンドトラックCD
The King of Fighters Neo Wave Arrange Trax Consumer Version
サウンドトラックCD

#### 発売機種一覧
- PlayStation 2版（2005年7月21日発売）（廉:2006年11月22日発売）
- Xbox版（2006年3月30日発売）
- ゲームアーカイブス版（PlayStation Portable、PlayStation 3、PlayStation Vita）THE KING OF FIGHTERS NEOWAVE（2015年8月19日配信開始・PS3のみ）
- Xbox One 下位互換性ゲーム ライブラリ版（Xbox One） - Xbox版を配信。THE KING OF FIGHTERS ネオウェイブ（2017年10月23日配信開始）

### KOF MAXIMUM IMPACTシリーズ
3D格闘ゲームとして製作された外伝シリーズ。略称は『MI』、もしくは『KOF MI』。当初はPS2で展開してきたが、後にXboxやアーケード（システム基板は「Taito Type X2」）でも登場した。PlayStation 3やXbox 360での作品も予定されていたが、発売中止となった。

#### 関連作品
The King of Fighters Maximum Impact
サウンドトラックCD
The King of Fighters Maximum Impact2
サウンドトラックCD
The King of Fighters Maximum Impact REGULATION "A" Original Sound Trax
サウンドトラックCD

### キング・オブ・ファイターズ R-1
1998年10月28日にネオジオポケット（モノクロ）本体と同時発売。R-1は「ラウンド ワン」と読む。『'97』をベースにしており、熱闘シリーズ同様に抜粋されたメンバーが登場するが、本作では独自の公式チームが組まれている。ニューフェースチーム（本作では「フェース」が長音）以外は、新しいチームを組んでの参戦となる。
隠し要素として、簡単なコマンドで必殺技が出せる「あばれモード」が搭載されている。
| 出場キャラクター                                       | 出場キャラクター                                                        | 出場キャラクター                                                        | 出場キャラクター                                                        |
| チーム名                                               | メンバー                                                                | メンバー                                                                | メンバー                                                                |
| ------------------------------------------------------ | ----------------------------------------------------------------------- | ----------------------------------------------------------------------- | ----------------------------------------------------------------------- |
| 三種の神器チーム                                       | 草薙京                                                                  | 神楽ちづる                                                              | 八神庵                                                                  |
| ニューフェースチーム                                   | 七枷社                                                                  | シェルミー                                                              | クリス                                                                  |
| サウスタウンチーム                                     | テリー・ボガード                                                        | キム・カッファン                                                        | リョウ・サカザキ                                                        |
| ヒロインチーム                                         | 不知火舞                                                                | ユリ・サカザキ                                                          | 麻宮アテナ                                                              |
| エディット専用                                         | 矢吹真吾、レオナ                                                        | 矢吹真吾、レオナ                                                        | 矢吹真吾、レオナ                                                        |
| 隠しキャラクター                                       | '94草薙京                                                               | '94草薙京                                                               | '94草薙京                                                               |
| ボス1 （隠しキャラクターとして使用可）                 | ツキノヨルオロチノチニクルフイオリ ヤミノナカオロチノチニメザメルレオナ | ツキノヨルオロチノチニクルフイオリ ヤミノナカオロチノチニメザメルレオナ | ツキノヨルオロチノチニクルフイオリ ヤミノナカオロチノチニメザメルレオナ |
| ボス2（オロチチーム） （隠しキャラクターとして使用可） | 炎のさだめのクリス                                                      | 荒れ狂う稲光のシェルミー                                                | 乾いた大地の社                                                          |
| 最終ボス （隠しキャラクターとして使用可）              | オロチ                                                                  | オロチ                                                                  | オロチ                                                                  |

### キング・オブ・ファイターズ R-2
1999年3月19日にネオジオポケットで発売。R-2は「ラウンド ツー」と読む。モノクロ本体でも遊べるが、今作ではネオジオポケットカラーにも対応し、この場合はカラー表示となる。『'98』をベースにしているが、『'98』にはいない藤堂香澄も登場。また、全キャラクターが単体で乱入キャラクターとして登場する可能性があり、一度ゲームをクリアした後は乱入キャラクターが1プレイ内に最大2体まで出現するようになり、2体目に出現する隠しキャラクターを倒すと解禁される。前作よりもCPU戦の難易度は下がっている。本作のみの特徴として、「テク」を集めて好きなキャラクター1人をカスタマイズし強化する「メイキングモード」がある。また、前作にあった「あばれモード」が標準で選べるようになった。1999年10月21日には価格の下がったキャンペーン版も登場。
2020年8月6日よりNintendo Switchにて「NEOGEO POCKET COLOR SELECTION」シリーズとしてキング・オブ・ファイターズ R-2が移植版が配信された。レイティングはCERO：A（全年齢対象）。1本で2人対戦が可能だが、原作にあったドリームキャスト通信機能は非対応。2021年3月18日配信のコレクションソフト『NEOGEO POCKET COLOR SELECTION Vol.1』にも収録。
| 出場キャラクター                                                    | 出場キャラクター                                                               | 出場キャラクター                                                               | 出場キャラクター                                                               |
| チーム名                                                            | メンバー                                                                       | メンバー                                                                       | メンバー                                                                       |
| ------------------------------------------------------------------- | ------------------------------------------------------------------------------ | ------------------------------------------------------------------------------ | ------------------------------------------------------------------------------ |
| 草薙流チーム                                                        | 草薙京                                                                         | 草薙柴舟                                                                       | 矢吹真吾                                                                       |
| オロチチーム                                                        | 七枷社                                                                         | シェルミー                                                                     | クリス                                                                         |
| 新サウスタウンチーム                                                | テリー・ボガード                                                               | 不知火舞                                                                       | リョウ・サカザキ                                                               |
| ちょうヒロインチーム                                                | 麻宮アテナ                                                                     | ユリ・サカザキ                                                                 | 藤堂香澄                                                                       |
| エディット専用                                                      | レオナ、八神庵                                                                 | レオナ、八神庵                                                                 | レオナ、八神庵                                                                 |
| 乱入キャラクター （隠しキャラクターとして使用可）                   | '95草薙京、裏テリー・ボガード、裏不知火舞 裏リョウ・サカザキ、裏ユリ・サカザキ | '95草薙京、裏テリー・ボガード、裏不知火舞 裏リョウ・サカザキ、裏ユリ・サカザキ | '95草薙京、裏テリー・ボガード、裏不知火舞 裏リョウ・サカザキ、裏ユリ・サカザキ |
| ボスキャラクター（裏オロチチーム） （隠しキャラクターとして使用可） | 乾いた大地の社                                                                 | 荒れ狂う稲光のシェルミー                                                       | 炎のさだめのクリス                                                             |
| 最終ボス （隠しキャラクターとして使用可）                           | オメガ・ルガール                                                               | オメガ・ルガール                                                               | オメガ・ルガール                                                               |

### THE KING OF FIGHTERS EX 〜NEO BLOOD〜
2002年1月1日にGBAでマーベラスエンターテイメントから発売。開発はアートゥーン。サブタイトルは日本語に訳すと「新しい血統」、つまり新キャラクターを意味している。
任天堂の携帯ゲーム機向けとしては4年半ぶりの新作。SNK倒産後の発売だが、クレジットやタイトルデモにはSNKロゴが表示される。
『'99』のデザインと『2000』のシステムを主にベースとした作品だが、ストーリーはオロチ編とネスツ編の空白を埋めるオリジナルストーリーになっている。新キャラクターの葉花萌の声優に千葉麗子を起用。
チーム構成はメイン3名+ストライカー1名という構成になっている。ストライカー専用のみとして登場するキャラクターはメインで使用することはできず、各チームのストーリー上もメンバーとしては存在しないような扱いになっているが、チーム単位のストーリーは正規のストライカーも加えないと見ることができない。
発売前は期待が集まっていた作品ではあったが、実際に発売された製品版は不具合が非常に多く、ゲームがフリーズする、操作ができなくなるなど一部プレイに支障が出るものもあるほどだった。
| 出場キャラクター                                         | 出場キャラクター                        | 出場キャラクター                        | 出場キャラクター                        | 出場キャラクター                        |
| チーム名                                                 | メンバー                                | メンバー                                | メンバー                                | ストライカー                            |
| -------------------------------------------------------- | --------------------------------------- | --------------------------------------- | --------------------------------------- | --------------------------------------- |
| 主人公チーム                                             | 草薙京                                  | 二階堂紅丸                              | 葉花萌                                  | 矢吹真吾*                               |
| 餓狼チーム                                               | テリー・ボガード                        | アンディ・ボガード                      | 不知火舞                                | ジョー・ヒガシ*                         |
| 龍虎チーム                                               | リョウ・サカザキ                        | ロバート・ガルシア                      | キング                                  | ユリ・サカザキ*                         |
| 怒チーム                                                 | レオナ                                  | ラルフ                                  | クラーク                                | ウィップ*                               |
| サイコソルジャーチーム                                   | 麻宮アテナ                              | 椎拳崇                                  | 包                                      | 鎮元斎*                                 |
| 韓国チーム                                               | キム・カッファン                        | チャン・コーハン                        | チョイ・ボンゲ                          | ジョン・フーン*                         |
| ボスキャラクター （隠しキャラクターとして使用可）        | ボス：八神庵 最終ボス：ギース・ハワード | ボス：八神庵 最終ボス：ギース・ハワード | ボス：八神庵 最終ボス：ギース・ハワード | ボス：八神庵 最終ボス：ギース・ハワード |
| エキストラストライカー （隠しストライカーとして選択可）* | K'、マキシマ、ヴァネッサ、山崎竜二      | K'、マキシマ、ヴァネッサ、山崎竜二      | K'、マキシマ、ヴァネッサ、山崎竜二      | K'、マキシマ、ヴァネッサ、山崎竜二      |
| *はストライカー専用キャラクター。                        |                                         |                                         |                                         |                                         |

### THE KING OF FIGHTERS EX2 〜HOWLING BLOOD〜
2003年1月1日にGBAでマーベラスエンターテイメントから発売、開発はサン・テック。『EX』の続編で、前作同様に『2000』を基本にしている。前作に存在した不具合などの問題点は大幅に改善されている。
前作の葉花萌に加え、新たに大神零児、華守純、黒咲壬羽、天羽忍（最終ボス）の4名のオリジナルキャラクターが登場し、オロチ編に沿った新たな設定として「十種神宝」を中心としたストーリーが展開される。ストライカーのシステムも変更され、次の順番のキャラクターがストライカーを務めるようになった（3人目はストライカーを使用できない）。
| 出場キャラクター                                  | 出場キャラクター              | 出場キャラクター              | 出場キャラクター              |
| チーム名                                          | メンバー                      | メンバー                      | メンバー                      |
| ------------------------------------------------- | ----------------------------- | ----------------------------- | ----------------------------- |
| 主人公チーム                                      | 草薙京                        | 葉花萌                        | 大神零児                      |
| 餓狼伝説チーム                                    | テリー・ボガード              | アンディ・ボガード            | 不知火舞                      |
| 龍虎の拳チーム                                    | リョウ・サカザキ              | ユリ・サカザキ                | タクマ・サカザキ              |
| 怒チーム                                          | レオナ                        | ラルフ                        | クラーク                      |
| サイコソルジャーチーム                            | 麻宮アテナ                    | 椎拳崇                        | 包                            |
| 韓国チーム                                        | キム・カッファン              | チョイ・ボンゲ                | チャン・コーハン              |
| 八神チーム                                        | 八神庵                        | 華守純                        | 黒咲壬羽                      |
| ボスキャラクター （隠しキャラクターとして使用可） | ボス：天羽忍 最終ボス：暴走忍 | ボス：天羽忍 最終ボス：暴走忍 | ボス：天羽忍 最終ボス：暴走忍 |

### その他の格闘ゲーム
The King of Fighters Extreme（日本国外）
日本国外で、2005年にノキアよりN-Gage向けに発売された。GBA版『EX2』をベースとした作品となっている。開発はハドソン。
THE KING OF FIGHTERS-MOBILE-
2005年7月4日よりi-modeで配信開始。2008年10月1日にはYahoo!ケータイ、2009年7月9日にはEZwebでも配信された。こちらは原作から抜粋された12名のキャラクターが参戦している。ストーリーなどは『'94』に準拠しているが、イラストは一新されている。
- 登場キャラクター：京、アテナ、リョウ、キング、テリー、舞、ラルフ、ユリ
- 隠しキャラクター：キム、紅丸、庵、ルガール（最終ボス）

THE KING OF FIGHTERS MOBILE R-2
2006年10月2日よりi-modeで配信開始。前作に3名を加えた総勢15名が戦う。チームバトルではなく1対1のラウンド制になっている。
- 追加キャラクター：柴舟、タクマ、ジョー

THE KING OF FIGHTERS-i / THE KING OF FIGHTERS Android
iPhone/iPod Touch版『-i』が2011年7月7日配信開始、Android版『Android』が2012年3月22日配信開始。『ザ・キング・オブ・ファイターズXIII』をベースにアレンジされている。
THE KING OF FIGHTERS-i 2012 / THE KING OF FIGHTERS-A 2012
iPhone/iPod Touch版『-i 2012』が2012年5月2日配信開始、Android版『-A 2012』が2013年8月31日配信開始。前作の内容に加え、新要素としてWi-Fiネットワーク対戦、新キャラクターや新ステージ、タイムアタックモード、チーム毎のエンディングムービーなどが追加されている。
『-A 2012』は、『-i 2012』で有料ダウンロードコンテンツであった「ネスツスタイル京」「炎を取り戻した庵」の2名が最初から使用可能になっている。
後に無料版として、Android版『-A 2012(F)』が2014年12月4日に、iPhone/iPod Touch版『-i 2012(F)』が2015年2月11日に配信開始されている。

### クイズ キング・オブ・ファイターズ
1995年2月1日にMVSで稼動したクイズゲーム。発売元はザウルスで、同社のマスコットだった恐竜のキャラクターが随所に登場している。家庭用はネオジオROM版が1995年3月10日、ネオジオCD版が1995年4月7日に発売。
タイトルに『キング・オブ・ファイターズ』とついているが、草薙京などの『KOF』オリジナルキャラクターは登場しない。また、タイトルロゴのデザイン上では中黒が省かれた『クイズ キング オブ ファイターズ』のように表記されている。登場キャラクターは、『餓狼伝説』（『SPECIAL』準拠のデザイン）と『龍虎の拳』（『2』準拠のデザイン）に加え、本家『KOF』には参戦していなかった『サムライスピリッツ』（初代準拠のデザイン）から選ばれている。
ストーリーの大筋は、謎の組織「Q」に誘拐されたユリを救出するため6人の勇者（テリー・ボガード、不知火舞、リョウ・サカザキ、ロバート・ガルシア、覇王丸、ナコルル）が立ち上がるという、初代『龍虎の拳』をなぞらえたような展開で、『龍虎の拳』のボーナスゲーム「超必殺技伝授」と同様のボーナスゲームが今作にも取り入れられている。ゲーム内容はパロディ色が強く、コメディ調の世界観となっている。また、劇中の地名はサウスタウンではなく『クイズ大捜査線』と同じ「クイズシティー」となっている。ただし、ネオ&ジオを始めとする『大捜査線』の面々は本作には登場しない。本編との繋がりは特になくギャグ調のストーリーだが、舞のエンディングは『KOF』へと続くものになっている。
6名のプレイヤーキャラクターから1人を選択し、ルーレットを止めてスゴロク式のマップを進んでいくと、出題者キャラクターがプレイヤーにクイズ勝負を挑んでくる。クイズ形式はオーソドックスなノルマ達成型の4択問題。途中『クイズ大捜査線』にもあった連打クイズや間違い探しなども登場する。道中で歴代のSNK格闘ゲームのキャラクターたちがクイズを挑んでくることがあり、こちらは後述の「格闘クイズ」形式となる。各章の最後には固定ボスキャラクターが待ち構えており、第一章は暴走族のリーダー、第二章はマフィアの首領、第三章はタクマ・サカザキ、第四章はトーナメントのチャンピオンと戦うことになるが、タクマ以外のボスはギース・ハワード、ヴォルフガング・クラウザー、天草四郎時貞の3人からランダムでそれぞれの役割に割り当てられる。第四章でチャンピオンを倒した後は該当のボスが正気を取り戻して黒幕の正体を暴き、「Q」の首領キューリッチとの最終決戦に入る。
クイズノルマ達成時にお金やクイズを有利に進められるアイテムが手に入ることもある他、マップの途中にあるショップでお金を支払ってアイテムを購入可能。ただしアイテムには所持数制限がある。
ボス戦や対戦モードでは特殊な「格闘クイズ」となり、クイズに正解して敵にダメージを与えていき、敵の体力を0にすれば勝利となる。答えるまでの経過時間によって、「必殺技（強）→必殺技（弱）→ジャンプ攻撃→大キック→大パンチ→小キック→小パンチ（『サムライスピリッツ』のキャラクターのみ通常技が大斬り→中斬り→小斬り）」と技の威力が減少していくため、早く正解すれば派手な必殺技で大ダメージを与え、少ない問題数で倒すことができる。また、必殺技発動前に素早くキャラクター毎のコマンドを入れることで、さらに強力な「超必殺技」に変化させられる。対戦では通常の6名に加え、タクマ・サカザキ、ギース・ハワード、ヴォルフガング・クラウザー、天草四郎時貞のボス4名も使用可能。

### ザ・キング・オブ・ファイターズ 京
1998年8月27日にPlayStationで発売。格闘ゲームではなく、夏元雅人による同名の漫画『ザ・キング・オブ・ファイターズ 京』をベースとしたアドベンチャーゲームとなっており、対戦はコマンド指示形式で行われる。『KOF'97』の開催直前が舞台となり、大会に出場するチームメイトを探していく。イベント時にはほとんどのキャラクターがボイス付きで会話するが、登場するKOFキャラクターの中でクラークのみボイスがない（セリフはある）。また、ゲーム作品では本作のみに登場するキャラクターも存在する。ゲーム中でのイラストも全て夏元雅人が担当している。開発元は夢工房。
1999年9月9日には「SNKベストコレクション」として廉価版が発売。また、2007年6月28日にはゲームアーカイブスでもザ・キング・オブ・ファイターズ 京として配信された。レイティングはCERO：B（12才以上対象）。
| 出場キャラクター                         | 出場キャラクター         | 出場キャラクター                    |
| ---------------------------------------- | ------------------------ | ----------------------------------- |
| 草薙京                                   | 二階堂紅丸               | 大門五郎                            |
| テリー・ボガード                         | アンディ・ボガード       | ジョー・ヒガシ                      |
| リョウ・サカザキ                         | ロバート・ガルシア       | ユリ・サカザキ                      |
| キング                                   | 不知火舞                 | 神楽ちづる                          |
| 七枷社                                   | シェルミー               | クリス                              |
| キム・カッファン                         | チャン・コーハン         | チョイ・ボンゲ                      |
| レオナ                                   | ラルフ                   | クラーク                            |
| 麻宮アテナ                               | 椎拳崇                   | 鎮元斎                              |
| 山崎竜二                                 | ブルー・マリー           | ビリー・カーン                      |
| 矢吹真吾                                 | 八神庵                   | Mr.ビッグ                           |
| ギース・ハワード                         |                          |                                     |
| 隠しキャラクター（バトルモードで使用可） |                          |                                     |
| 千堂恭司                                 | 千堂翔太                 | 千堂順子                            |
| 草薙蒼司                                 | 草薙柴舟                 | ツキノヨルオロチノチニ クルフイオリ |
| 乾いた大地の社                           | 荒れ狂う稲光のシェルミー | 炎のさだめのクリス                  |
| オロチ                                   |                          |                                     |

#### 関連作品
ザ・キング・オブ・ファイターズ 京
著者：夏元雅人、『覇王マガジン』並びに『コミックボンボン』で連載された漫画。
ゲーム版の『'95』から『'96』の間の話を描いている。『覇王マガジン』休刊により、最終回のみ『コミックボンボン増刊号』に掲載。単行本全3巻。
その後、ゲーム版『KOF京』の発売に合わせて『'96』から『'97』の間の話が『コミックボンボン』で短期読み切りが掲載された。こちらは未単行本化。

### THE KING OF FIGHTERS バトルDEパラダイス
2000年7月6日に発売されたネオジオポケットカラー専用ソフト。2022年11月10日に配信されたPC/Nintendo Switch用ソフト「NEOGEO POCKET COLOR SELECTION Vol.2」にも収録されている。
双六形式のボードゲームで対戦する同作は、多くのスターを集めることが目的である。途中会話イベントなどがあり、選択肢次第でストライカーがダークかジャスティスの性能にチェンジする。また、ゲーム中チャレンジできるミニゲームがかなり豊富である。
このソフトはDC版『'99 EVOLUTION』との連動機能があり、ST霧島翔、天童凱は連動が無ければDC版『'99』では使用することができなかった。またDC版『'99』での追加のSPストライカー（セス&ヴァネッサ除く）のレベル（最高3）を上げるのにも欠かせないソフト。
主人公の一人、ユウGは『ネオジオバトルコロシアム』の背景にも登場している。
- プレイヤーキャラクター：ユウG、マサムネ、はとこ、アイ
- プレイヤーストライカー：草薙京、麻宮アテナ、大門五郎、山崎竜二、ビリー・カーン、神楽ちづる、フィオ、アルフレッド、霧島翔、天童凱

このソフトをネオジオポケットで起動すると、「このゲームソフトはネオジオポケットカラーせんようです モノクロにはたいおうしていません」と通常は警告文が表示されるが、数秒待つとさらに「...が」のメッセージが現れた直後「PLAY YO・SA・KU GAME」タイトル画面が表示され、隠しゲーム『与作』（新日本企画時代制作、1979年作品）のアレンジ移植がプレイできるようになる。この「YO・SA・KU」はカラー本体においても、ゲーム内のポイントであるAPを100万以上溜めることで解禁される最後の隠しバトルゲームとしてプレー可能になる。

### KOF SKY STAGE
2010年1月22日稼動のアーケードゲーム（システム基板はTaito Type X）。「正闘派シューティング」と銘打たれた、シリーズ初の縦スクロール型シューティングゲームとなっている。KOFのキャラクターを操作し、現れる敵を倒していく。2人プレイモードもあり、協力プレイもしくは対戦プレイを選択できる。
2010年7月29日に発売のPSP用ソフト『ネオジオヒーローズ 〜アルティメット シューティング〜』にもカップリング収録。
2010年9月15日には、Xbox 360のXbox LIVE アーケード用ソフトとしても配信が開始された。レイティングはCERO：B（12才以上対象）。
- プレイヤーキャラクター：草薙京、八神庵、クーラ・ダイアモンド、テリー・ボガード、不知火舞、麻宮アテナ

### The King of Fighters Online
韓国のスタジオDragonflyが開発したオンラインゲーム（Massively Online Battle Arena）。2013年9月4日にクローズドβテストが行われ、その後本格稼働した。

### その他の格闘ゲーム以外
KOF検定 めざせカルトクイズ王!
クイズゲーム。
THE KING OF FIGHTERS －Volleyball－
バレーボールゲーム。
燃えよ! KOF大運動会
スポーツアクション。
KOFギャルズ麻雀
麻雀ゲーム。
THE KING OF FIGHTERS麻雀
麻雀ゲーム。
THE KING OF MILLIONAIRE
トランプの大富豪。
THE KING OF REVERSI
リバーシ。
THE KING OF FIGHTERS バトルフェスタ
2011年4月28日よりMobageにて配信されたソーシャルゲーム。基本プレイ無料のアイテム課金制。2013年4月26日をもって配信終了。
SNKドリームバトル
2012年3月26日よりGREEにて配信されたソーシャルゲーム。SNKの様々なゲームのキャラクターたちが一堂に会するソーシャルカードゲーム。後にスマートフォン向けにも2012年6月14日に配信開始。基本プレイ無料のアイテム課金制。2013年4月30日をもって配信終了。
SNKハイスクールコレクション
2012年5月23日よりMobageにて配信されたソーシャルゲーム。SNKプレイモアによる様々なSNKキャラクター、とくに美少女・美女キャラクターたちが多く通う覇天学園の生徒となり、カードを収集しながら数々のストーリーをクリアしていくソーシャルカードゲーム。基本プレイ無料のアイテム課金制。2012年11月をもって配信終了。
KOF（旧名：KOF×餓狼伝説）
2013年2月13日よりMobageにて配信されたソーシャルゲーム。SNKプレイモアを代表する2D対戦格闘ゲーム『KOF』と『餓狼伝説』のキャラクターたちが100人以上登場するソーシャルカードゲーム。スマートフォン向けにも配信。2013年5月16日に名称を『KOF×餓狼伝説』から『KOF』に変更。基本プレイ無料のアイテム課金制。2013年9月30日をもって配信終了。
THE KING OF FIGHTERS ENCOUNTER -KOF すれちがいバトル!-
iPhone/iPod Touch向けに2011年10月18日より配信された位置情報連動のソーシャルゲーム。面白法人カヤックがSNKプレイモアのライセンスを得て制作。基本プレイ無料。2012年3月にタイトルが『KOF すれちがいバトル!』へと変更され、同年10月にユーザー減少を理由にサービス終了。
THE RHYTHM OF FIGHTERS
iPhone/iPod Touch版とAndroid版が共に2014年6月25日配信開始。「格闘ゲーム」と「音楽ゲーム」が融合した新感覚のリズムアクションゲーム。基本プレイ無料のアイテム課金制。2015年7月15日をもって配信終了。
BEAST BUSTERS featuring KOF
Android版が2014年12月22日に、iPhone/iPod Touch版が2015年2月6日に配信開始。ガンシューティングゲーム『ビーストバスターズ』誕生25周年と『KOF』誕生20周年を記念したコラボレーション。基本プレイ無料のアイテム課金制。2015年8月31日をもってサービス終了。
THE KING OF FIGHTERS '98 ULTIMATE MATCH Online
iOS・Androidで2016年8月25日配信開始。運営はSNKからライセンス契約を取得したOURPALM。格闘ゲーム『THE KING OF FIGHTERS '98 ULTIMATE MATCH』の派生作品だがゲーム性は原作と全く異なり、キャラクターを集めて育て、最大6名でチームを組み、敵を倒してストーリーを進めるゲームとなっている。『KOF '98』というタイトルであるが、『KOF '99』以降に登場するキャラクターも続々登場している。
THE KING OF FIGHTERS D 〜DyDo Smile STAND〜
iOS・Androidで2017年10月20日配信開始。飲料メーカーダイドードリンコとコラボしたゲームアプリ。ダイドードリンコ社製のスマートフォン連動機能が付いた自動販売機「スマイルスタンド」と連動。対応の自販機で商品を購入することで、ポイントが貯まり、ゲーム内のガチャなどで利用可能となる。2018年4月12日をもってサービス終了。
THE KING OF FIGHTERS：DESTINY 拳皇命运
中国のiOS・Androidで2018年5月17日配信開始。YINHAN GAMES社が開発し、Tencent社より配信。横スクロールアクションゲーム。
THE KING OF FIGHTERS ALLSTAR
iOS・Androidで2018年7月26日配信開始。原作と同様に3人1組でチームを組んで戦う、横スクロールアクションゲーム。運営はNetmarble。
担当声優は『XIV』、もしくはアニメ『DESTINY』に合わせられている。そこに登場しないキャラクターは独自のキャスティングが行われている場合が多い。
『ストリートファイター』や『鉄拳』、『GUILTY GEAR』などの他社格闘ゲームや、『銀魂』や『七つの大罪』、『WWE』など他コンテンツとのコラボレーションを積極的に行っている。2024年10月31日をもってサービス終了。
SNKオールスター
iOS・Androidで2019年5月8日配信。SNKの対戦格闘ゲーム『THE KING OF FIGHTERS’98 ULTIMATE MATCH』、『THE KING OF FIGHTERS 2002 UNLIMITED MATCH』、『サムライスピリッツ 天草降臨』、『幕末浪漫第二幕 月華の剣士～月に咲く華、散りゆく花～』の人気キャラクターが集結し、新たな物語を綴るRPG。2021年11月26日をもってサービス終了。
KOFクロニクル
iOS・Androidで2019年10月17日配信開始。最大6人1組でチームを組んで戦う、タワーディフェンス型RPG。原作を再現したストーリーイベント等が用意されている。2020年10月15日をもってサービス終了。
THE KING OF FIGHTERS for GIRLS
iOS・Androidで2019年11月8日配信開始。乙女ゲーム。開発はビクターエンタテインメント・ゲームズ。KOFシリーズに登場する男性キャラクターたちとの友情・恋愛といったストーリーが描かれる。2021年3月31日をもってサービス終了。
- メインキャラクター：草薙京、二階堂紅丸、矢吹真吾、テリー・ボガード、アンディ・ボガード、ジョー・ヒガシ、リョウ・サカザキ、ロバート・ガルシア、包、八神庵、K'、マキシマ、八神庵、ナギ、ヨミ、ビリー・カーン、七枷社、クリス
- サブキャラクター：大門五郎、椎拳崇、山崎竜二、キム・カッファン、ジョン・フーン、チャン・コーハン、チョイ・ボンゲ、ゲーニッツ

京、真吾、テリー、マキシマ、庵は『XIV』以降に準じたキャストだが、それ以外のキャラクターは本作オリジナルのキャストが担当している。当初はサブキャラクターにボイスはなかったが、アップデートにより順次実装された。
KOF ARENA
iOS・Androidで2022年11月14日配信開始。『THE KING OF FIGHTERS ALLSTAR』のPvPコンテンツを独立させ、より対戦に特化したシステムを搭載。原作のゲームシステム同様、3人1組のチーム戦で対戦を行なっていく。運営はNetmarble。2024年11月14日をもってサービス終了。
KOF Survival City
iOS・Androidで2023年4月19日配信開始。運営はJOYCITY。基地を整備し、最大3人で戦うサバイバルゲーム。2023年11月30日をもってサービス終了。

## コレクション作品
家庭用ゲーム機で発売されたタイトルには複数タイトルを一つのパッケージにまとめたコレクション作品が存在する。
- セガサターン版
  - （限定）ザ・キング・オブ・ファイターズ ダブルパック （1996年12月31日発売 / 『'95』+専用ROM、『'96』+拡張RAMのセット）
  - （廉）ザ・キング・オブ・ファイターズ ベストコレクション （1998年10月1日発売、『'95』+専用ROM、『'96』、『'97』のセット。拡張RAMは未同梱）[注 13]
- PlayStation 2版
  - NEOGEO オンラインコレクション ザ・キング・オブ・ファイターズ -オロチ編- （2006年4月20日発売 / 限定版あり）
    - （廉）NEOGEO オンラインコレクション THE BEST ザ・キング・オブ・ファイターズ -オロチ編- （2007年6月21日発売）
- ゲームアーカイブス版（PlayStation Portable、PlayStation 3、PlayStation Vita）
  - THE KING OF FIGHTERS オロチ編（2015年7月15日配信開始・PS3のみ）
- PlayStation 2版
  - NEOGEO オンラインコレクション ザ・キング・オブ・ファイターズ -ネスツ編- （2007年4月19日発売）
    - （廉）NEOGEO オンラインコレクション THE BEST ザ・キング・オブ・ファイターズ -ネスツ編- （2008年5月29日発売）
- ゲームアーカイブス版（PlayStation Portable、PlayStation 3、PlayStation Vita）
  - THE KING OF FIGHTERS ネスツ編（2015年6月17日配信開始・PS3のみ）
- PlayStation 2版
  - NEOGEOオンラインコレクション コンプリートBOX（下巻） （2009年12月23日発売、『オロチ編』『'98UM』『ネスツ編』を収録）
  - キング・オブ・ファイターズ オロチ サーガ　King of Fighters Orochi Saga (欧米版 2008年10月28日発売)
- PlayStation Portable版
  - SNK ARCADE CLASSICS Vol.1（2009年5月21日発売、16タイトルのひとつとして『'94』を収録）
    - （廉）SNK BEST COLLECTION SNK ARCADE CLASSICS Vol.1 （2010年6月24日発売）

  - ザ・キング・オブ・ファイターズ ポータブル '94〜'98 チャプター・オブ・オロチ（2008年9月発売、'94から'98までのオロチ編5タイトルを1本にまとめて移植）
- PlayStation Portable版
  - SNK ARCADE CLASSICS Vol.1（2009年8月17日配信開始）
    - （廉）SNK BEST COLLECTION SNK ARCADE CLASSICS Vol.1 （2010年6月24日配信開始）配信終了。

  - ザ・キング・オブ・ファイターズ ポータブル '94〜'98 チャプター・オブ・オロチ（2010年6月24日配信開始）
- Steam版（Windows）
  - THE KING OF FIGHTERS Triple Pack（『THE KING OF FIGHTERS XIII STEAM EDITION』『THE KING OF FIGHTERS 2002 UNLIMITED MATCH』『THE KING OF FIGHTERS '98 ULTIMATE MATCH FINAL EDITION』をセットにしたパック、2015年4月10日配信開始）
- Nintendo Switch版 - ネオジオポケット版を配信。
  - NEOGEO POCKET COLOR SELECTION Vol.1（2021年3月18日配信開始）

## 開発
同時代にリリースされていたSNKの対戦型格闘ゲーム『餓狼伝説』と『龍虎の拳』、および1980年代のアーケードアクションゲームである『怒シリーズ』や『サイコソルジャー』など、SNKのキャラクターたちが作品の垣根を越えて一つの格闘大会に出場して覇を争う「ドリームマッチバトル」という設定をコンセプトに製作された。
複数のゲーム作品のキャラクターが同一世界に共存するクロスオーバー作品として始まったゲーム作品であるため、原作となるゲーム作品群とは辿った歴史の異なるパラレルワールドとしての物語を展開している。例として挙げると、原作となるゲーム作品では『龍虎の拳』は『餓狼伝説』の10年以上前が作品の舞台だが、本作では両作品のキャラクターが同時代の人物として大会に参加している。
作品が新作へと進むごとに劇中でも時間は経過しているものの、一部の主要人物が物語の進展に応じて要所要所で若干成長することはあるが、基本的には登場人物の年齢は設定されておらず歳を取らない。製作者いわく「『サザエさん』のような感じと思っていただいて構わない」とのこと。

## 反響
ゲームは主に男性の対戦格闘ゲーマーに支持されているが、登場キャラクターは女性人気が高い。シリーズを通しての主要人物である、草薙京とそのライバルの八神庵は特に女性人気が高く、両者の関連グッズの購入者はほとんど女性である。
中国や韓国などのアジア圏にも人気があり、日本と同様のファン層を有している。

## 関連作品

### 書籍
THE KING OF FIGHTERS FIGHTING EVOLUTION 10th （編集：不知火プロ）
ザ・キング・オブ・ファイターズ完全読本（編集：日経キャラクターズ!）
付録のCDにはボイスドラマ「KOF:Mid Summer Struggle」（脚本：嬉野秋彦）と、個人サイト「墓標」の人気コンテンツ「美形会議」の出張版「美形会議 -DOKUHON-」が収録。

ザ・キング・オブ・ファイターズ キャラクター エンサイクロペディ（編集：エンタテインメント書籍編集部）

#### 小説
『ネオジオフリーク』を刊行していた芸文社による小説アンソロジーや、ドラゴンノベルス（KADOKAWA）より出版された八神庵が異世界へ転移するという設定の『THE KING OF FANTASY 八神庵の異世界無双 月を見るたび思い出せ!』シリーズ（著者：天河信彦、挿絵：おぐらえいすけ(SNK)）などがある。

#### 漫画
THE KING OF FANTASY 八神庵の異世界無双 月を見るたび思い出せ!（著者：蒼木雅彦、原作：天河信彦、原作イラスト：おぐらえいすけ、『COMIC Hu』連載）
同名タイトルの小説の漫画化。単行本全6巻。
THE KING OF FIGHTERS 外伝 ―炎の起源― 真吾、タイムスリップ! 行っきまーす!（著者：あずま京太郎、『水曜日のシリウス』連載）
単行本全2巻。
他、4コマ・アンソロジーが宙出版、光文社、新声社、スタジオDNA、ブロッコリー、ホビージャパン、ムービック、双葉社から発売されている。

### サウンドトラック
- The King of Fighters Best arrange collection 〜Since 94 to 00〜

### パチスロ
パチスロ版 ザ・キング・オブ・ファイターズは2004年春、4号機大量獲得機として販売手前まで行ったが、各メーカーが射幸性の高い機種を見直す時期に差し掛かり、この機種も射幸性が高い機種であったため、自主的に販売を取りやめた。現在は携帯サイト『サミー777タウン』内でのみプレイ可能。
2006年5月下旬、上記の問題点を見直し、さらに『サムライスピリッツ』に登場するナコルルの演出も加えた5号機の稼働を開始。
2007年6月上旬、ネスツ編をベースにした続編『KOF2』の稼働を開始。
2012年10月、アッシュ編をベースにした『KOF3』の稼働を開始。

### 映像作品
アニメーション『The King of Fighters: Another Day』

2005年に公開されたアニメーション作品。
実写映画版『The King of Fighters』
詳細は「ザ・キング・オブ・ファイターズ (映画)」を参照
2009年にカナダで撮影が行われた。主演は不知火舞役のマギー・Q。オリジナルビデオとしてアメリカ国内で発売された。日本では2011年7月2日より吹き替え版のみが公開された。
アニメーション『THE KING OF FIGHTERS: DESTINY』
2017年に公開された3DCGによるアニメーション作品。

## 関連イベント
ザ・バンド・オブ・ファイターズ（BOF）
メンバーは麻宮アテナ（ボーカル）、草薙京（ギター）、八神庵（ベース）、テリー・ボガード（ドラム）、ナコルル（キーボード）の5人。
等身大のロボットが制作され、当時ネオジオワールドでライブが行われていた。
KOF忘年会
2004年から開催される。2005年度・2006年度ではクイズ企画で「美形会議」が登場。

## 他作品への客演
Days of Memories
SNKプレイモア発売の携帯電話およびニンテンドーDS用恋愛シミュレーションゲーム。SNKおよびSNKプレイモア作品のキャラクターが設定を変えて登場するパラレルワールドを舞台にした作品で、『KOF』からのキャラクターも数名登場している。
LORD of VERMILION Re:2
スクウェア・エニックス発売のオンライントレーディングカードアーケードゲーム。『KOF』から草薙京と八神庵がゲスト出演している。
ヴァルキリーコネクト
エイチーム発売のRPG。『KOF』からのキャラクターも数名登場している。
パズル&ドラゴンズ
ガンホー・オンライン・エンターテイメント発売のパズルRPG。『KOF』からのキャラクターも数名登場している。
グランドサマナーズ
グッドスマイルカンパニー発売のRPG。『KOF』から草薙京、八神庵、不知火舞が登場している。
クラッシュフィーバー
ワンダープラネット発売のパズルRPG。『KOF』からのキャラクターも数名登場している。
ジョーカー～ギャングロード～
アプリボット発売のRPG。『KOF』からのキャラクターも数名登場している。
誰ガ為のアルケミスト
FgG発売のシミュレーションRPG。『KOF』からのキャラクターも数名登場している。